# محافظة أسوان

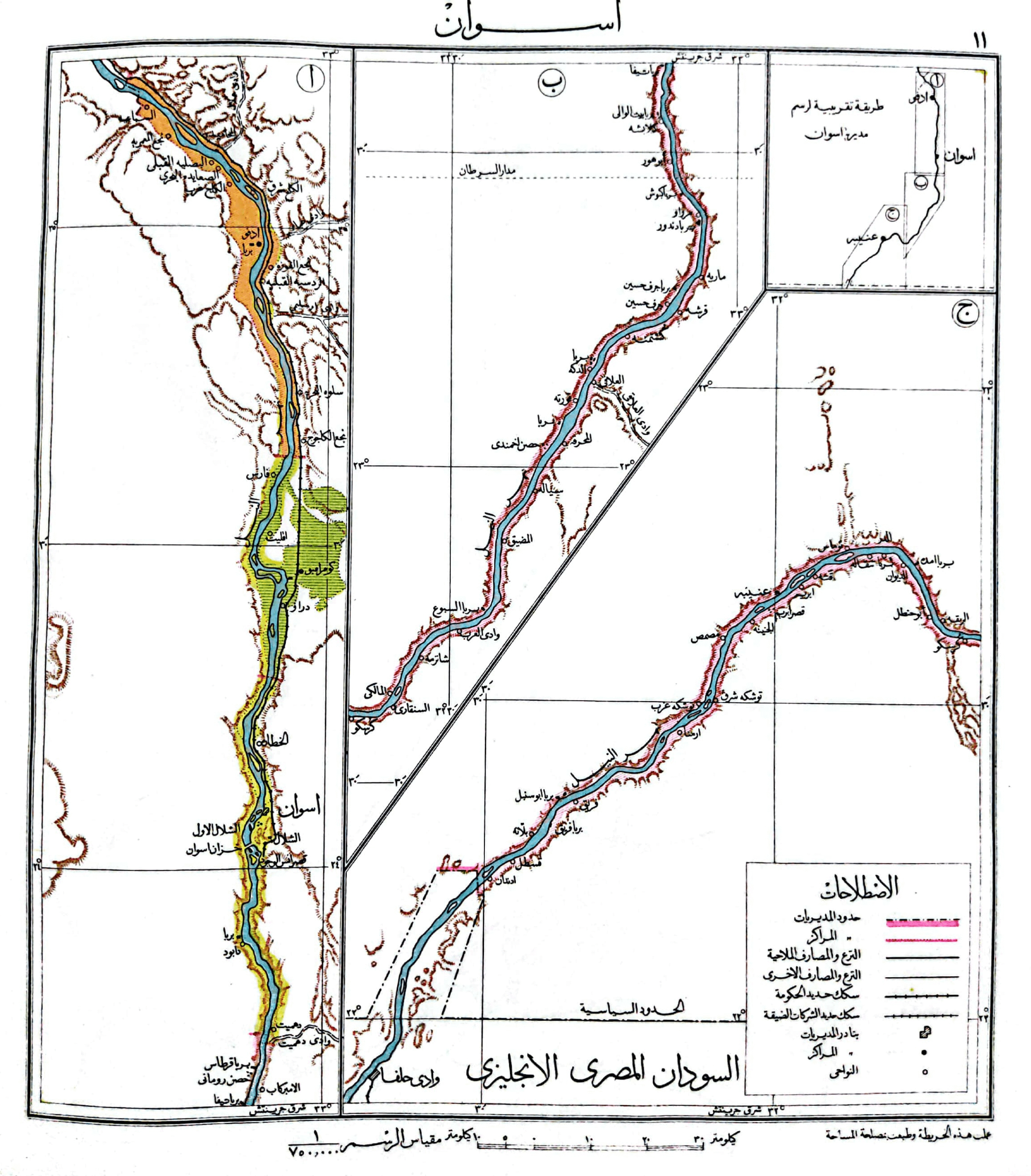
خريطة مديرية أسوان سنة 1951 قبل بناء السد العالي

محافظة أسوان محافظة من محافظات مصر الجنوبية. عاصمتها مدينة أسوان. تقع محافظة أسوان جنوب جمهورية مصر العربية، ويحدها من الشمال محافظة الأقصر، وشرقا محافظة البحر الأحمر، وغربا محافظة الوادي الجديد، وجنوبا السودان عند خط عرض 22 شمال مدار السرطان، وتقع مدينة أسوان عاصمة المحافظة على الشاطئ الشرقي لنهر النيل، وترتفع مدينة أسوان حوالي 85 متر فوق سطح البحر، وتبعد عن القاهرة 879 كم، وتبلغ مساحة المحافظة 34,608 كم2. وبها أيضًا مدينة أبو سمبل، وقرى «التهجير» النوبية، كما تضم بحيرة ناصر والتي تضم مشروع مفيض توشكى.

## الجغرافيا والسكان

### التقسيم الإداري
تنقسم المحافظة إلى عدد 5 مراكز إدارية هي:
| المركز     | عدد المدن | عدد الوحدات المحلية | عدد القرى | عدد الكفور/النجوع |
| ---------- | --------- | ------------------- | --------- | ----------------- |
| أسوان      | 2         | 4                   | 11        | 60                |
| دراو       | 1         | 4                   | 7         | 56                |
| كوم أمبو   | 1         | 8                   | 15        | 140               |
| نصر النوبة | 2         | 9                   | 39        | 8                 |
| إدفو       | 4         | 13                  | 35        | 250               |
| الإجمالي   | 10        | 38                  | 107       | 514               |

### المناخ
| البيانات المناخية لـأسوان                                                     | البيانات المناخية لـأسوان | البيانات المناخية لـأسوان | البيانات المناخية لـأسوان | البيانات المناخية لـأسوان | البيانات المناخية لـأسوان | البيانات المناخية لـأسوان | البيانات المناخية لـأسوان | البيانات المناخية لـأسوان | البيانات المناخية لـأسوان | البيانات المناخية لـأسوان | البيانات المناخية لـأسوان | البيانات المناخية لـأسوان | البيانات المناخية لـأسوان |
| الشهر                                                                         | يناير                     | فبراير                    | مارس                      | أبريل                     | مايو                      | يونيو                     | يوليو                     | أغسطس                     | سبتمبر                    | أكتوبر                    | نوفمبر                    | ديسمبر                    | المعدل السنوي             |
| ----------------------------------------------------------------------------- | ------------------------- | ------------------------- | ------------------------- | ------------------------- | ------------------------- | ------------------------- | ------------------------- | ------------------------- | ------------------------- | ------------------------- | ------------------------- | ------------------------- | ------------------------- |
| الدرجة القصوى °م (°ف)                                                         | 33.3 (91.9)               | 39.0 (102.2)              | 44.0 (111.2)              | 45.3 (113.5)              | 48.4 (119.1)              | 49.5 (121.1)              | 46.8 (116.2)              | 48.3 (118.9)              | 46.7 (116.1)              | 44.8 (112.6)              | 39.3 (102.7)              | 35.4 (95.7)               | 49.5 (121.1)              |
| متوسط درجة الحرارة الكبرى °م (°ف)                                             | 22.9 (73.2)               | 25.2 (77.4)               | 29.5 (85.1)               | 34.9 (94.8)               | 38.9 (102.0)              | 41.4 (106.5)              | 41.1 (106.0)              | 40.9 (105.6)              | 39.3 (102.7)              | 35.9 (96.6)               | 29.1 (84.4)               | 24.3 (75.7)               | 33.6 (92.5)               |
| المتوسط اليومي °م (°ف)                                                        | 15.3 (59.5)               | 17.5 (63.5)               | 21.8 (71.2)               | 27 (81)                   | 31.4 (88.5)               | 33.5 (92.3)               | 33.6 (92.5)               | 33.2 (91.8)               | 32.8 (91.0)               | 27.7 (81.9)               | 21.5 (70.7)               | 16.9 (62.4)               | 25.9 (78.6)               |
| متوسط درجة الحرارة الصغرى °م (°ف)                                             | 8.7 (47.7)                | 10.2 (50.4)               | 13.8 (56.8)               | 18.9 (66.0)               | 23 (73)                   | 25.2 (77.4)               | 26 (79)                   | 25.8 (78.4)               | 24 (75)                   | 20.6 (69.1)               | 15.0 (59.0)               | 10.5 (50.9)               | 18.5 (65.3)               |
| أدنى درجة حرارة °م (°ف)                                                       | −2 (28)                   | 1.0 (33.8)                | 4.6 (40.3)                | 7.5 (45.5)                | 13.6 (56.5)               | 16.4 (61.5)               | 20.2 (68.4)               | 19.8 (67.6)               | 15.8 (60.4)               | 11.8 (53.2)               | 6.5 (43.7)                | 3.2 (37.8)                | −2 (28)                   |
| معدل هطول الأمطار مم (إنش)                                                    | 0 (0)                     | 0 (0)                     | 0 (0)                     | 0 (0)                     | 0.1 (0.00)                | 0 (0)                     | 0 (0)                     | 0.7 (0.03)                | 0 (0)                     | 0.6 (0.02)                | 0 (0)                     | 0 (0)                     | 1.4 (0.06)                |
| متوسط الأيام الممطرة (≥ 0.01 mm)                                              | 0.0                       | 0.0                       | 0.0                       | 0.0                       | 0.1                       | 0.0                       | 0.0                       | 0.5                       | 0.0                       | 0.25                      | 0.0                       | 0.0                       | 0.85                      |
| متوسط الرطوبة النسبية (%)                                                     | 40                        | 32                        | 24                        | 19                        | 17                        | 16                        | 18                        | 21                        | 22                        | 27                        | 36                        | 42                        | 26.2                      |
| ساعات سطوع الشمس الشهرية                                                      | 298.2                     | 281.1                     | 321.6                     | 316.1                     | 346.8                     | 363.2                     | 374.6                     | 359.6                     | 298.3                     | 314.6                     | 299.6                     | 289.1                     | 3٬862٫8                   |
| المصدر #1: المنظمة العالمية للأرصاد الجوية,                                   |                           |                           |                           |                           |                           |                           |                           |                           |                           |                           |                           |                           |                           |
| المصدر #2: NOAA for mean temperatures, record temperatures, humidity, and sun |                           |                           |                           |                           |                           |                           |                           |                           |                           |                           |                           |                           |                           |

## المعالم الطبيعية والسياحية

### متحف أسوان (متحف جزيرة إلفنتين)
متحف النيل
بدأ العمل في إنشاء متحف النيل خلال شهر يونيو من عام 2004 وتم افتتاح المتحف أمام الزوار يوم 10 يناير من عام 2016 بحضور رئيس الوزراء ووزير الري، وممثلي 11 دولة إفريقية من دول حوض النيل حيث بلغت تكلفة إنشاء متحف النيل 82 مليون جنيه ويقع المتحف على مساحة 146 ألف متر مربع، منها ألف متر مربع بتخصيص من محافظة أسوان، والباقي من أملاك وزارة الري، وتم تخصيص 129 ألف متر مربع للعرض المتحف ويضم المتحف قاعات عرض ومؤتمرات ومكتبة وقاعة كبار زوار ومكاتب إدارية، إضافة إلى موقع عام يشمل منطقة مجرى العيون ومسطحات خضراء.
يتكون المتحف من 3 طوابق، ويضم مئات الصور والمعروضات التي تحكي تاريخ النيل والمشروعات المصرية التي أقيمت عليه ويحتوي المتحف على عدد من المقتنيات الأثرية تشمل 250 قطعة أثرية، تسجل رحلة جريان نهر النيل بداية من منابعه وحتى المصب بالبحر الأبيض المتوسط، كما أهدت وزارة الثقافة المتحف 61 لوحة فنية هامة توضح أبرز ما تناوله كبار الفنانين المصريين لرحلة نهر النيل في مصر وداخل المتحف يوجد أيضًا جزء كبير مخصص لعرض تاريخ السد العالي وتوثيق إنشاؤه، بالإضافة إلى تخليد الشهداء الذين سقطوا خلال بناء السد العالي ويتضمن المتحف عرضاً لأهم المشروعات القومية لوزارة الري، والتي ساهمت فيها بدءًا من القناطر الخيرية بعهد محمد علي، مروراً بترعة السلام ومشروع توشكى، ونهاية بمشروع 4 ملايين فدان الذي أطلقه الرئيس عبد الفتاح السيسي، كما يعرض أعمال الوزارة فيما يخص مكافحة السيول، وما تم إنجازه من سحارة سرابيوم، ومشروعات حماية وإنقاذ نهر النيل ويضم أيضاً أهم الوثائق التاريخية، ومنها وثيقة اتفاقية 59 بين مصر والسودان، ووثيقة حماية نهر النيل، التي وقع عليها رئيس الجمهورية ورئيس مجلس الوزراء.

## المحافظون

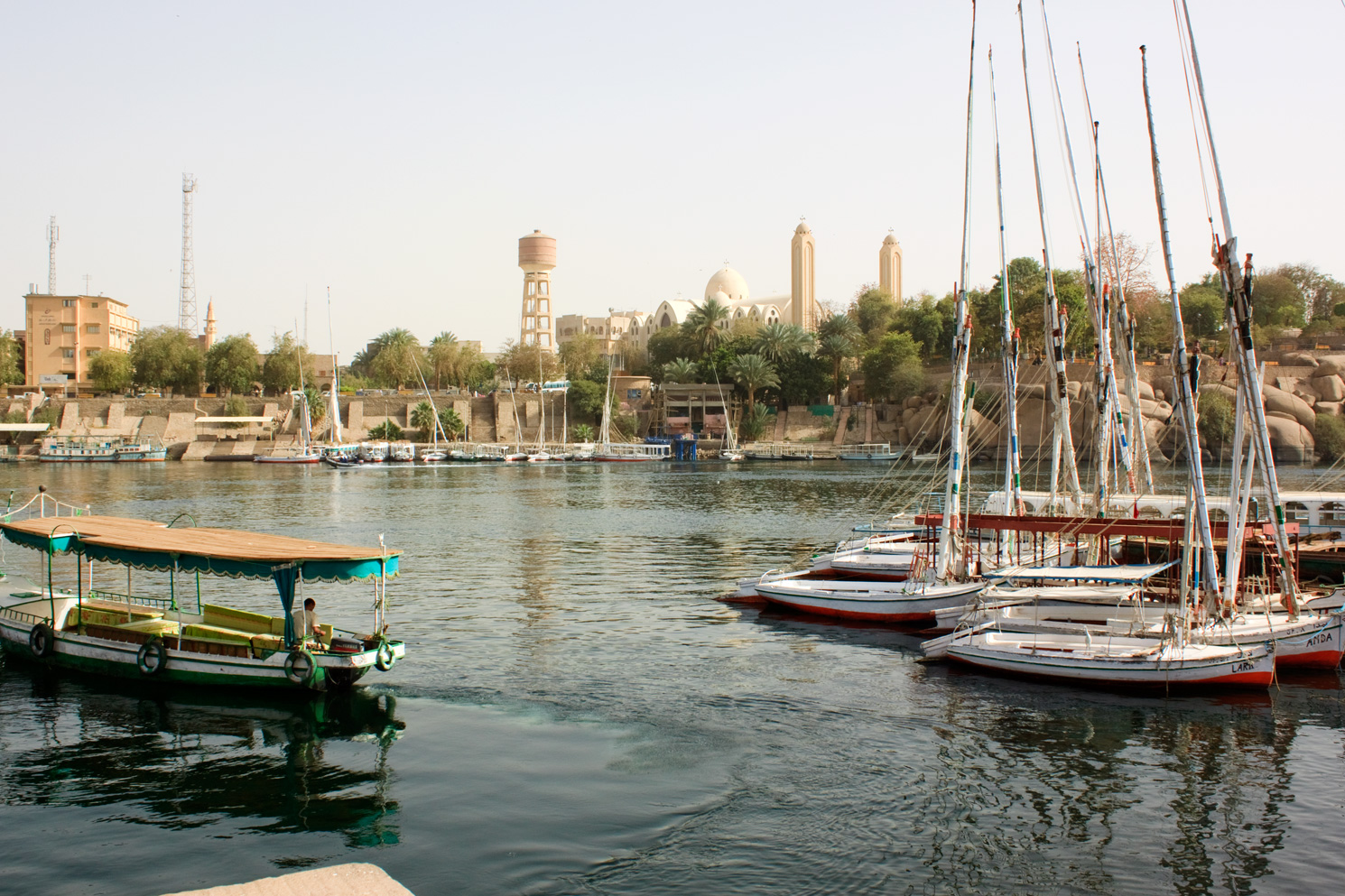
مدينة أسوان

قائمة بمن تولوا منصب المحافظ في محافظة أسوان في مصر منذ عام 1960 منذ إصدار قانون الإدارة المحلية، وهو أعلى سُلطة حكومية في المحافظة. ويُعين المحافظ رئيس جمهورية مصر العربية، ويعد ممثل رئيس الجمهورية في المحافظة. وله الحق في تعيين رؤساء المدن والمراكز.
| الاسم                     | بداية الفترة   | نهاية الفترة   | ملاحظات |
| ------------------------- | -------------- | -------------- | ------- |
| محمد سعد الدين زايد       | 10 سبتمبر 1960 | 24 نوفمبر 1961 |         |
| محمد عزت سلامة            | 24 نوفمبر 1961 | 4 أبريل 1964   |         |
| مدكور أحمد أبو العز       | 4 أبريل 1964   | 8 مايو 1968    |         |
| محمود أمين عمر            | 8 مايو 1968    | 18 مارس 1971   |         |
| محمد عثمان إسماعيل        | 18 مارس 1971   | 16 يونيو 1971  |         |
| مصطفي علواني              | 18 يونيو 1971  | 29 مايو 1974   |         |
| محمود يونس الأنصاري       | 29 مايو 1974   | 13 ديسمبر 1977 |         |
| كمال خير الله             | 13 ديسمبر 1977 | 29 نوفمبر 1978 |         |
| أحمد طه محمد              | 29 نوفمبر 1978 | 15 مايو 1980   |         |
| محمد صبرى زكي             | 15 مايو 1980   | 17 مارس 1982   |         |
| أحمد شوقي المتيني         | 17 مارس 1982   | 19 مارس 1984   |         |
| قدري عثمان بدر            | 19 مارس 1984   | 21 أغسطس 1991  |         |
| محمد صلاح مصباح           | 21 أغسطس 1991  | 31 أكتوبر 1999 |         |
| كمال عامر                 | 31 أكتوبر 1999 | 17 يوليو 2001  |         |
| سمير يوسف                 | 17 يوليو 2001  | 17 أبريل 2008  |         |
| مصطفى أحمد السيد          | 17 أبريل 2008  | 16 يونيو 2013  |         |
| إسماعيل حسن عطية الله     | 16 يونيو 2013  | 13 أغسطس 2013  |         |
| مصطفى يسري السيد          | 13 أغسطس 2013  | 26 ديسمبر 2015 |         |
| مجدي فؤاد حجازي           | 26 ديسمبر 2015 | 30 أغسطس 2018  |         |
| أحمد إبراهيم محمد إبراهيم | 30 أغسطس 2018  | 27 نوفمبر 2019 |         |
| أشرف عطية عبد الباري      | 27 نوفمبر 2019 | 3 يوليو 2024   |         |
| إسماعيل محمد كمال إسماعيل | 3 يوليو 2024   | الآن           |         |

## أعلام المحافظة
- المشير محمد حسين طنطاوي رئيس المجلس الأعلى للقوات المسلحة الأسبق.
- محمد صالح حرب باشا وزىر الدفاع الوطني من 1939 الي 1940.[38]
- الأديب والمفكر عباس محمود العقاد.
- الدكتورة غادة يحي أبو زيد أول نائبة محافظ لمحافظة أسوان، وأول سيدة بالصعيد تتولى المنصب.[39][40]
- الأديب الروائي عبد الوهاب الأسواني.
- الأديب حجاج أدول
- الأديب إدريس علي
- الأديب محمد خليل قاسم
- الفنان النحات أحمد عثمان أول عميد لكلية للفنون الجميلة بالإسكندرية.
- الفنان رشاد عبد العال.
- المطرب أحمد منيب.
- المطرب محمد منير.
- المطرب محمد حمام صاحب الأغنية الشهيرة في فترة حرب أكتوبر «يا بيوت السويس».
- الكاتب علاء الأسواني.
- القانوني والكاتب عباس الأسواني.
- لاعب كرة القدم محمود عبد الرازق شيكابالا بنادي الزمالك.
- لاعب كرة القدم إبراهيم يوسف بنادي الزمالك.
- لاعب كرة القدم إسماعيل يوسف بنادي الزمالك.
- لاعب كرة القدم فاروق جعفر بنادي الزمالك.
- لاعب كرة القدم أحمد الكاس بنادي الزمالك.
- لاعب كرة القدم أسامة عرابي بالنادي الأهلي.
- المستشار حسين عبده خليل رئيس هيئة قضايا الدولة.

## معرض صور

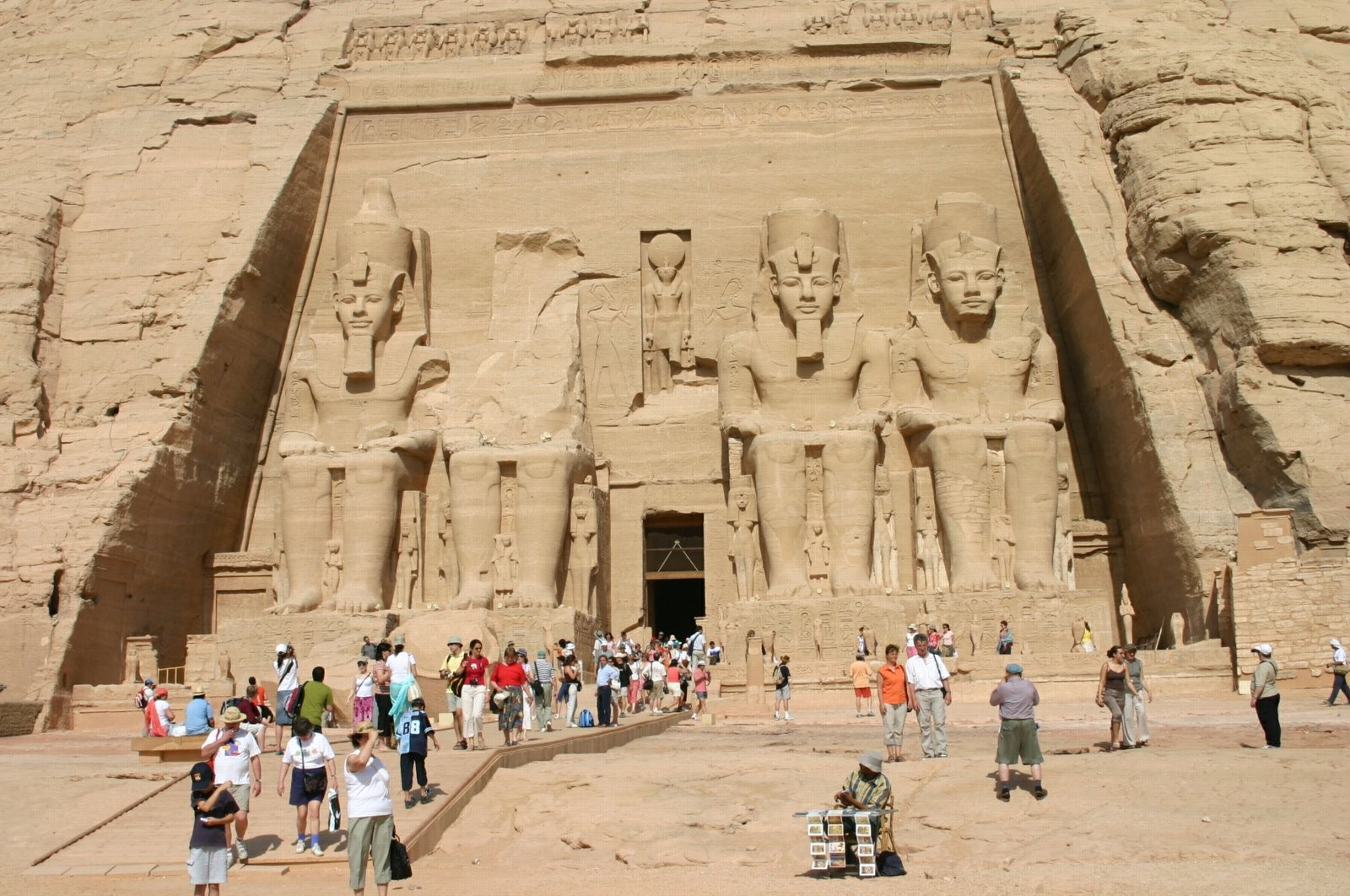
معبد أبو سمبل
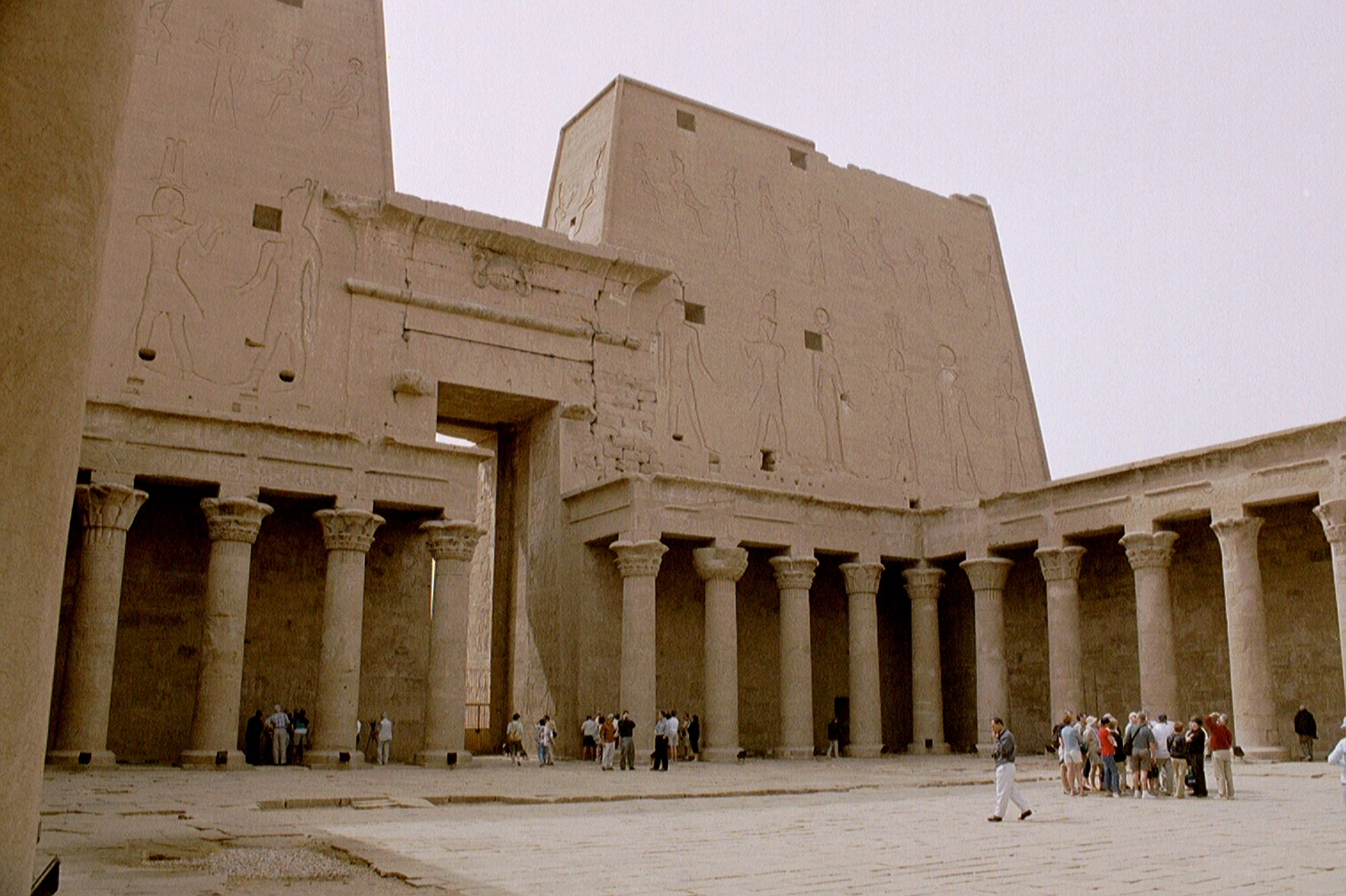
معبد إدفو
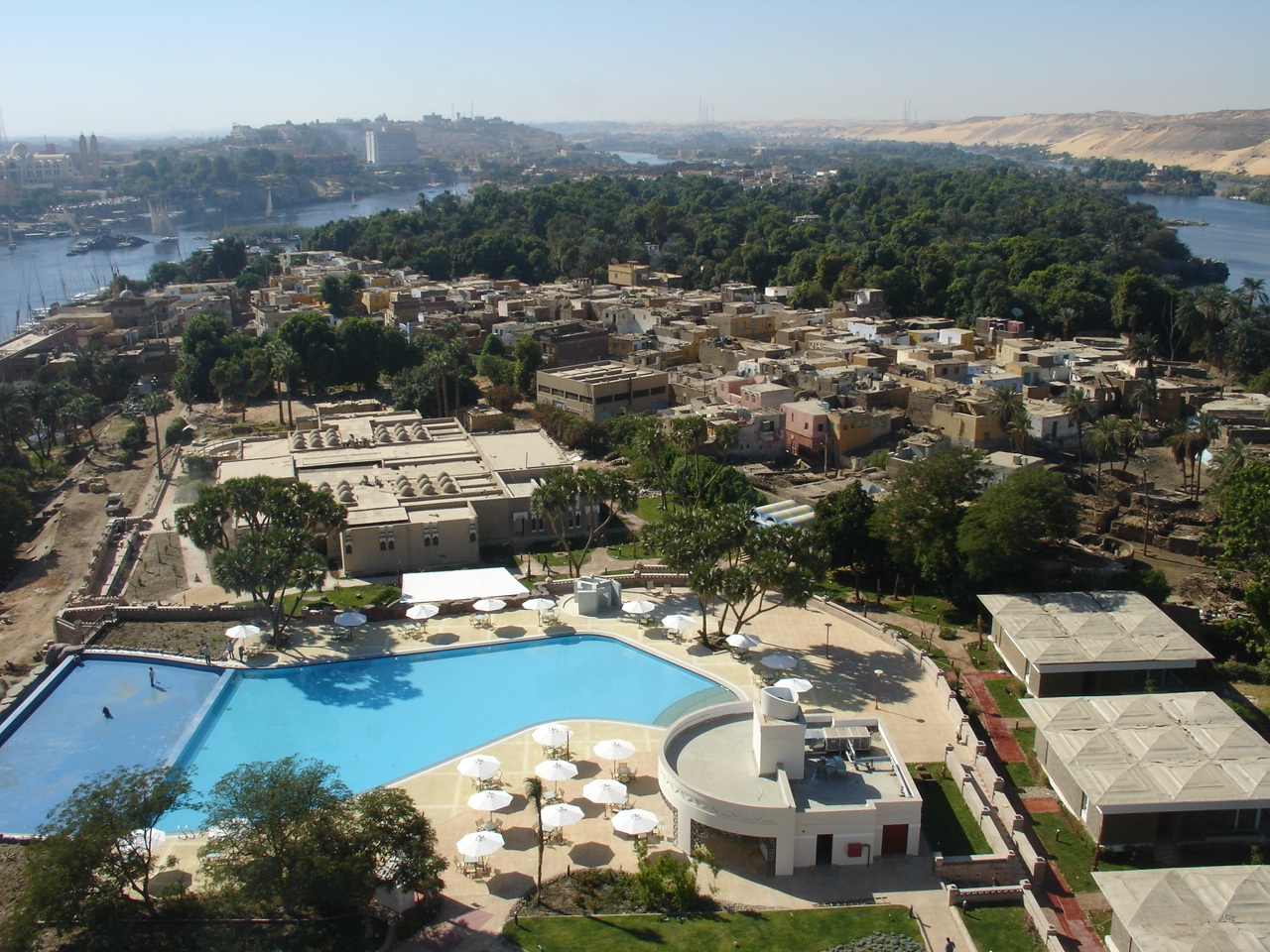
جزيرة إلفنتين
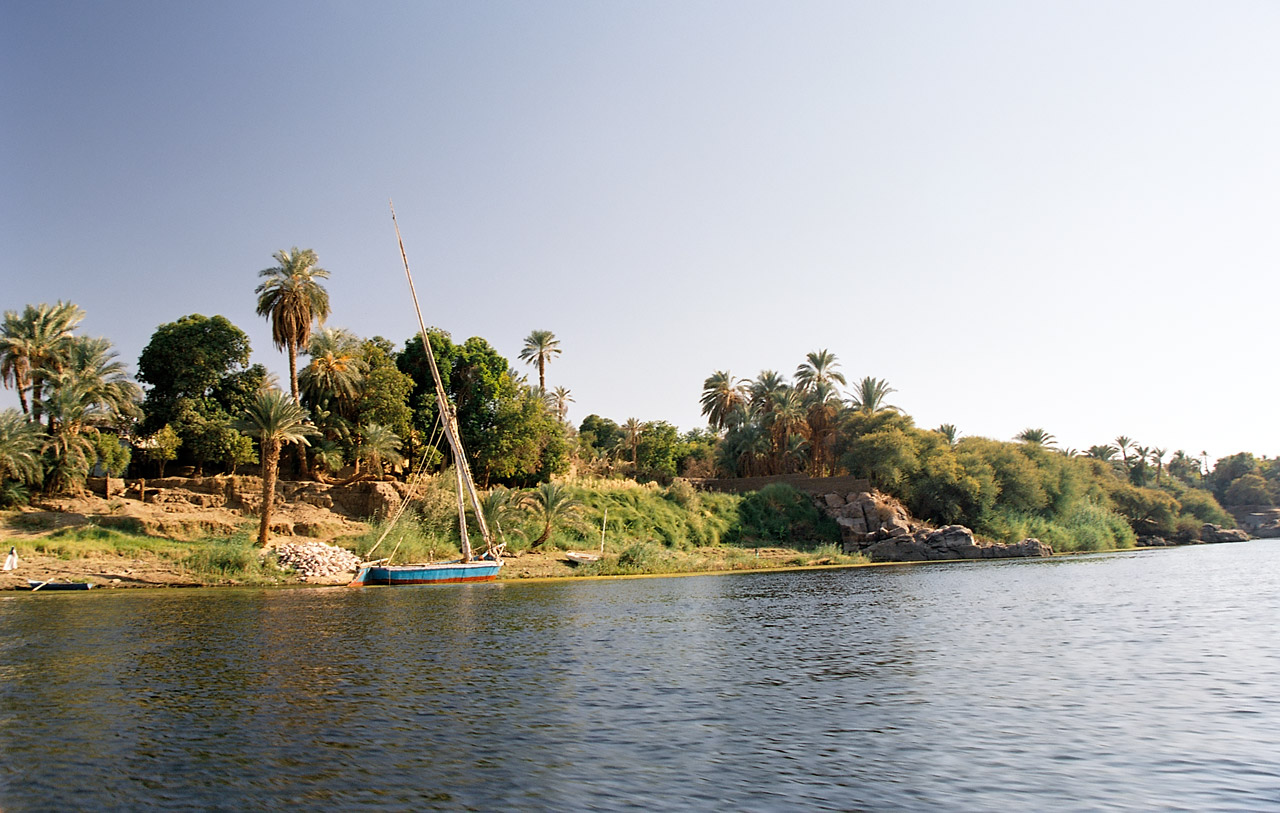
جزيرة إلفنتين
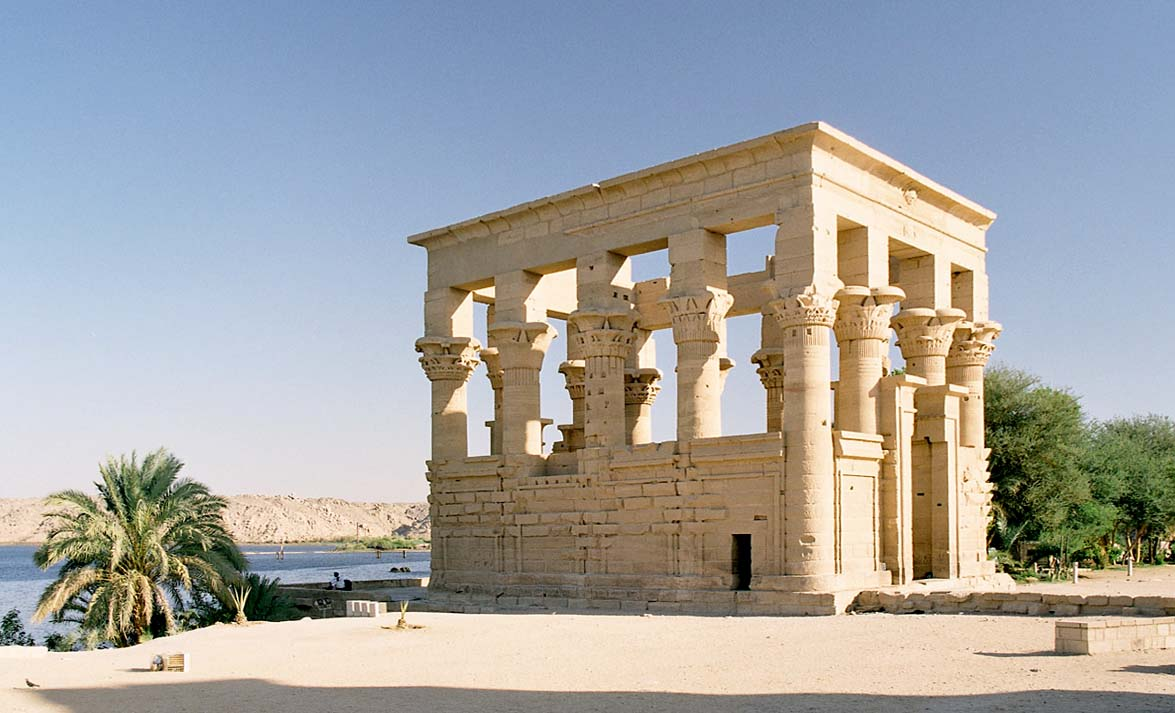
كشك تراجان بجزيرة فيلة
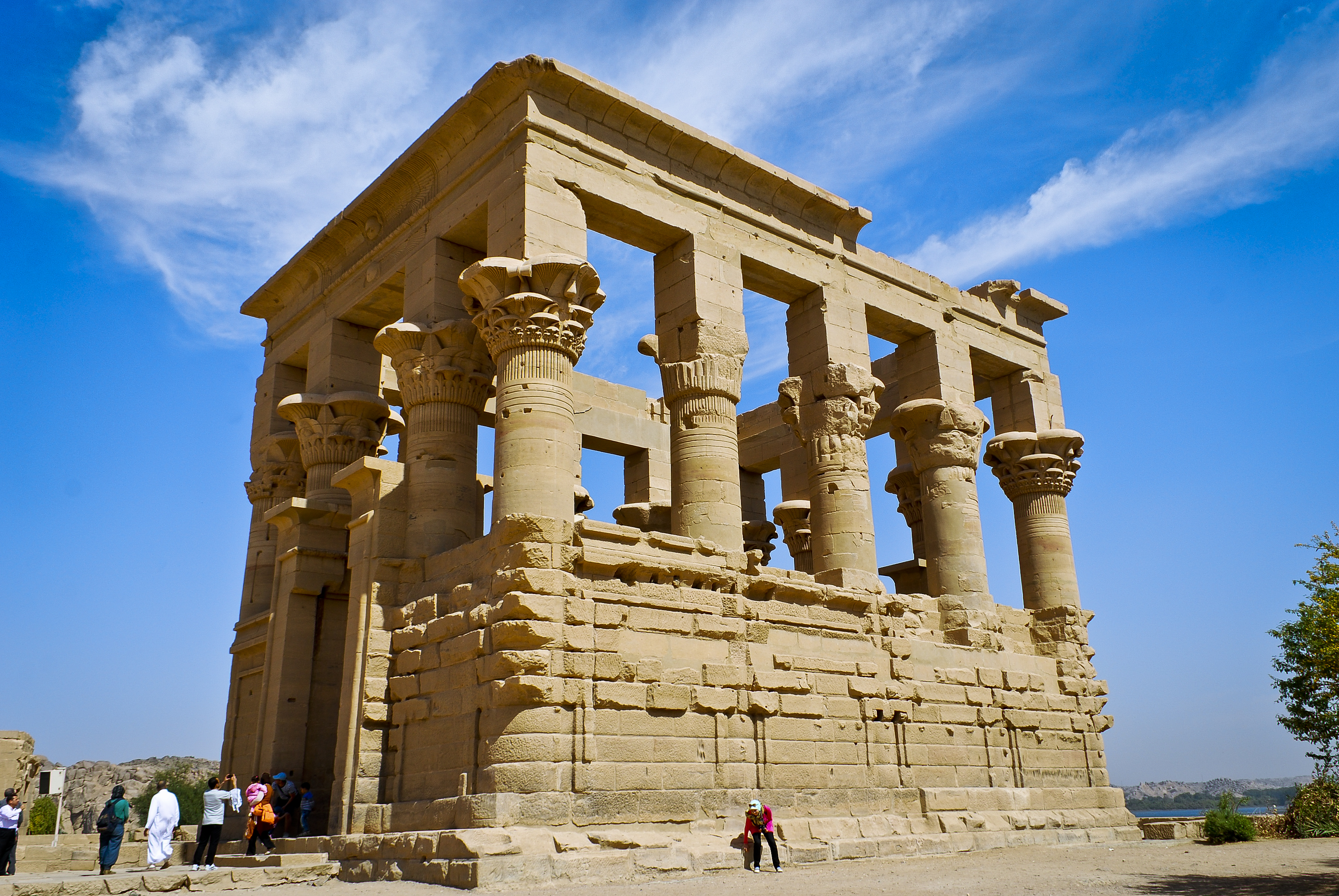
كشك تراجان بجزيرة فيلة
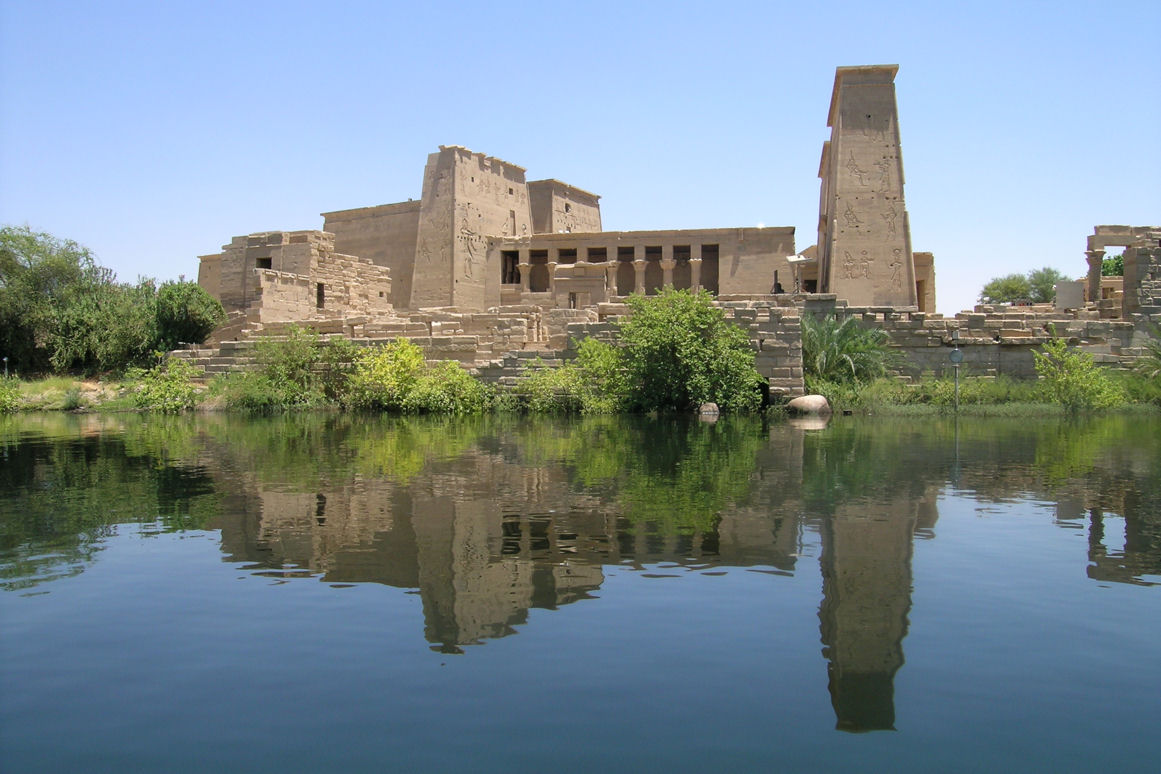
معبد فيلة بجزيرة أجيليكا
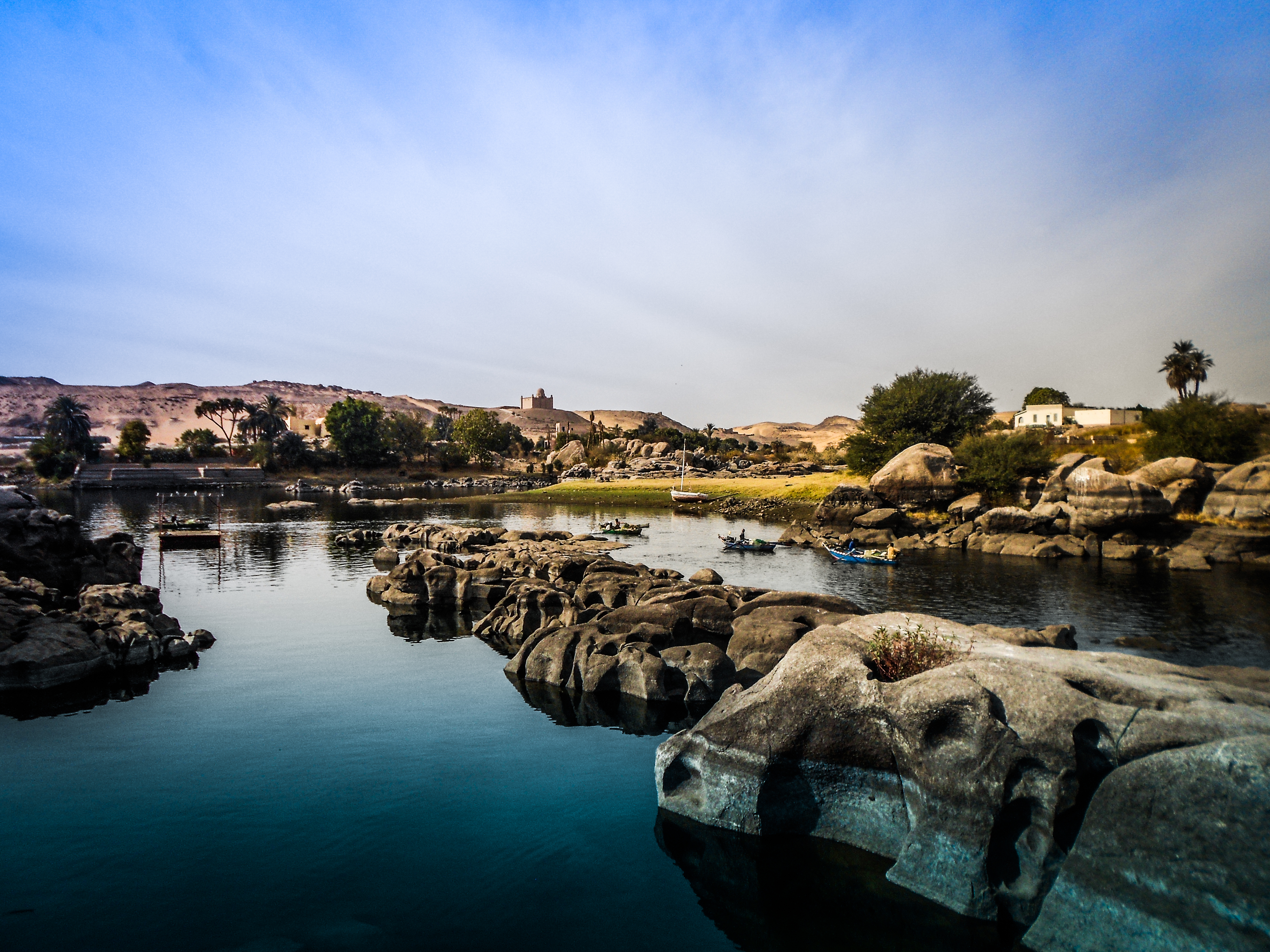
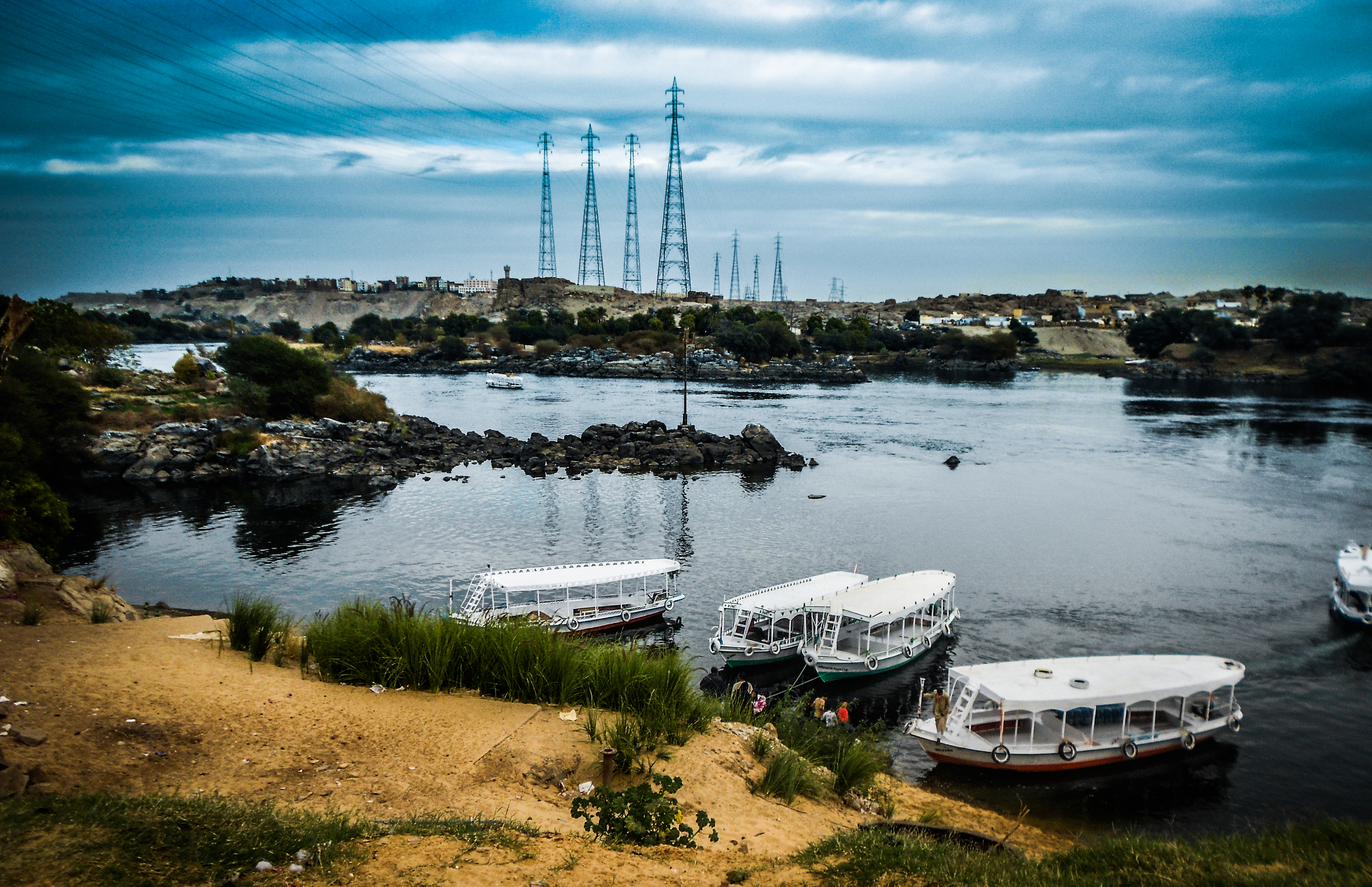
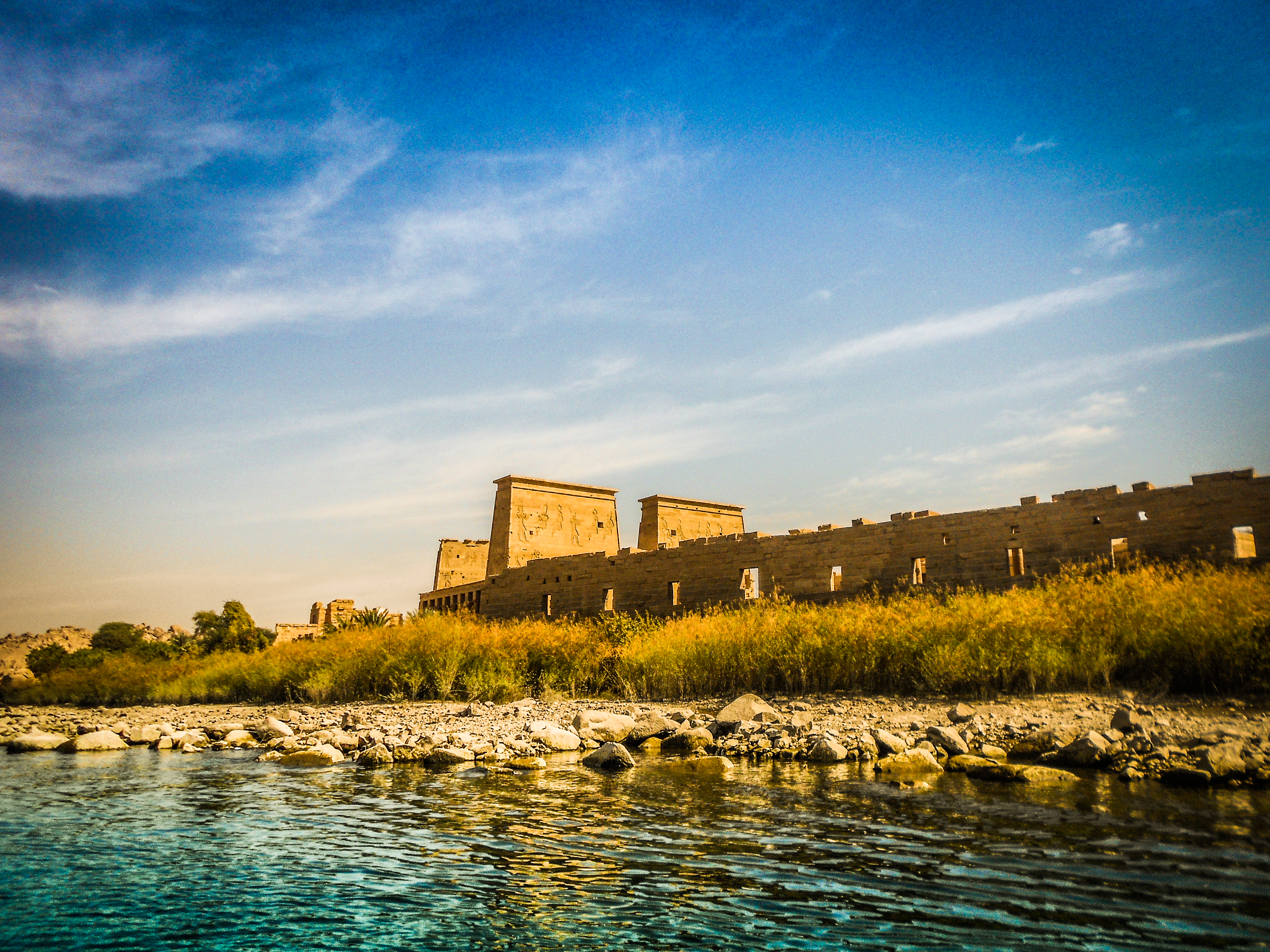
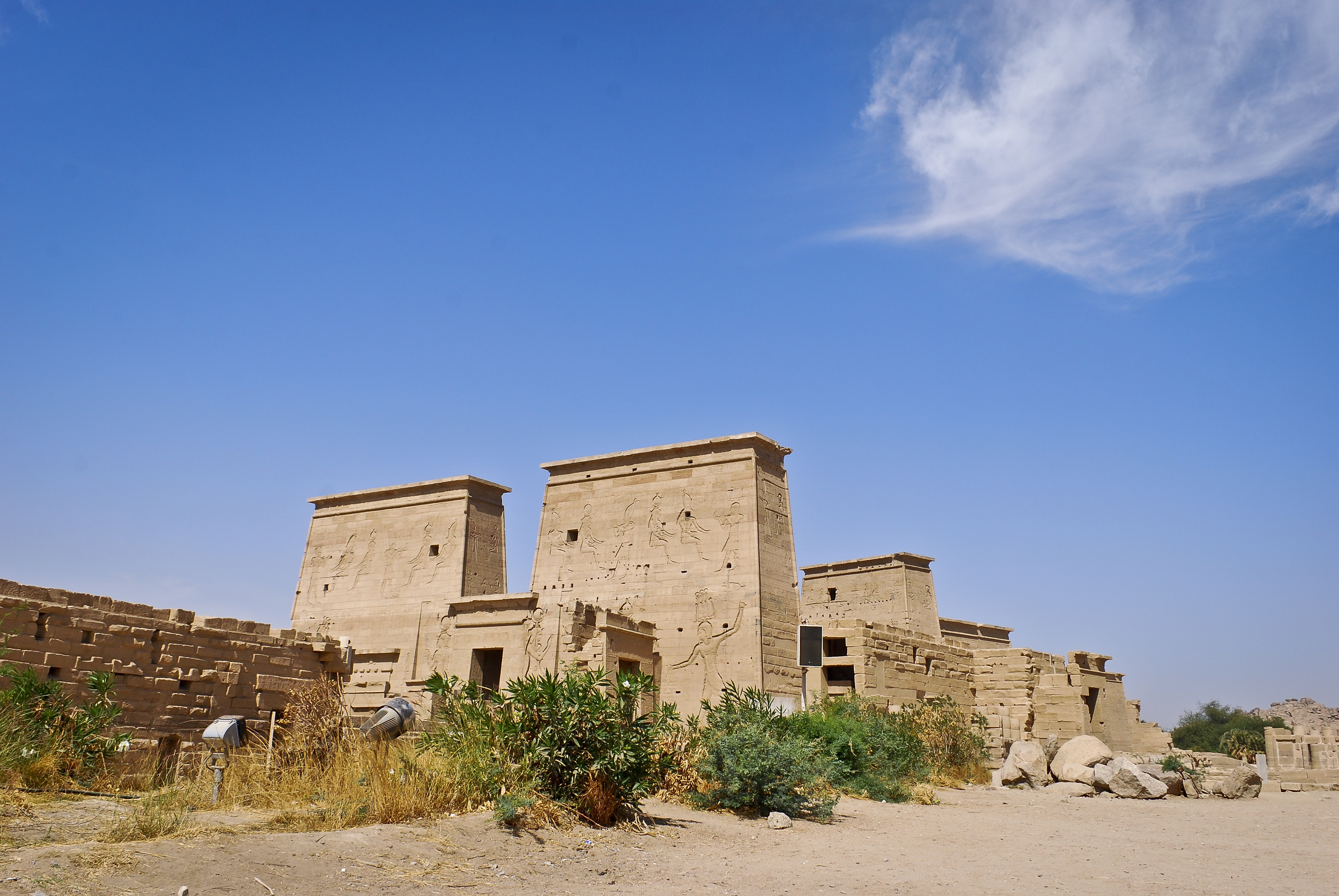
معبد فيلة
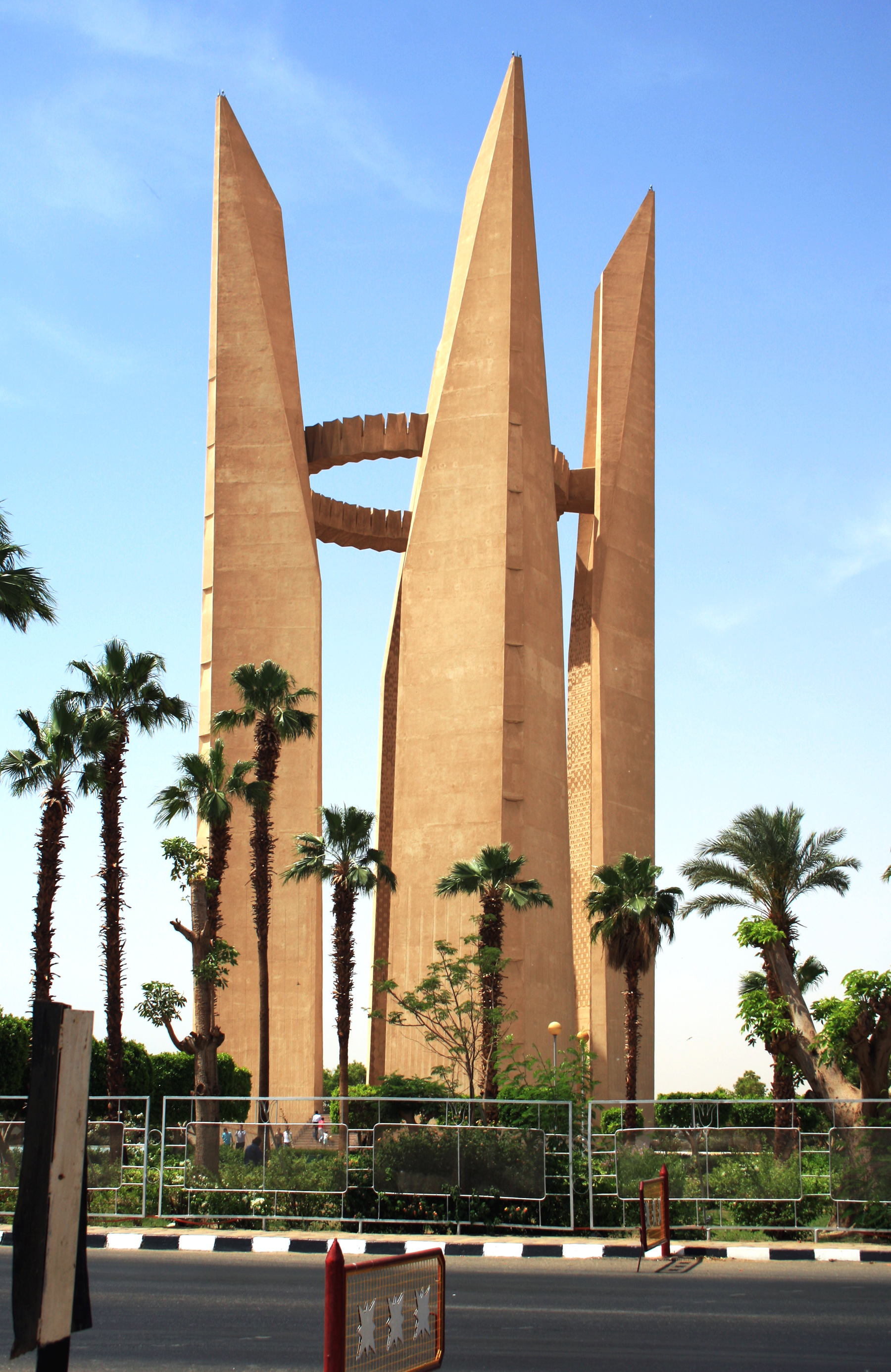
النصب التذكاري لسد أسوان
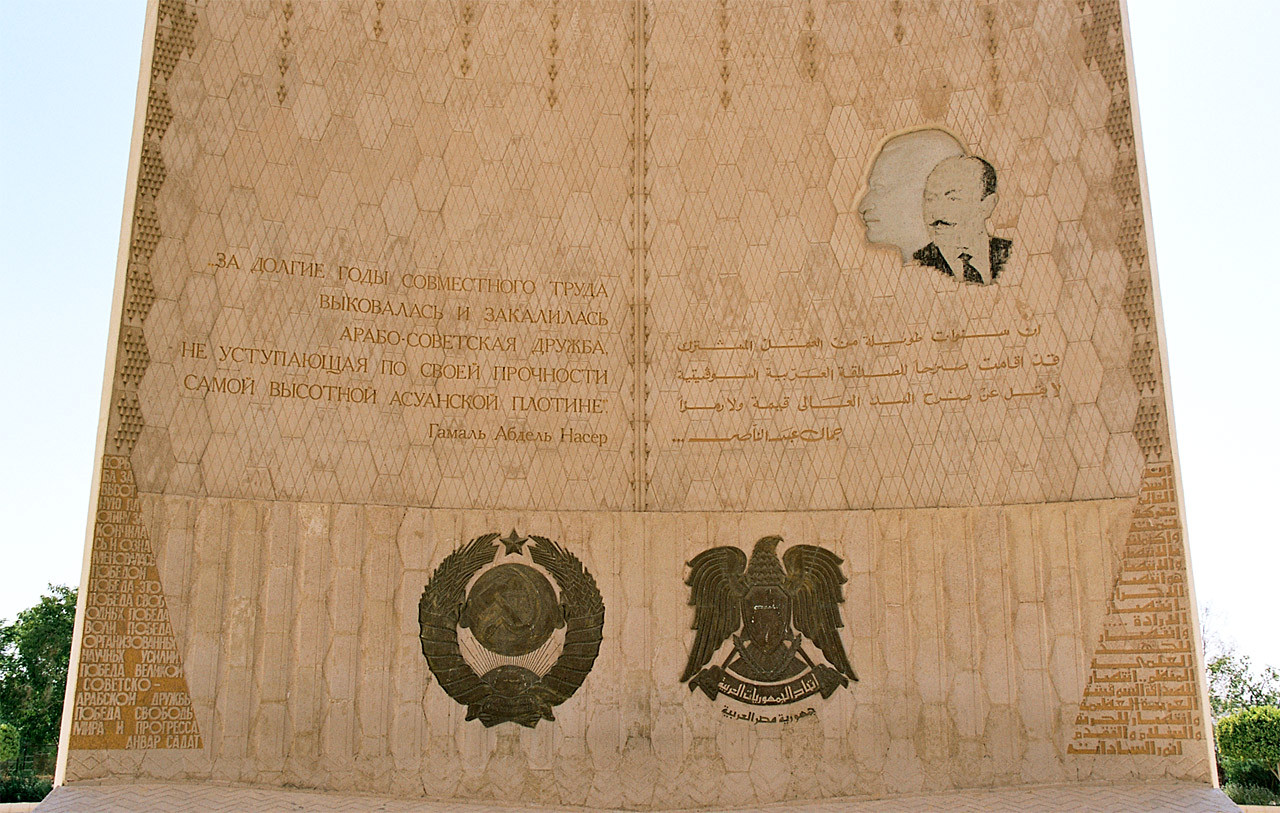
النصب التذكاري للسد العالي
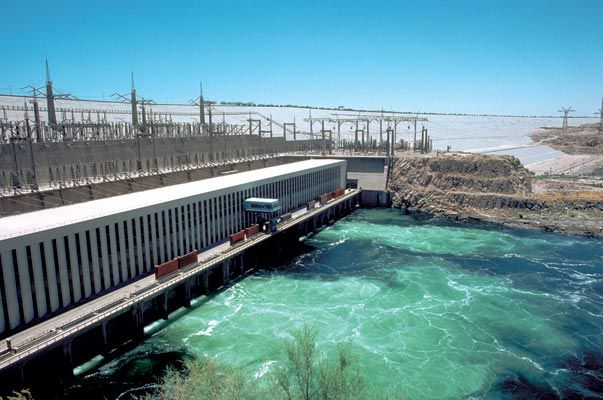
سد أسوان
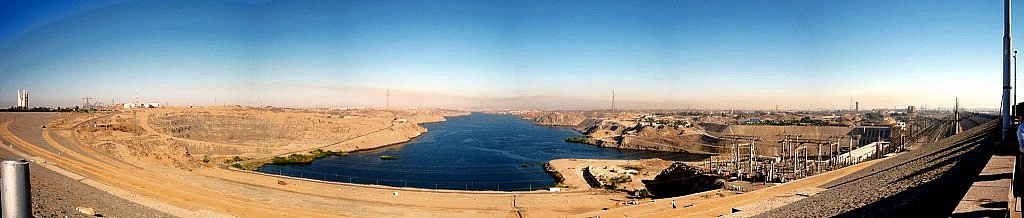
سد أسوان
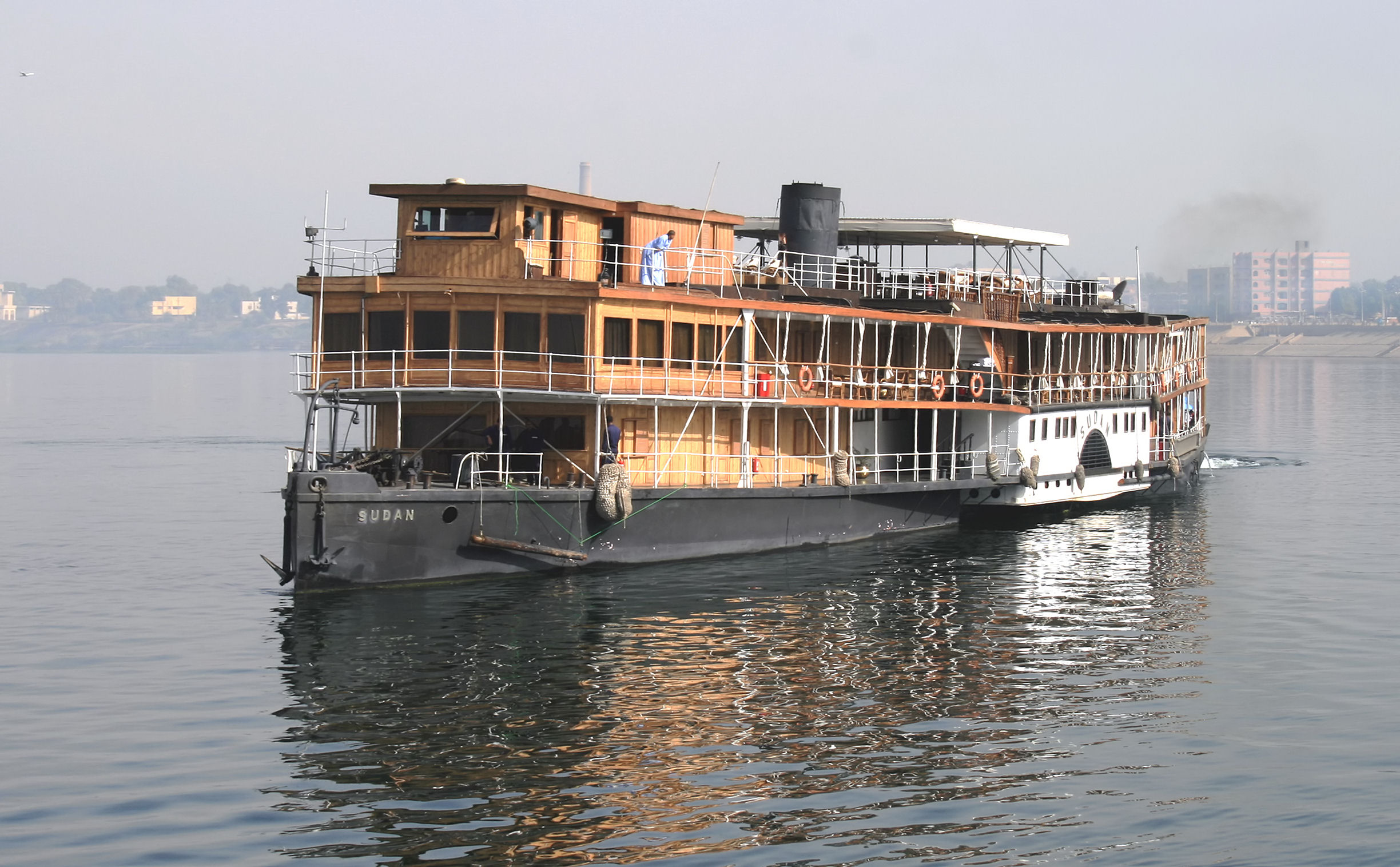
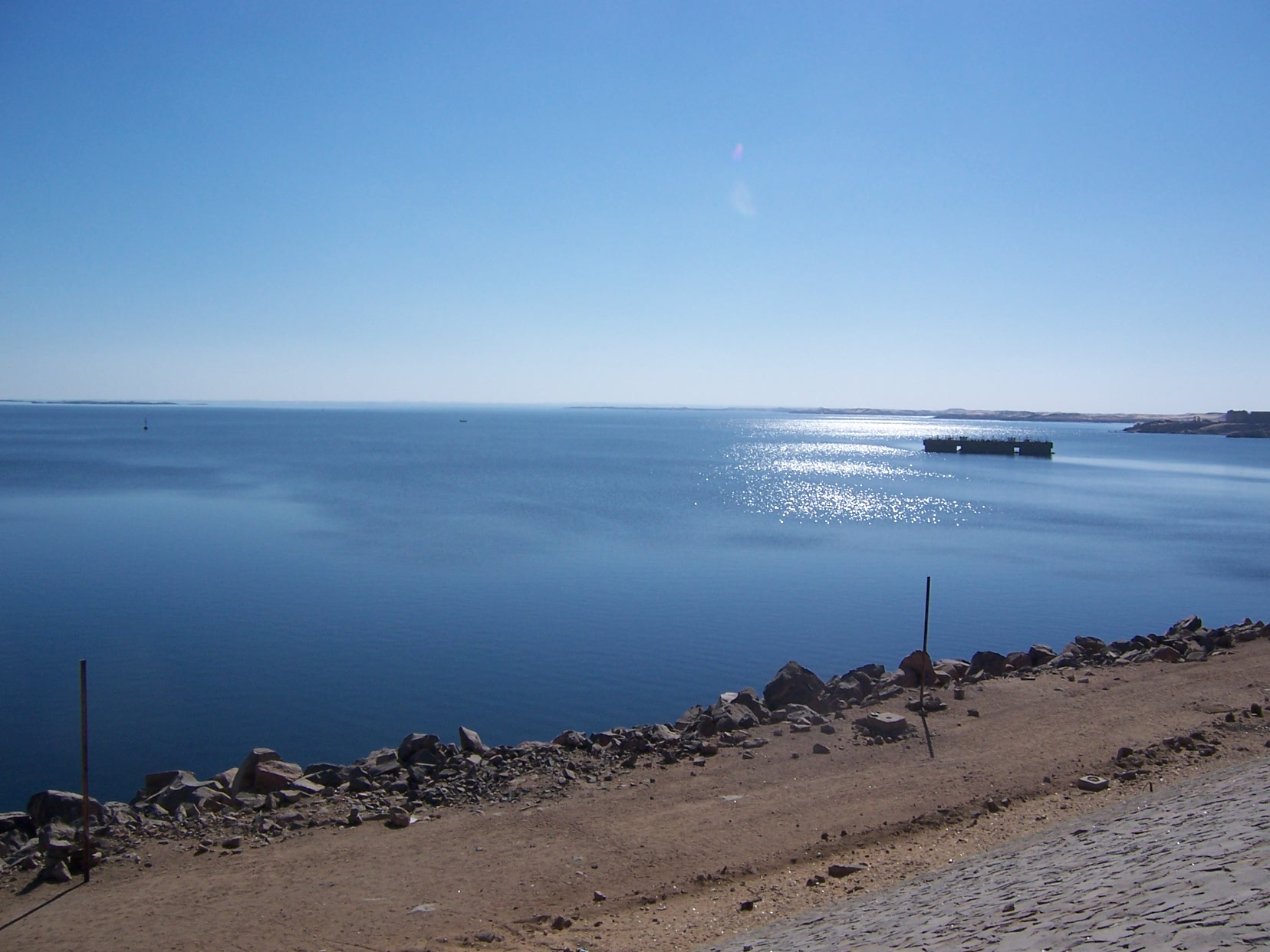
بحيرة ناصر
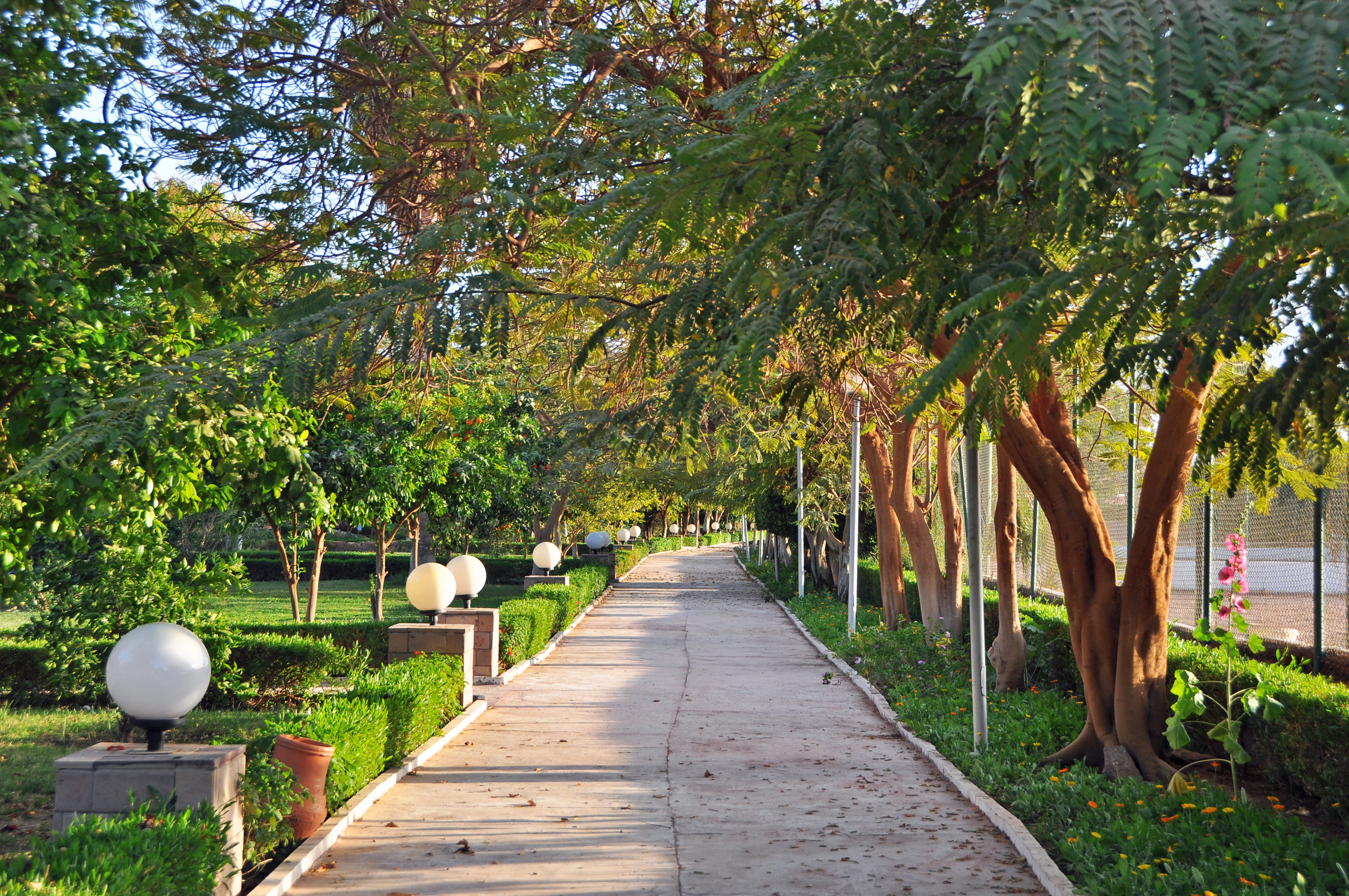
جزيرة إيزيس
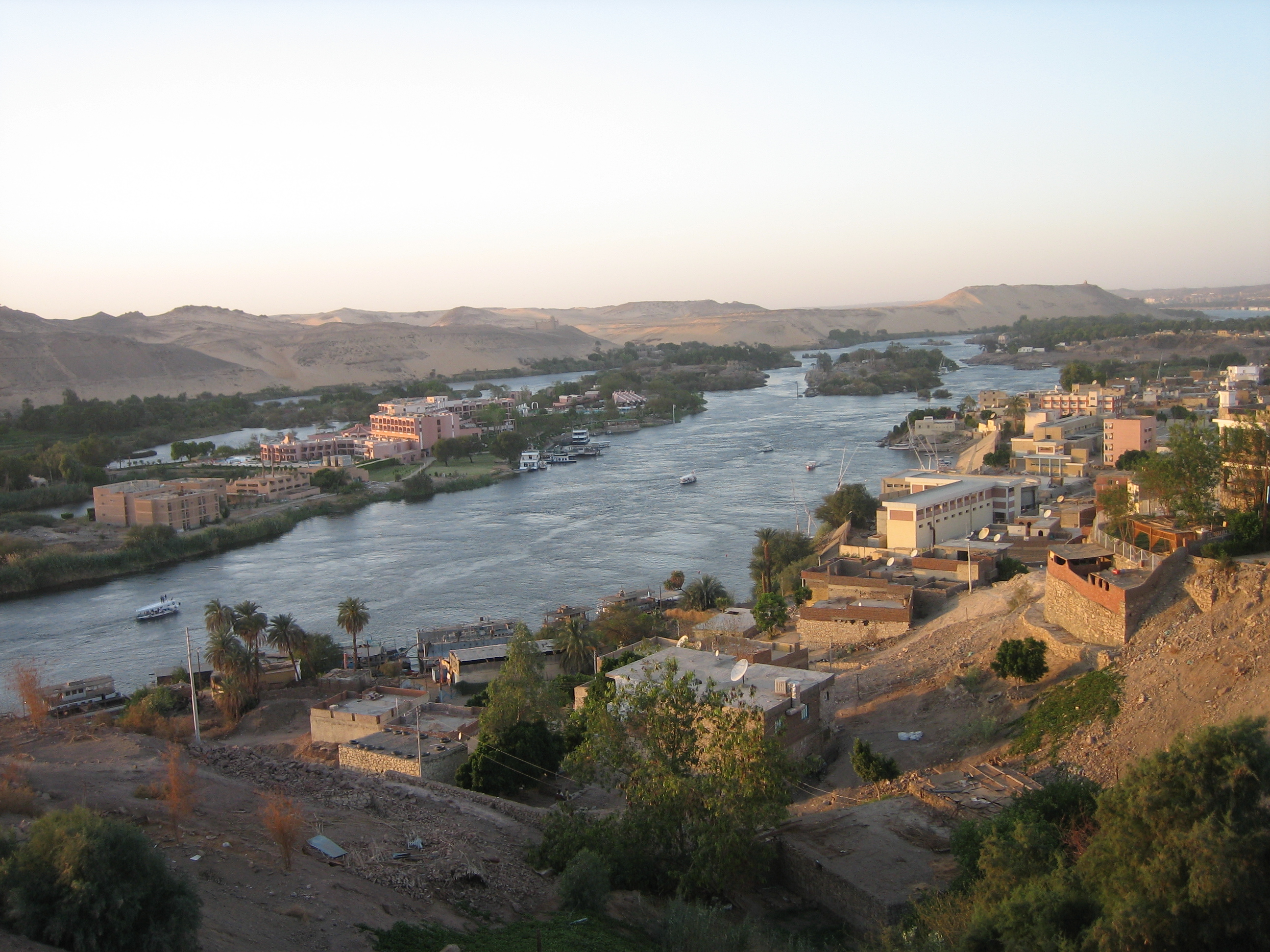
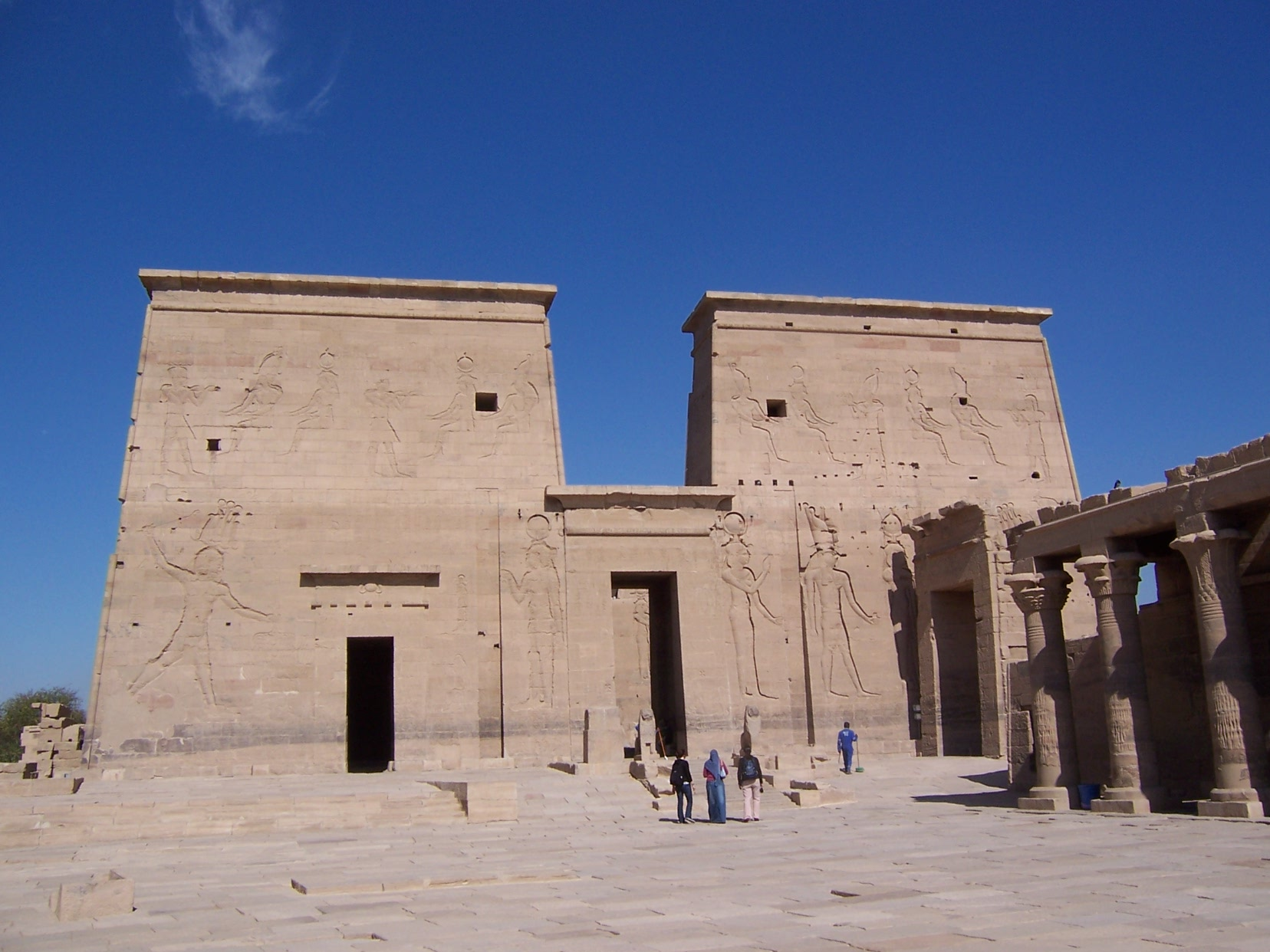
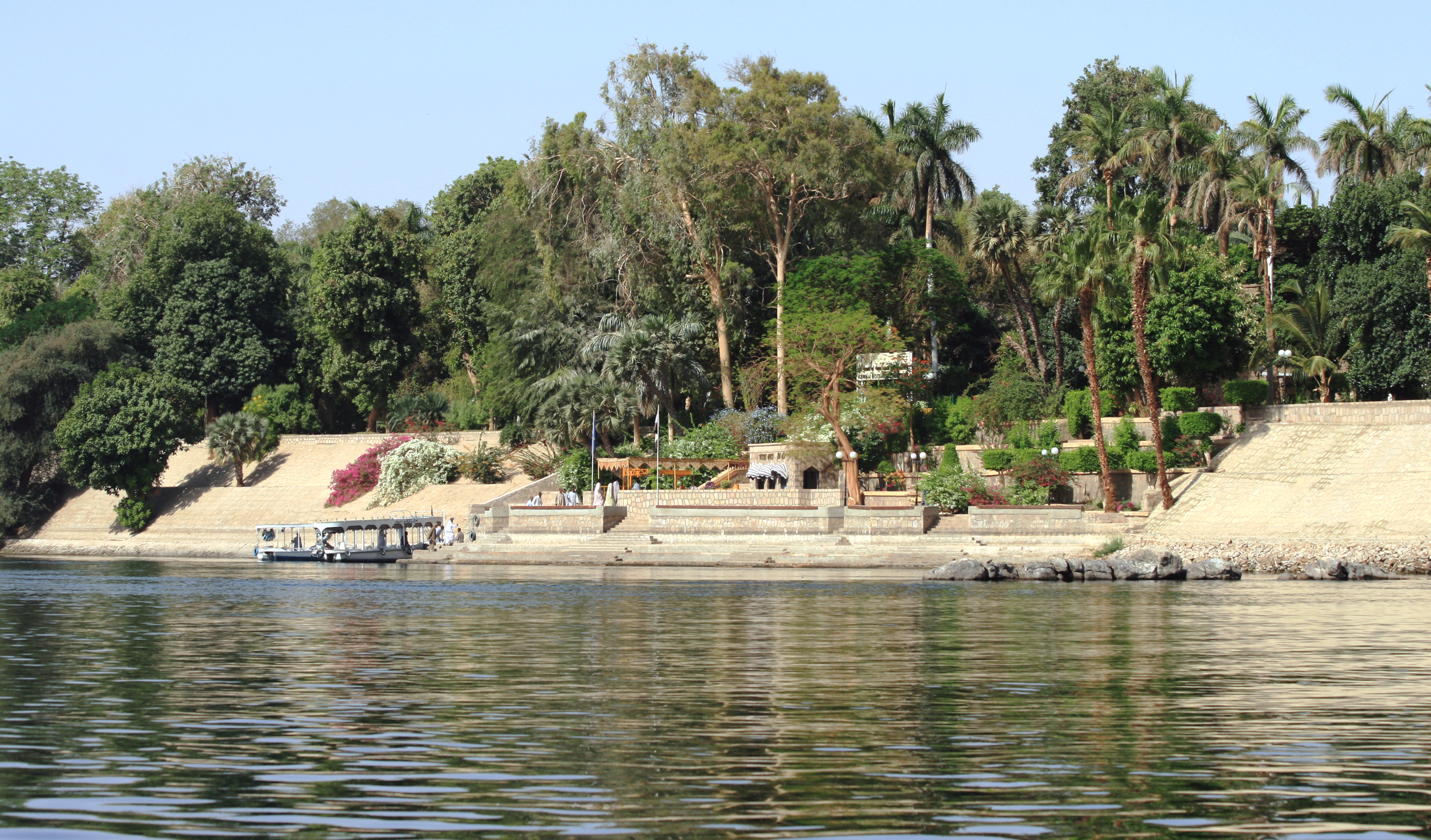
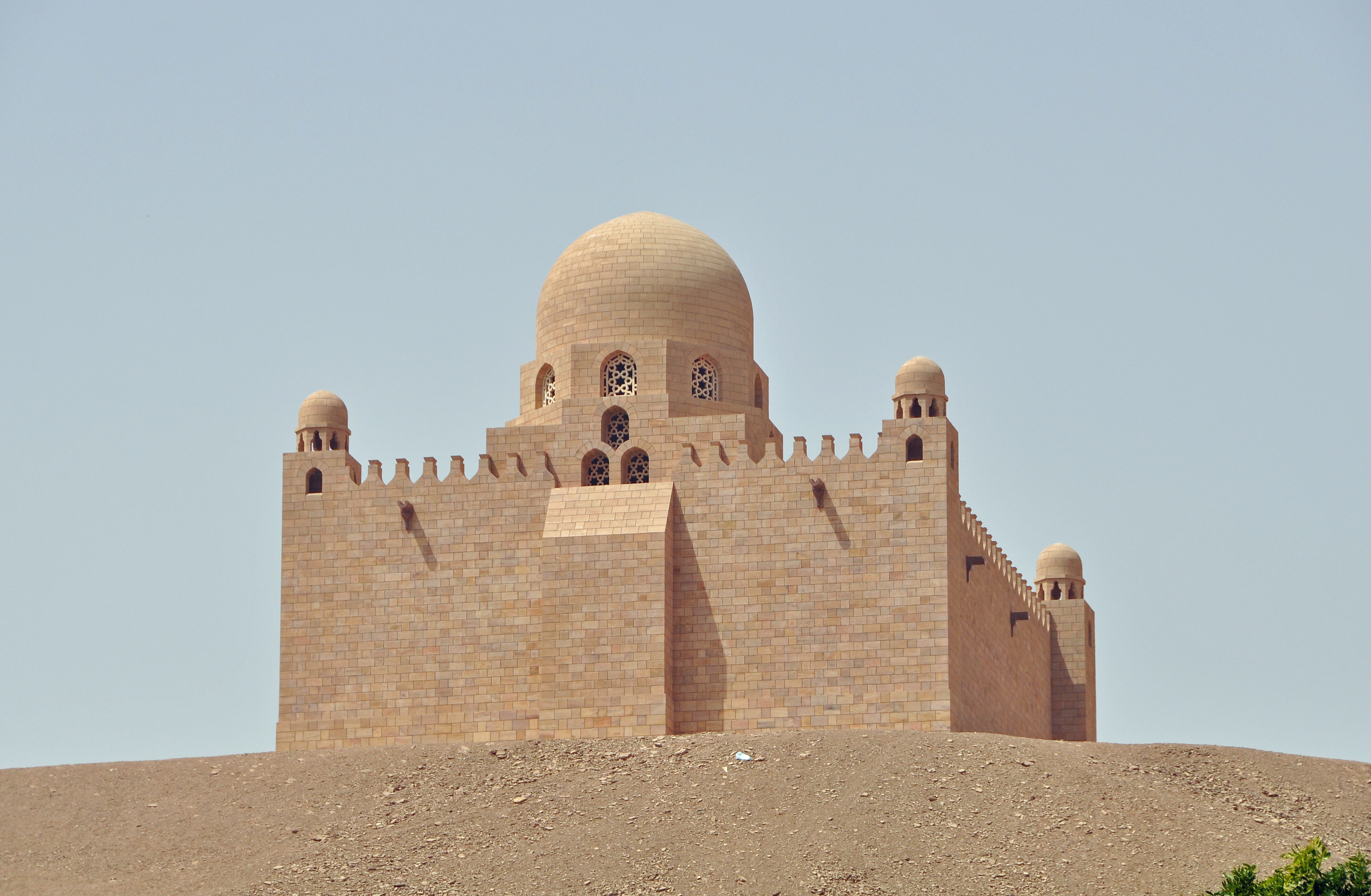
قبر أغاخان
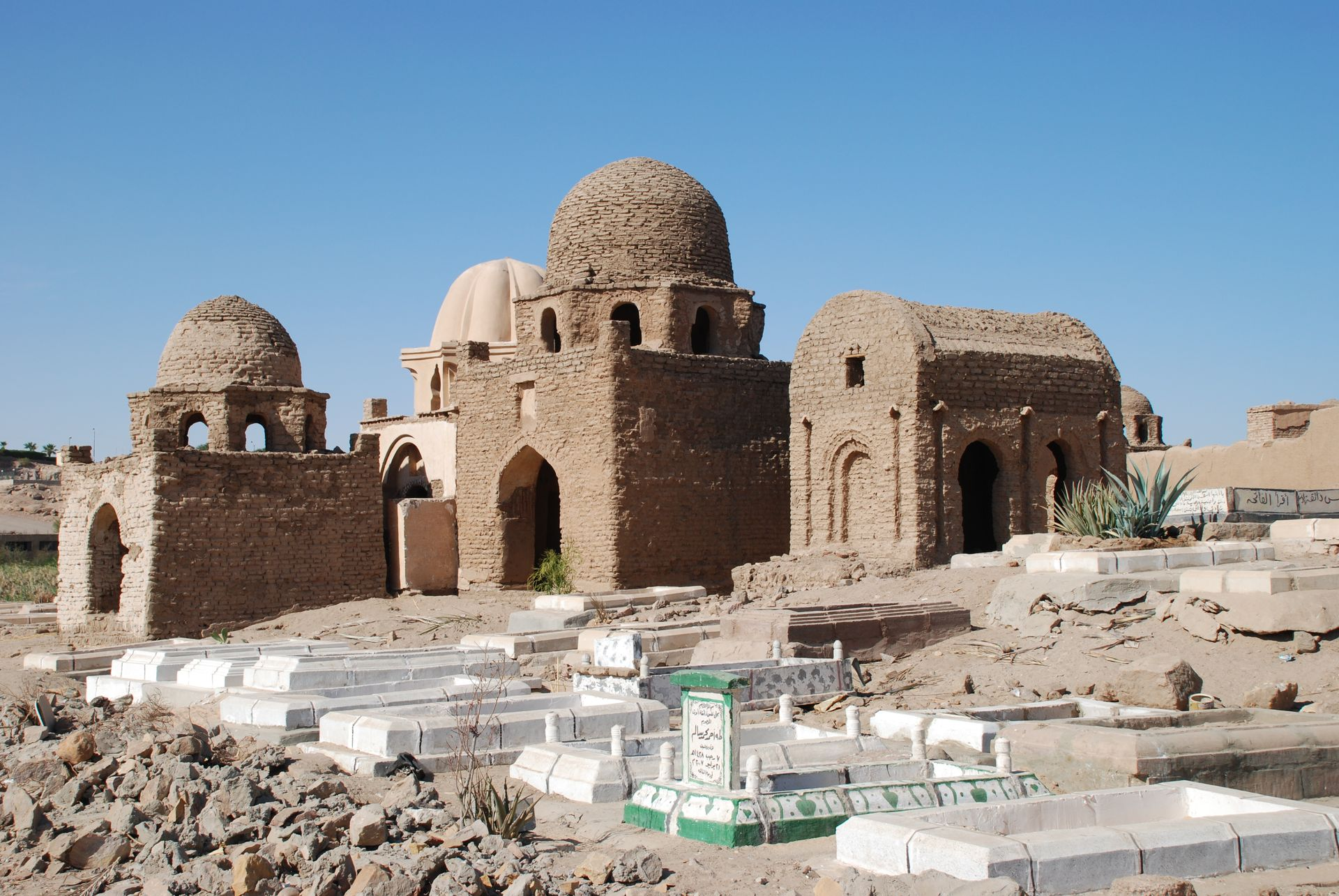
المقبرة الفاطمية
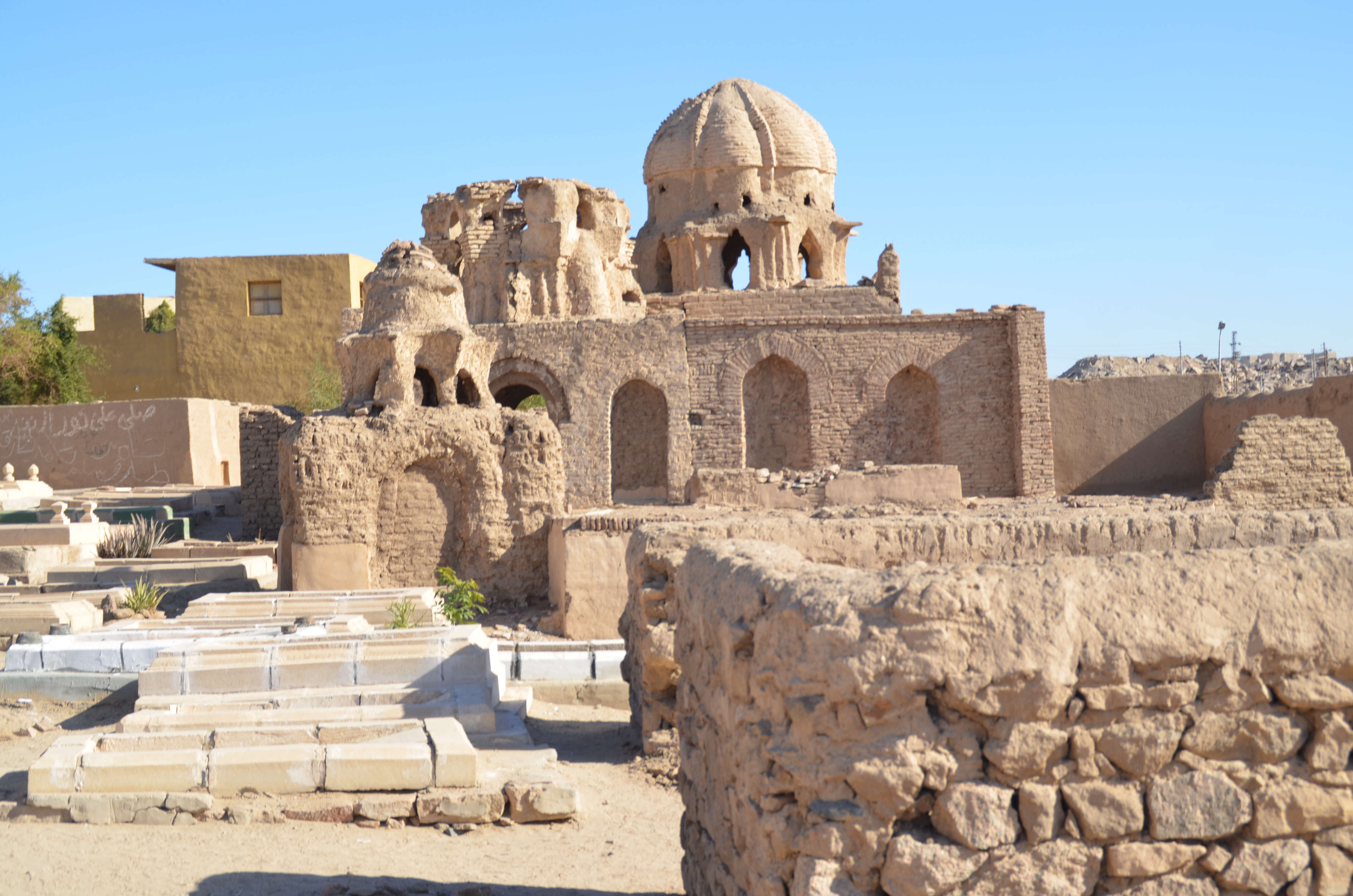
المقبرة الفاطمية
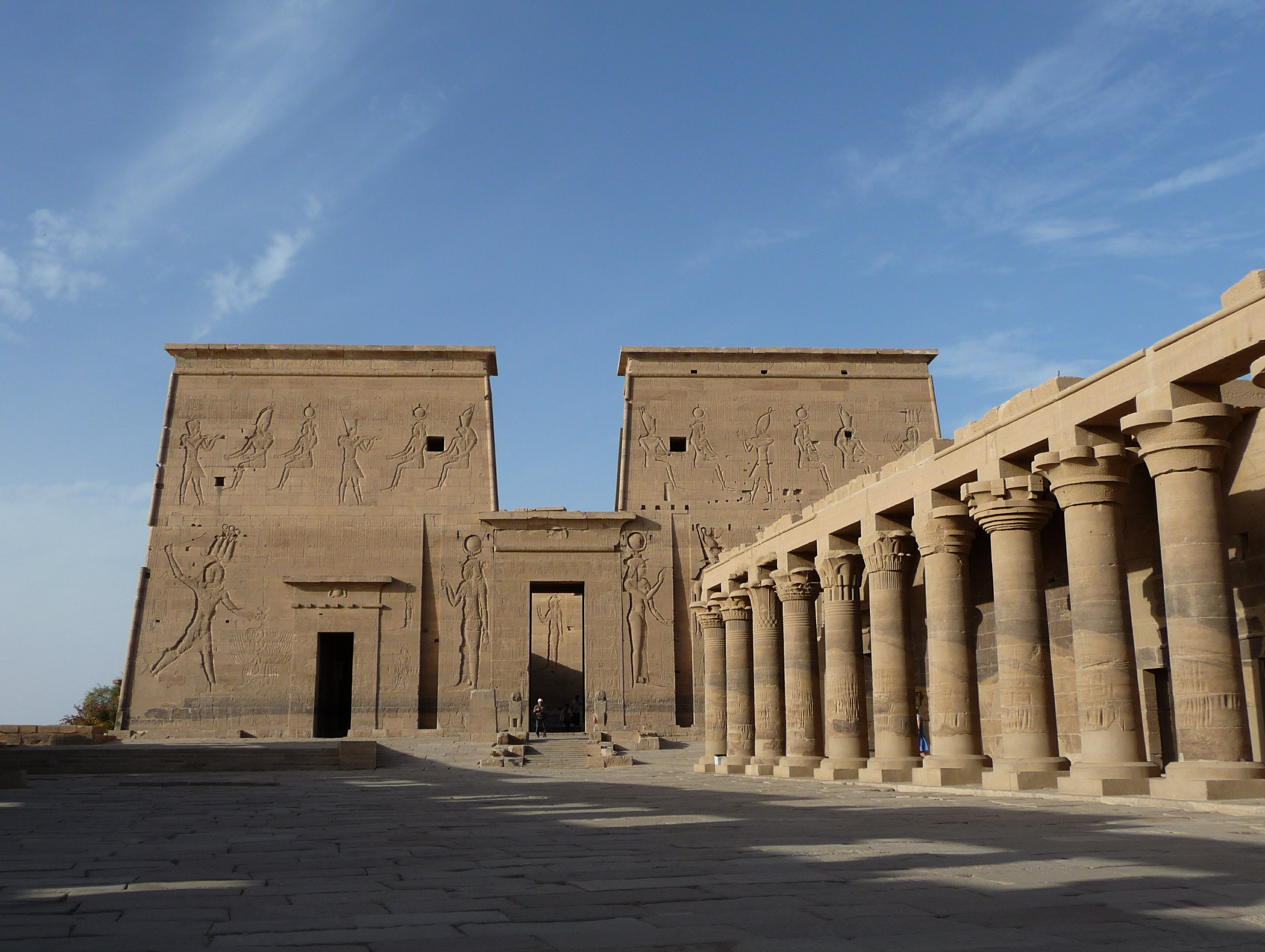
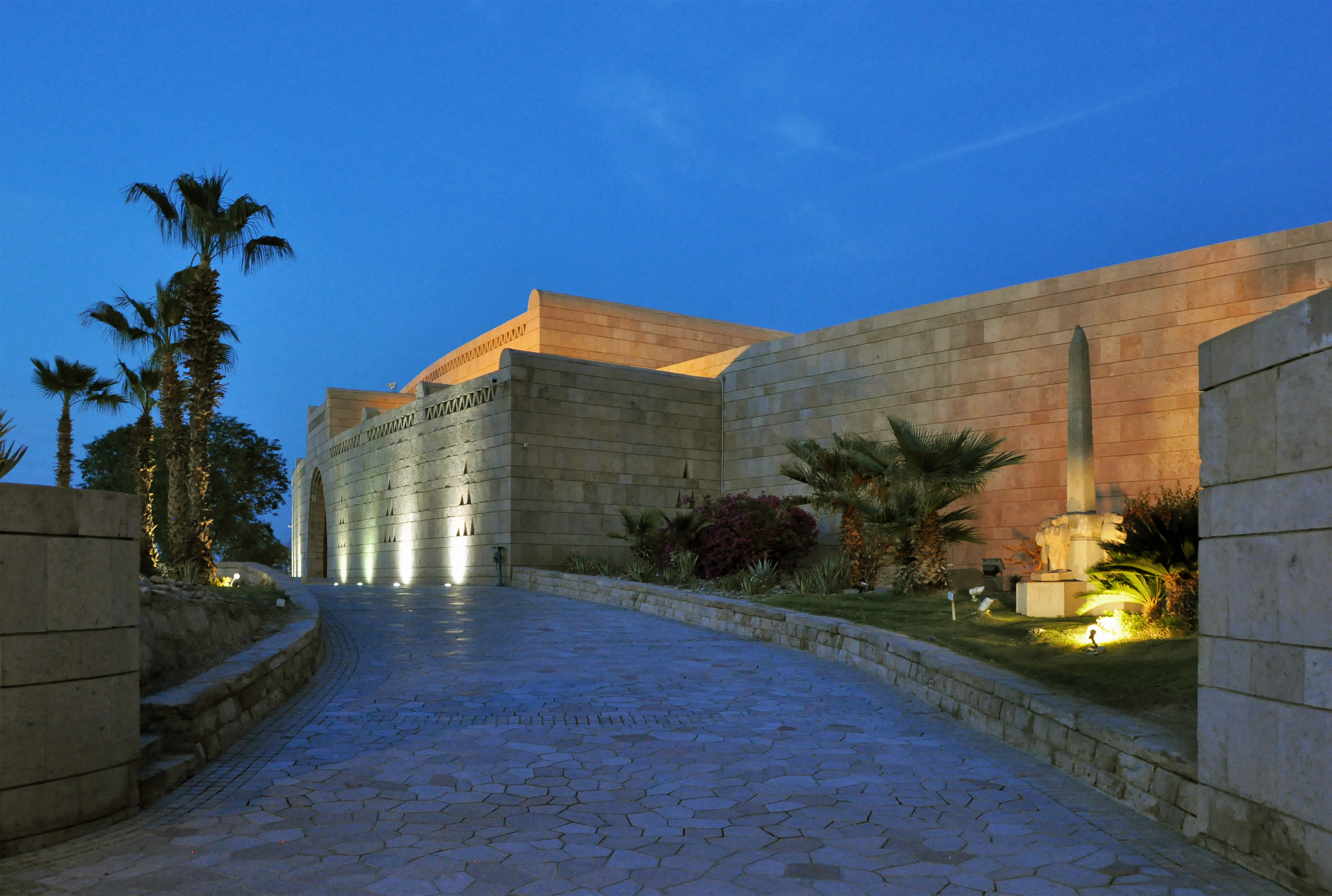
متحف النوبة
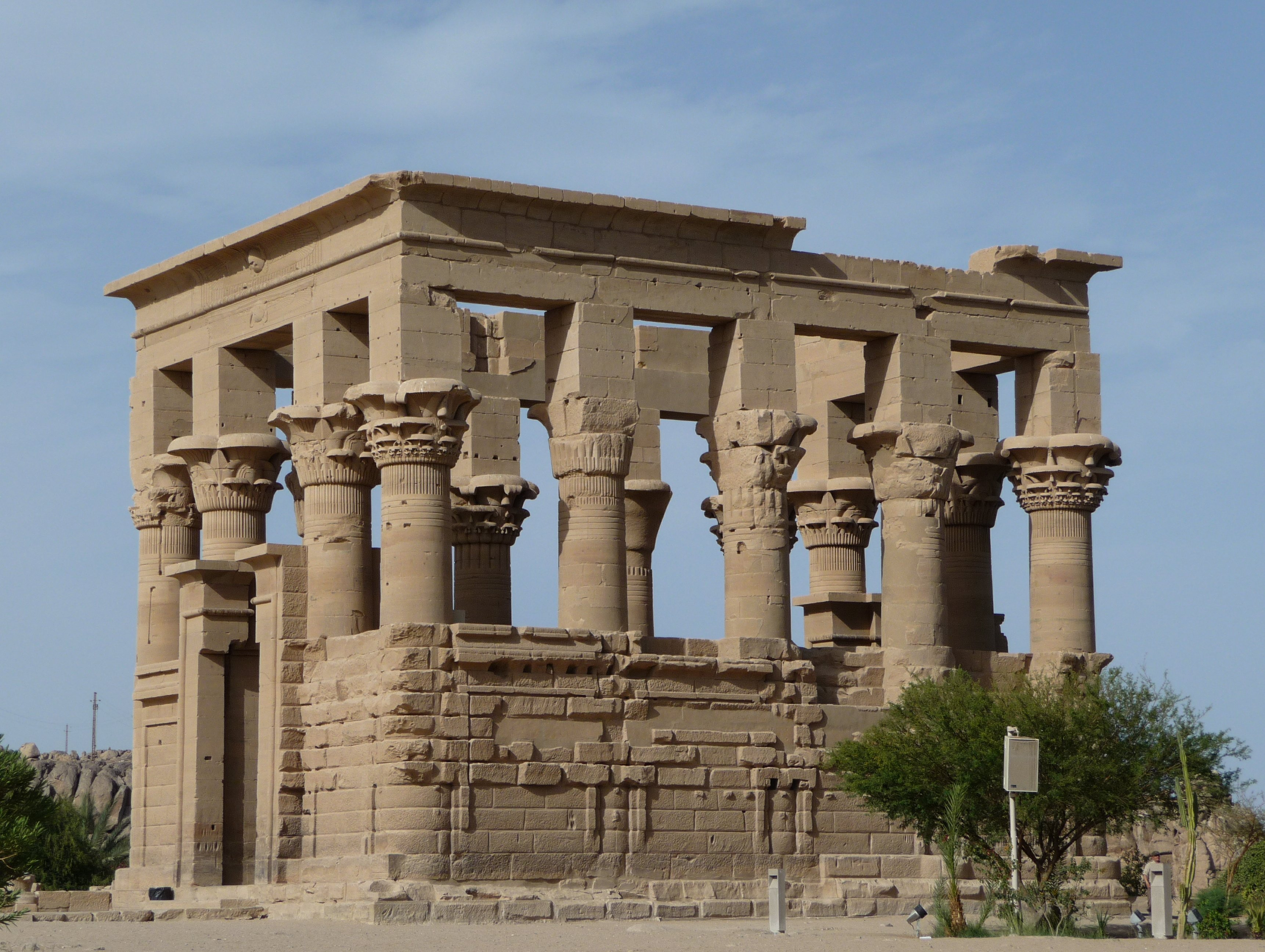
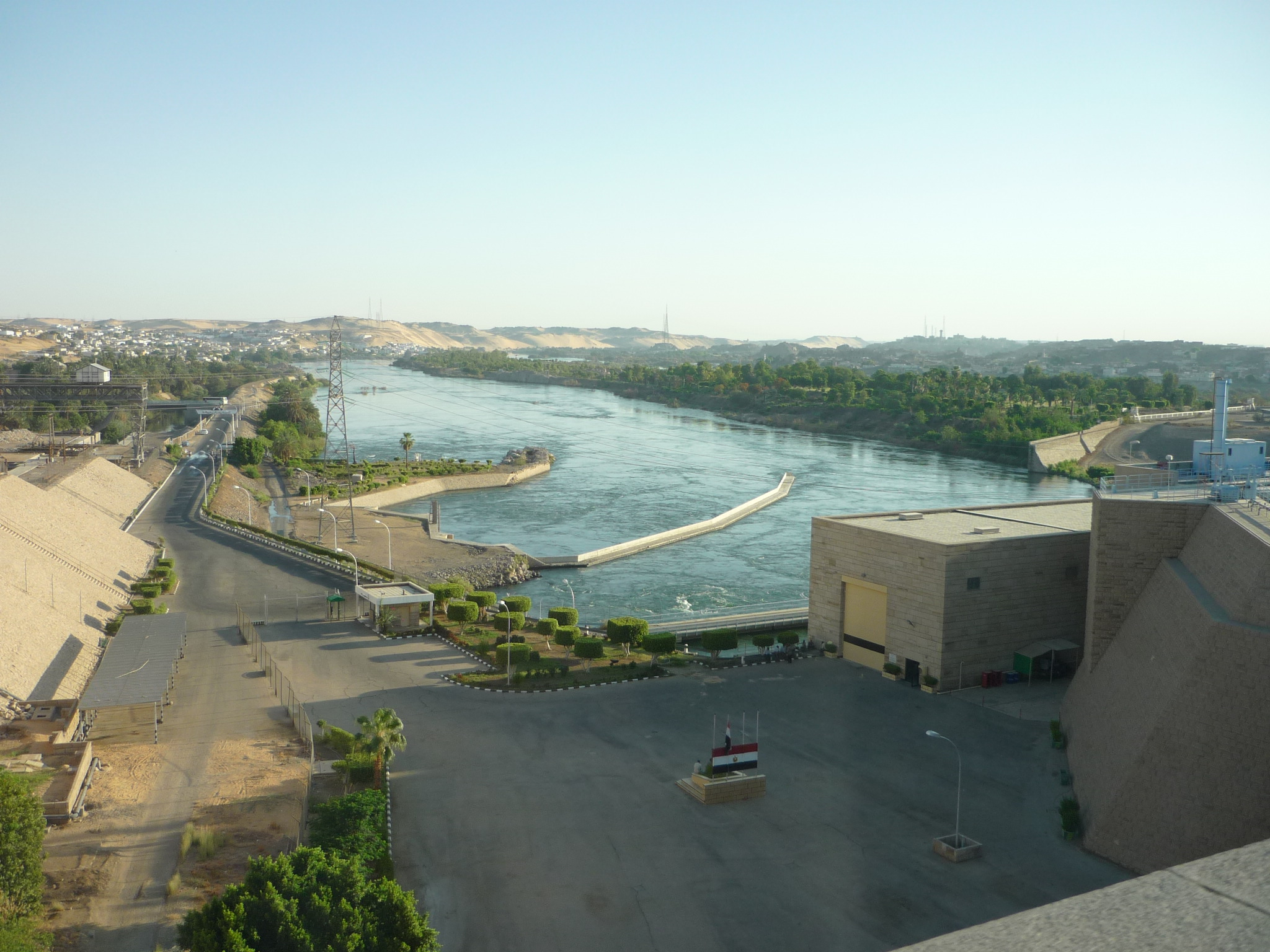
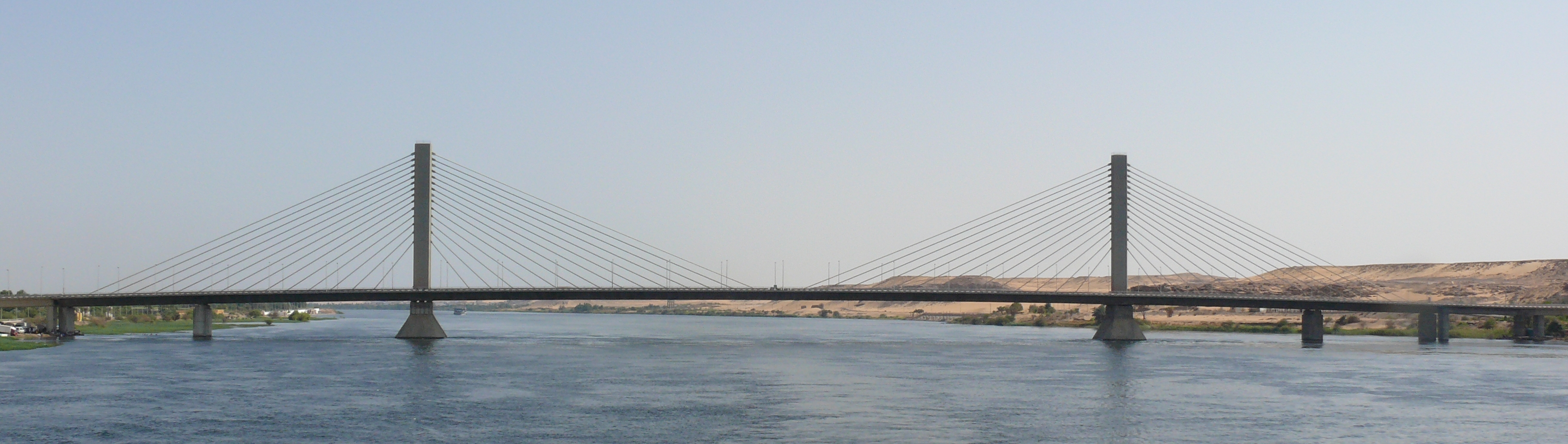
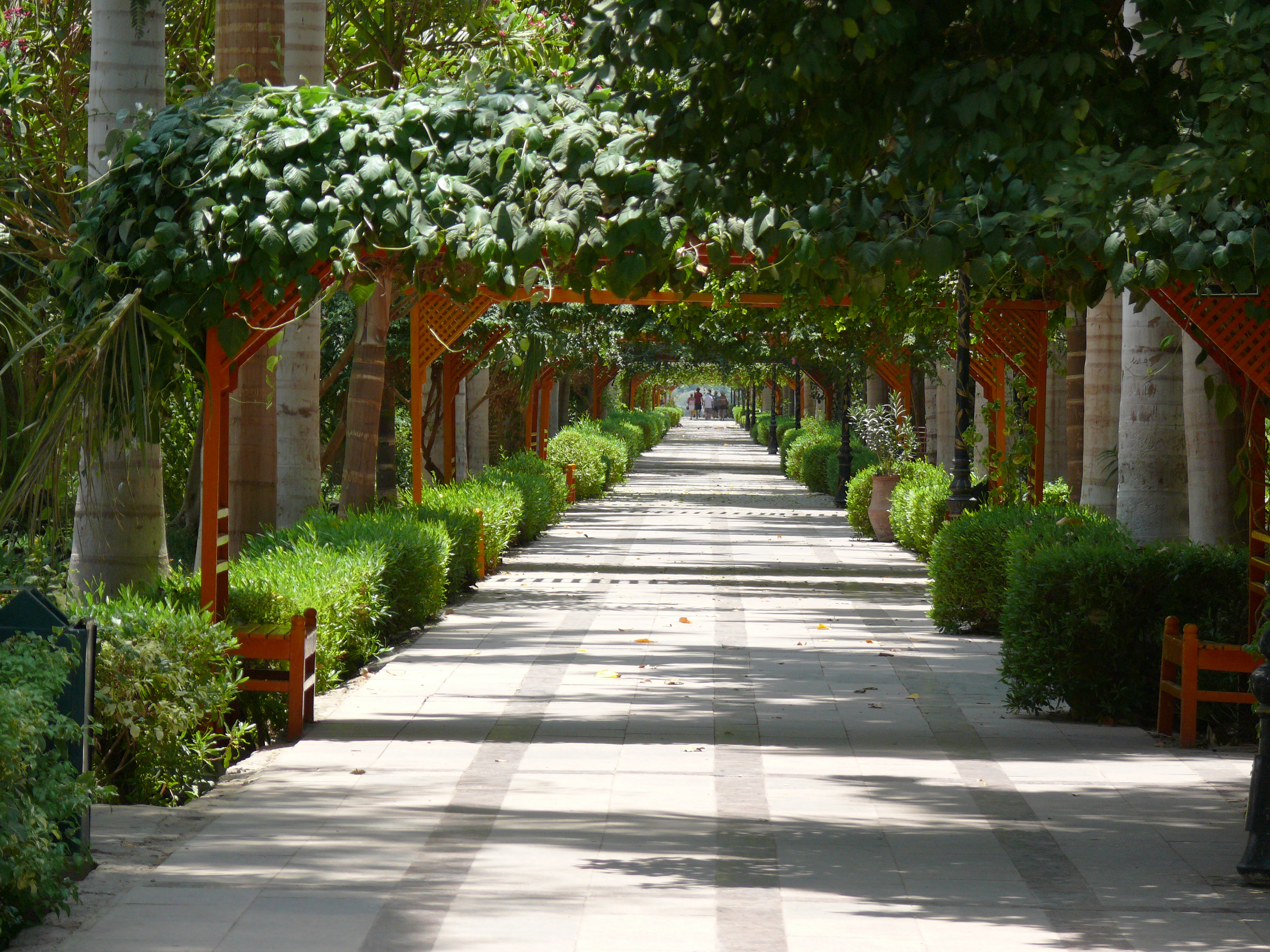
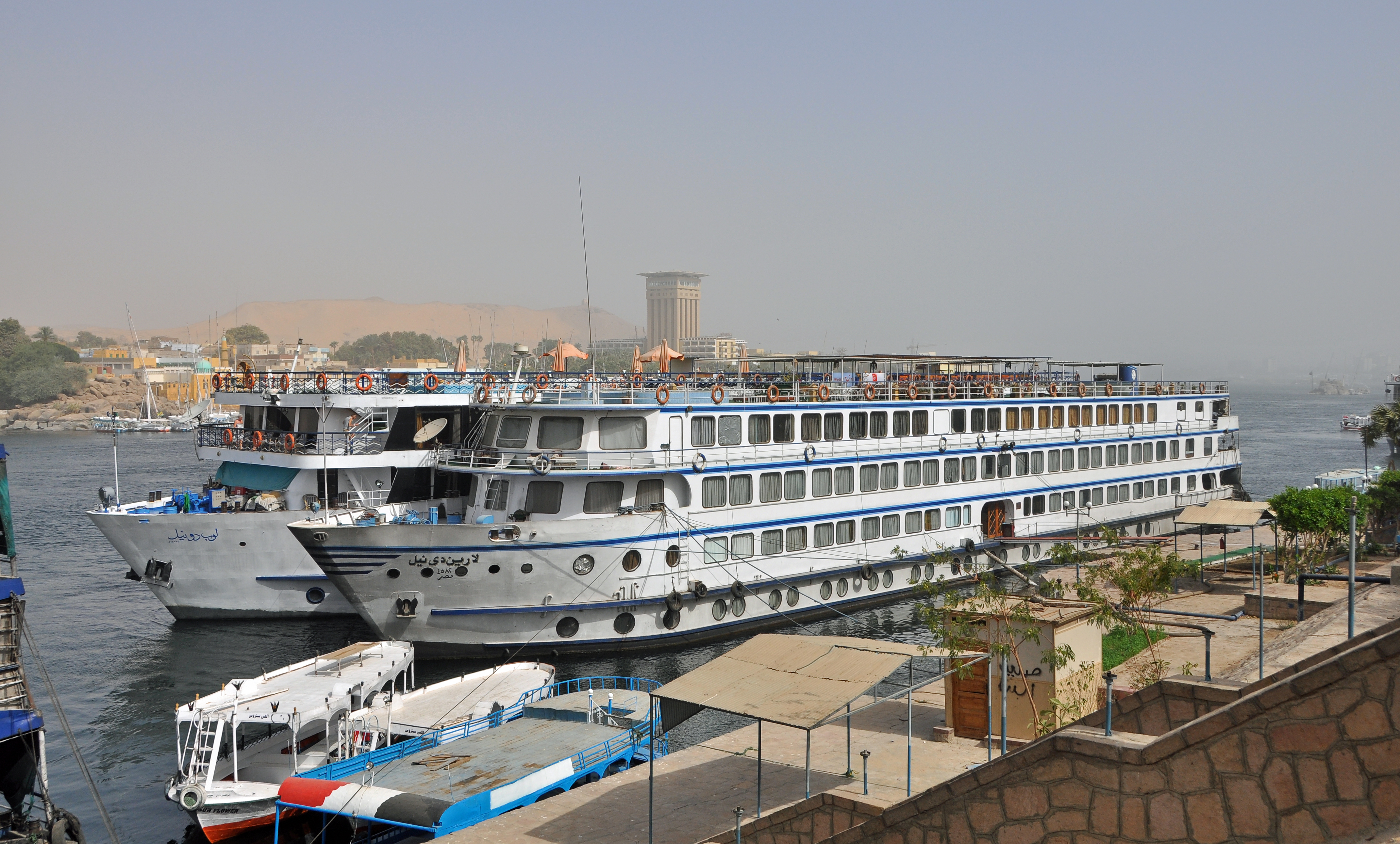
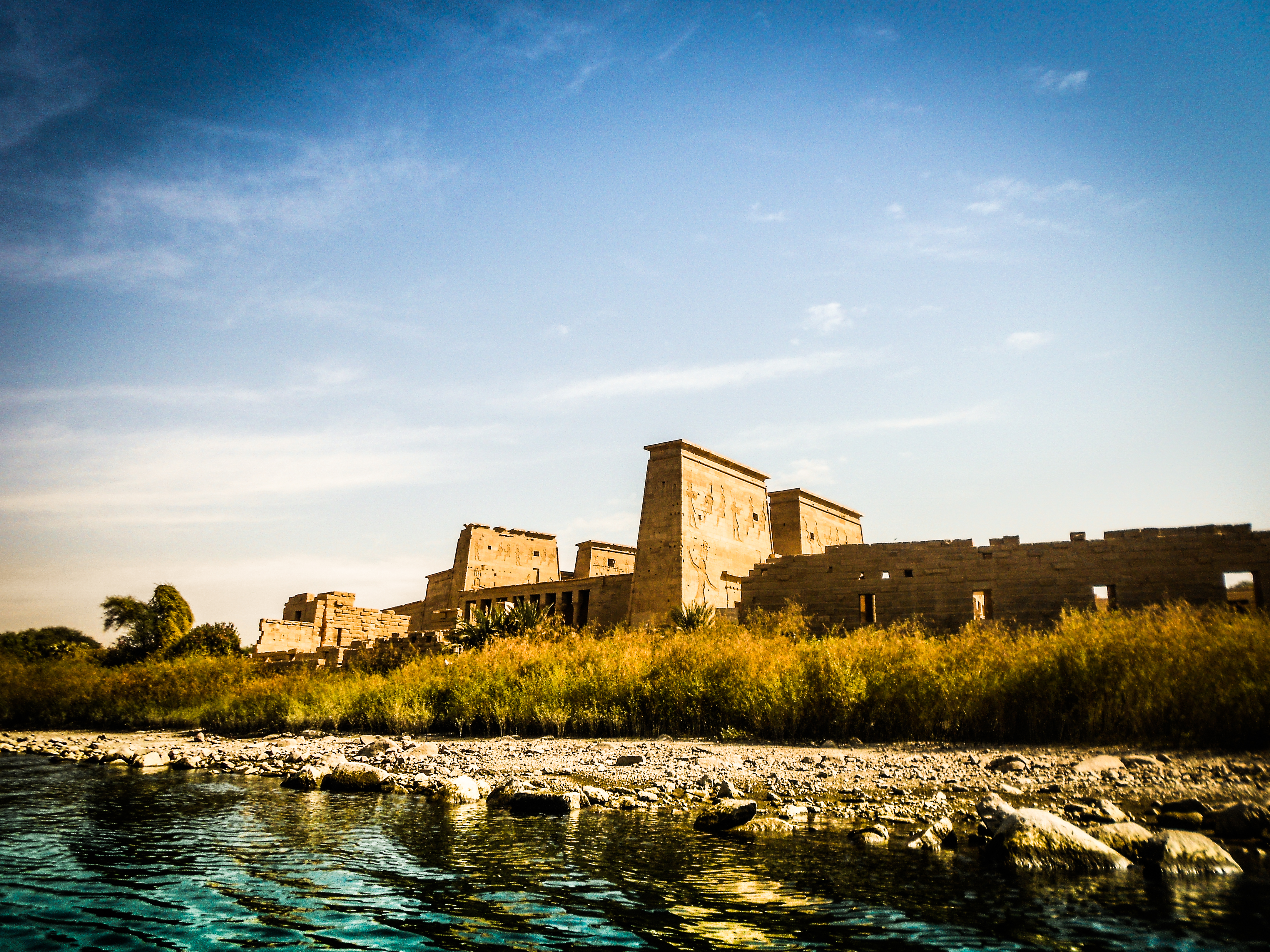
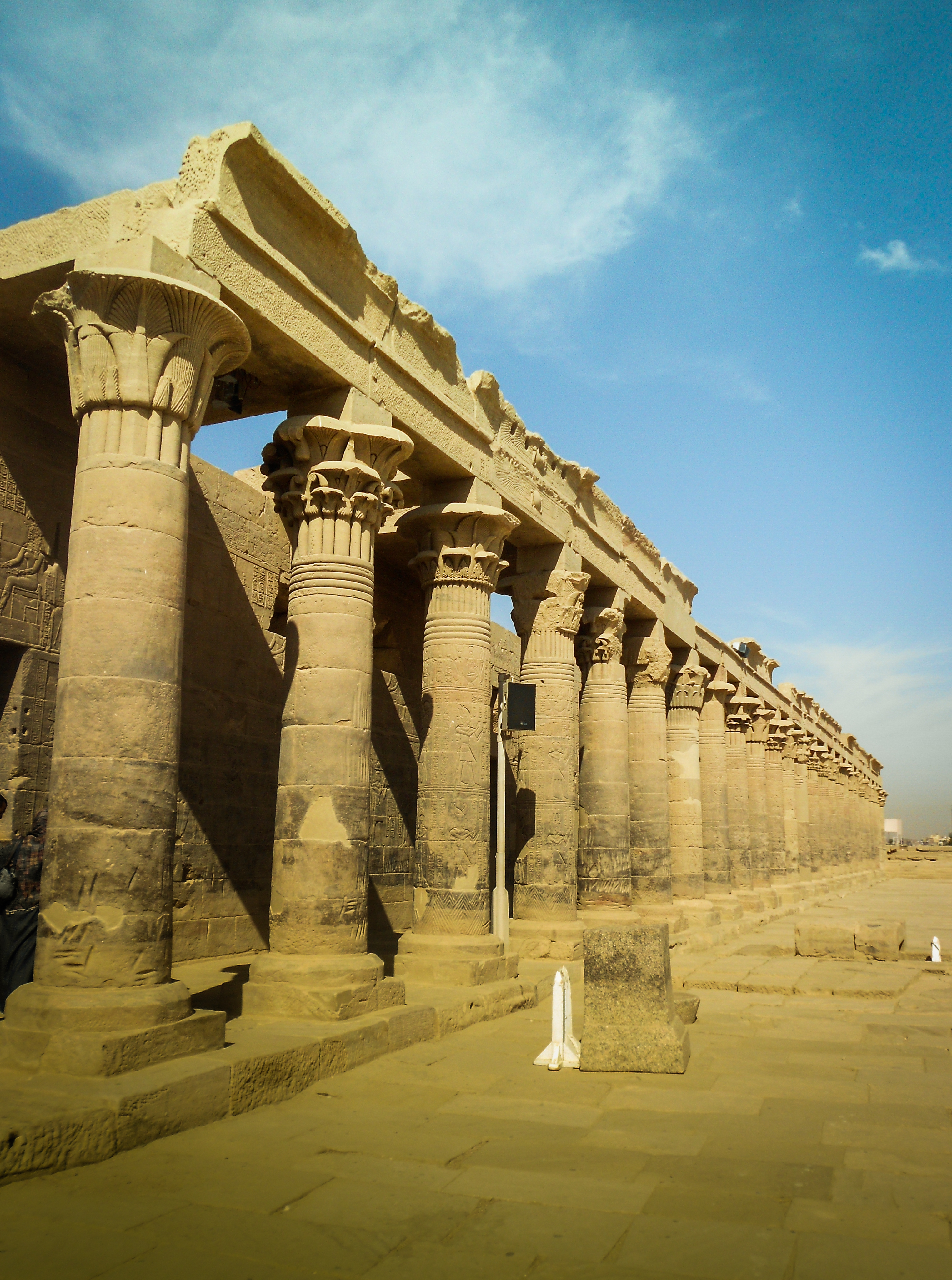
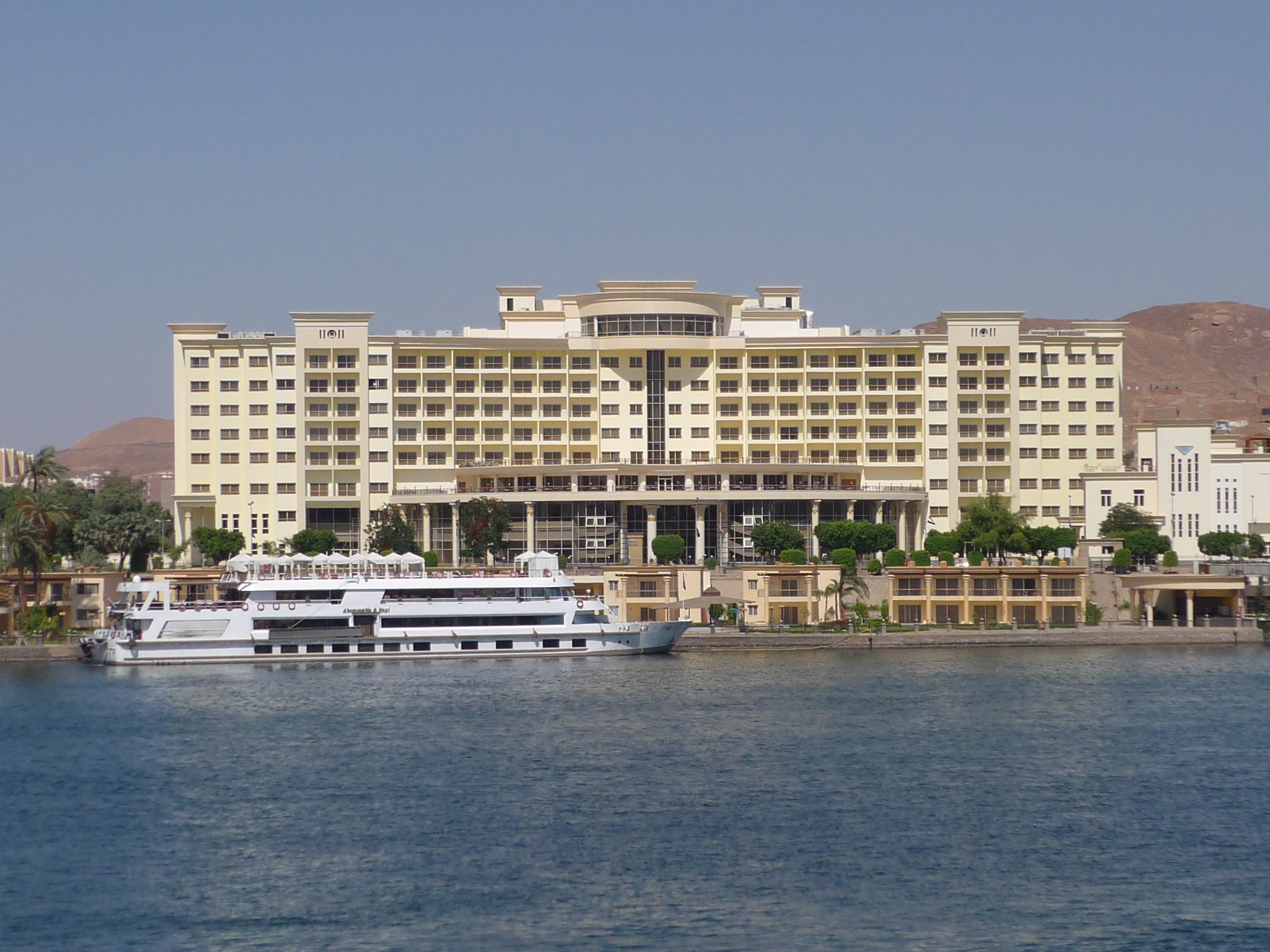
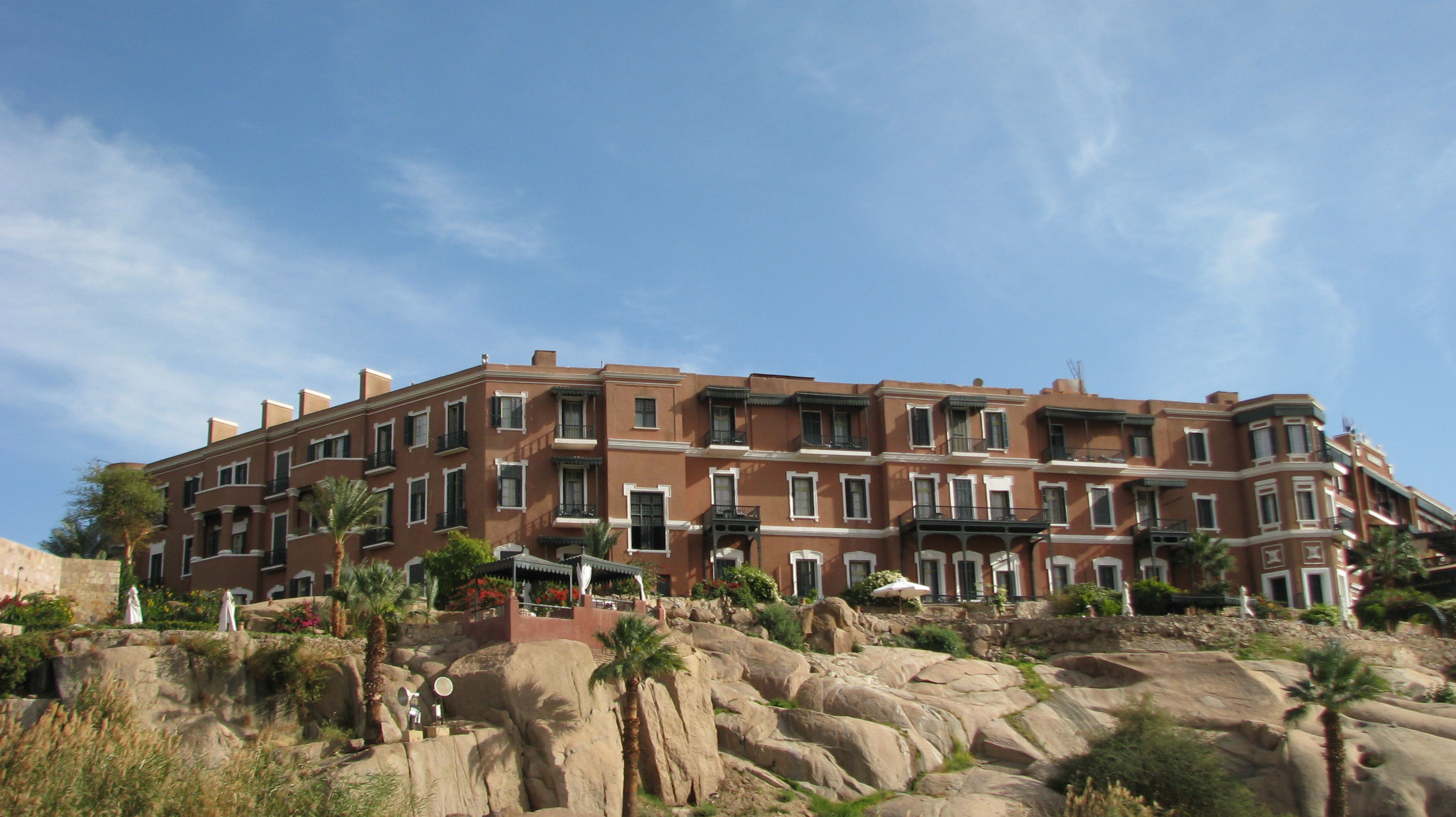
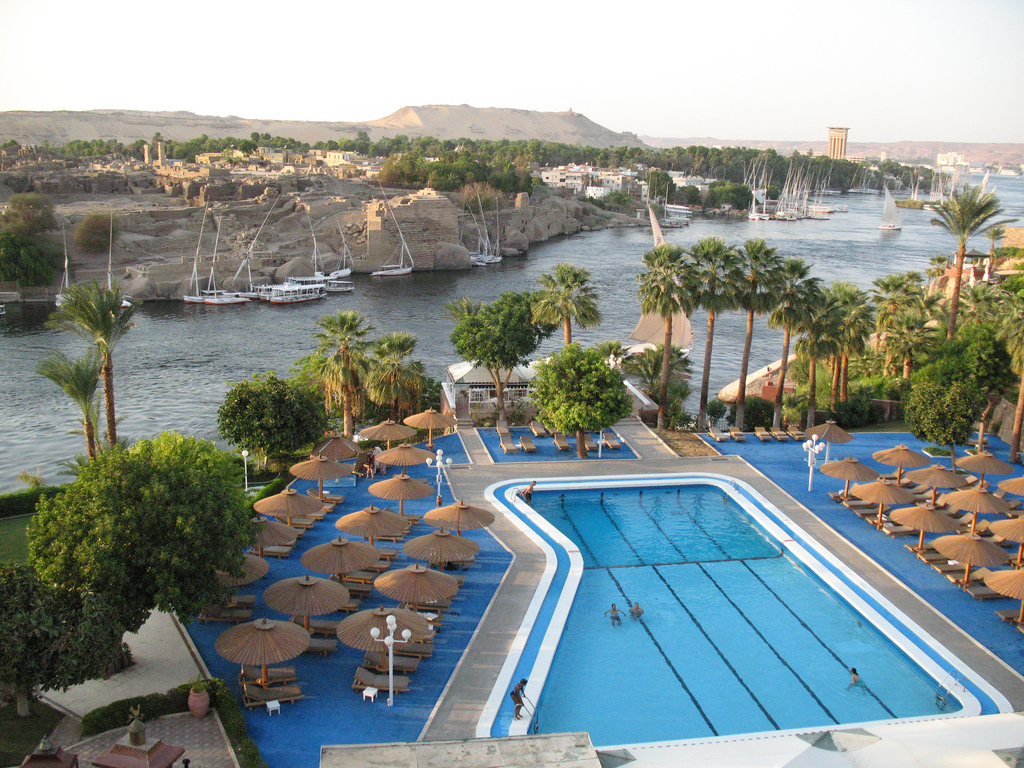
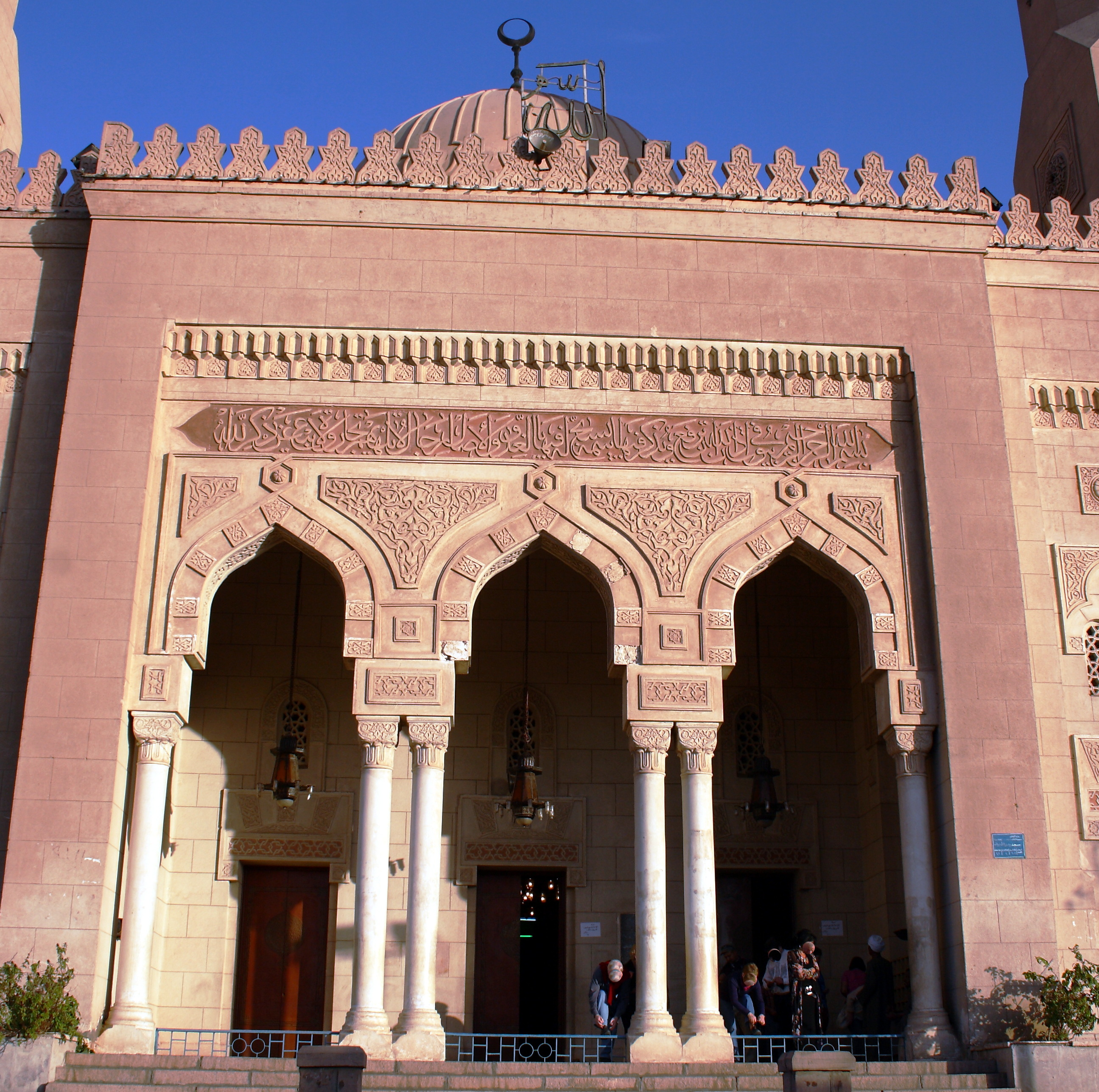
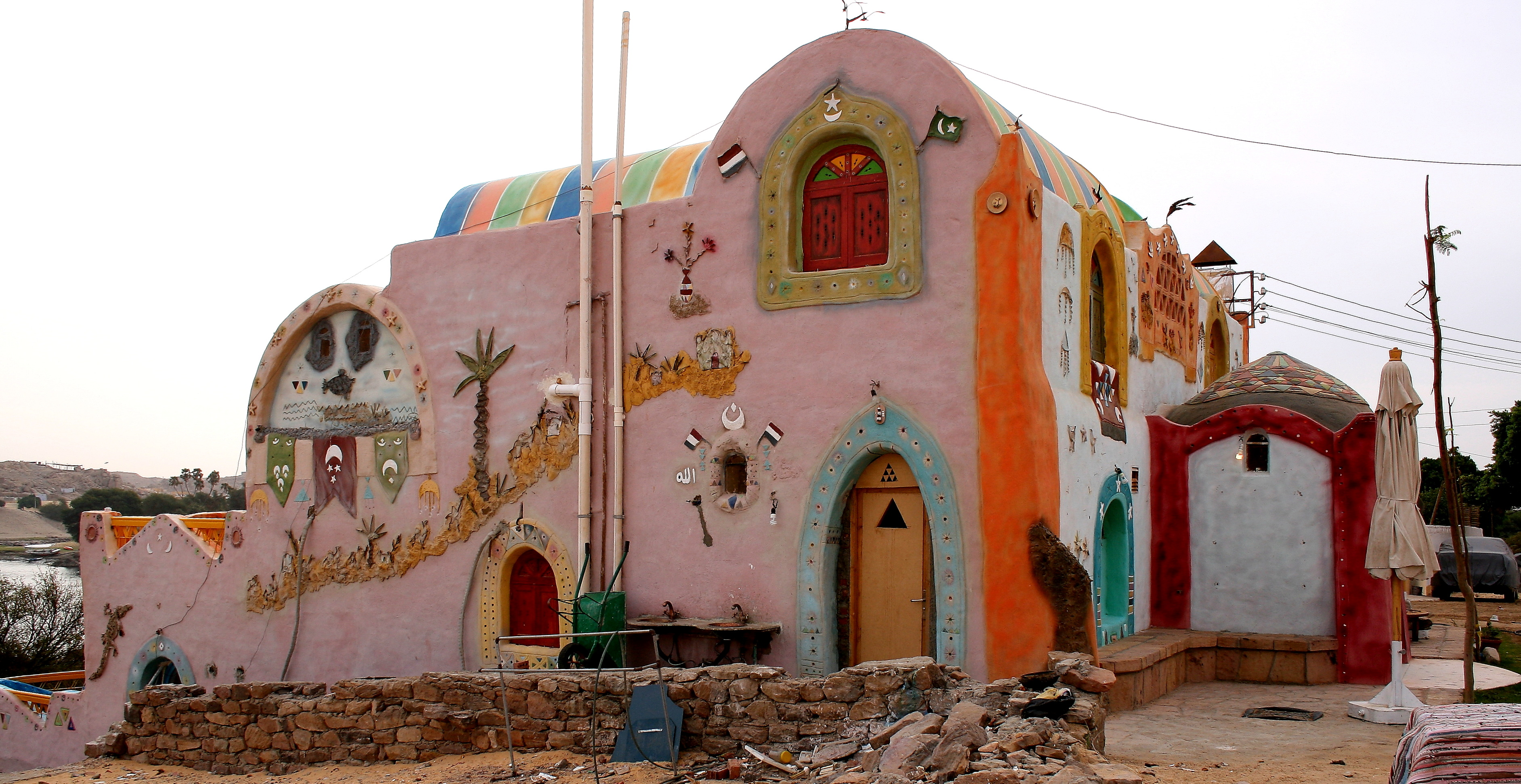
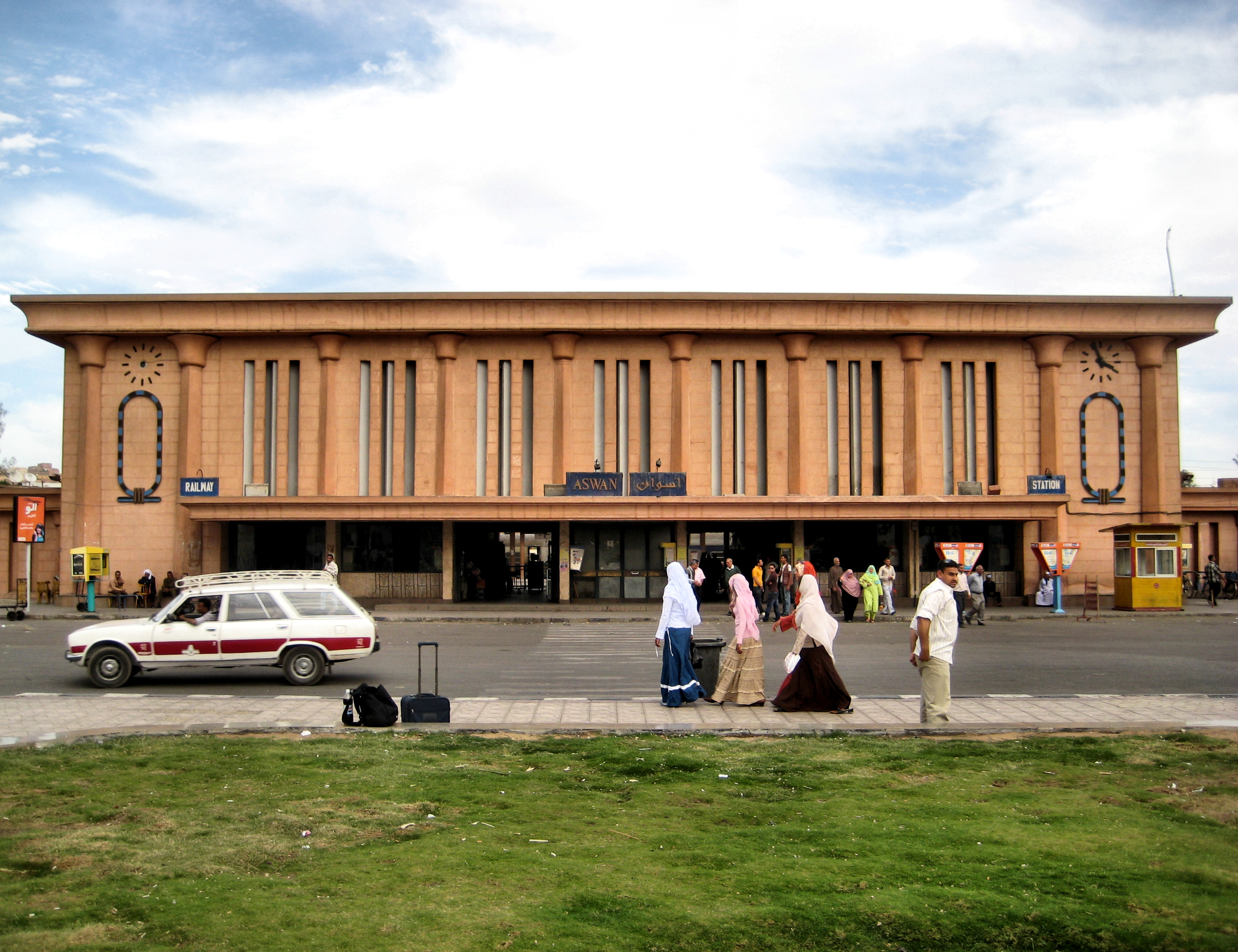
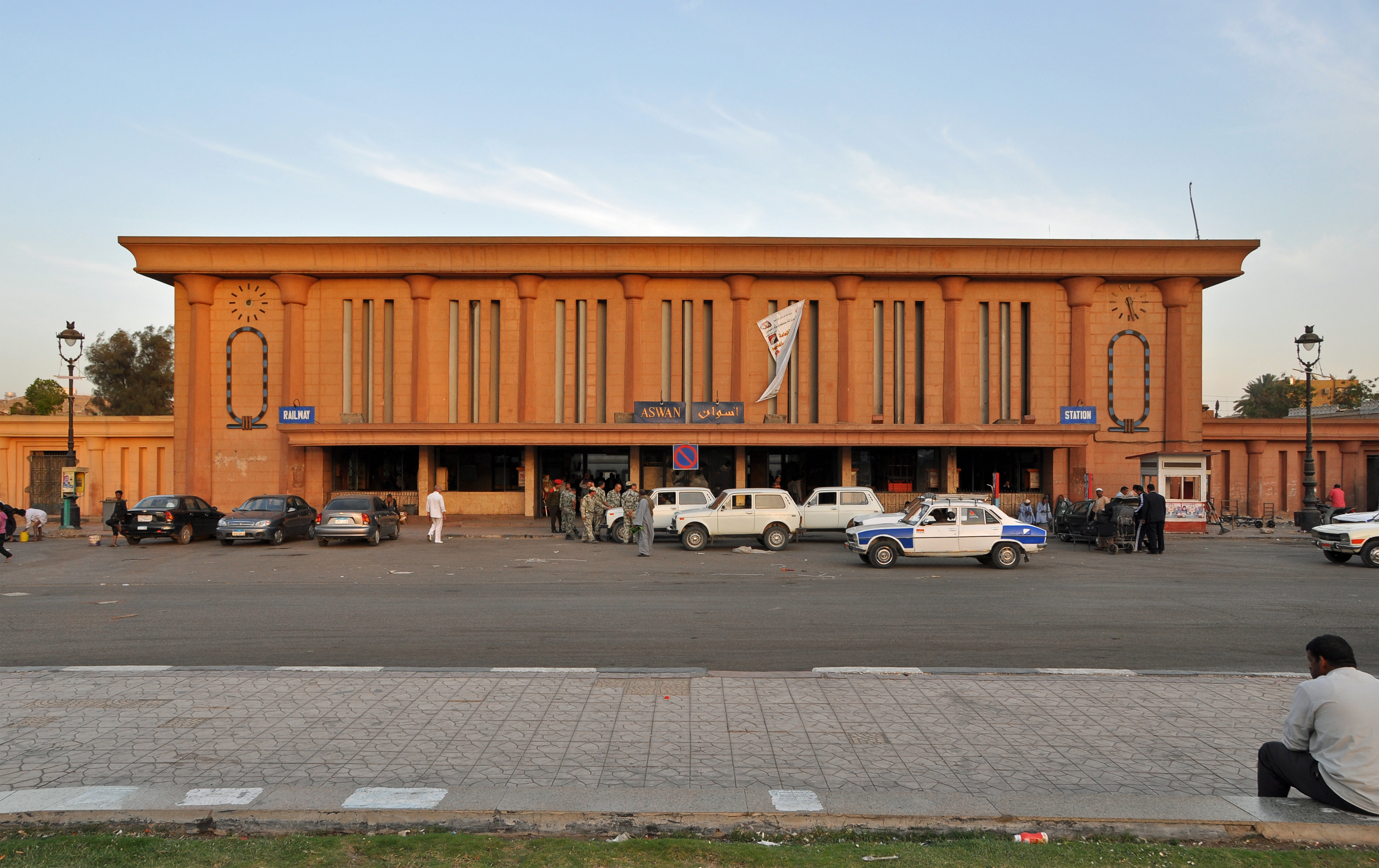
محطة قطار أسوان
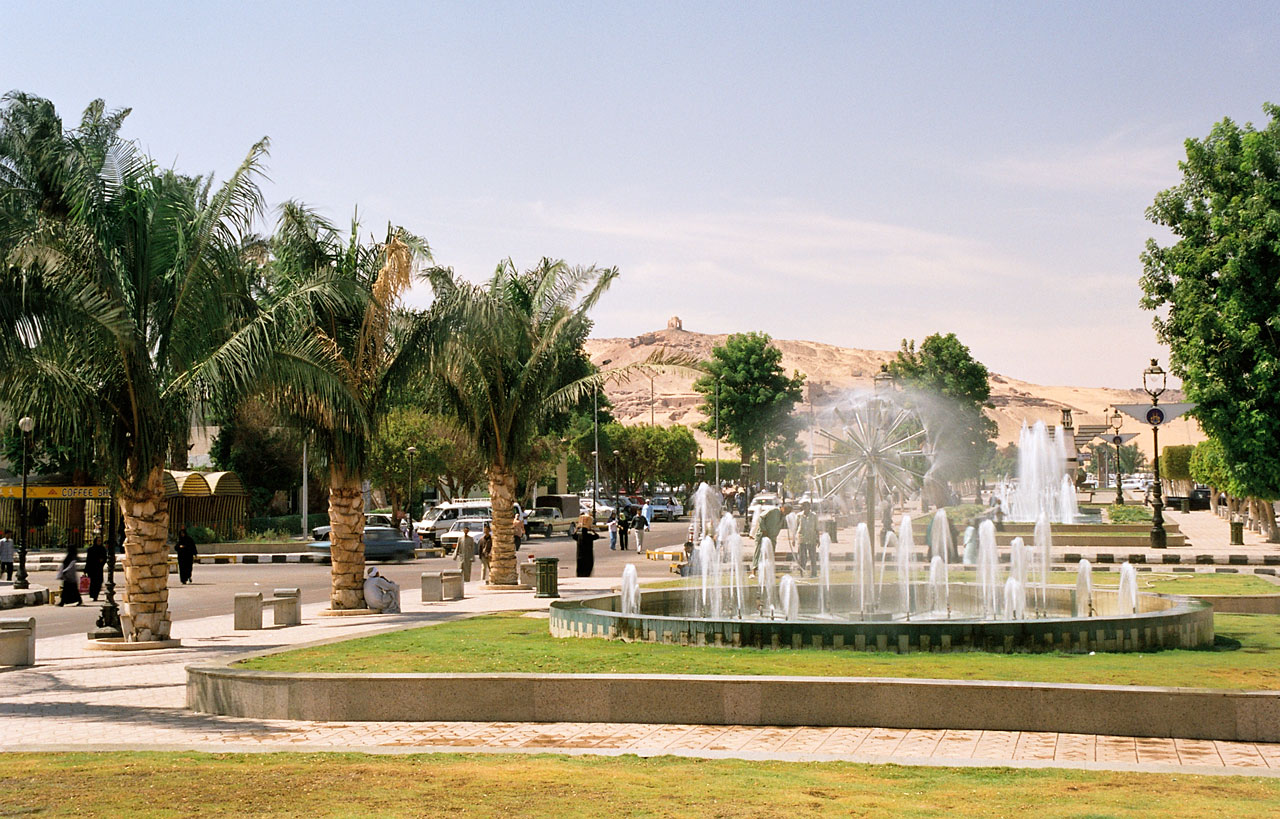
محطة قطار أسوان
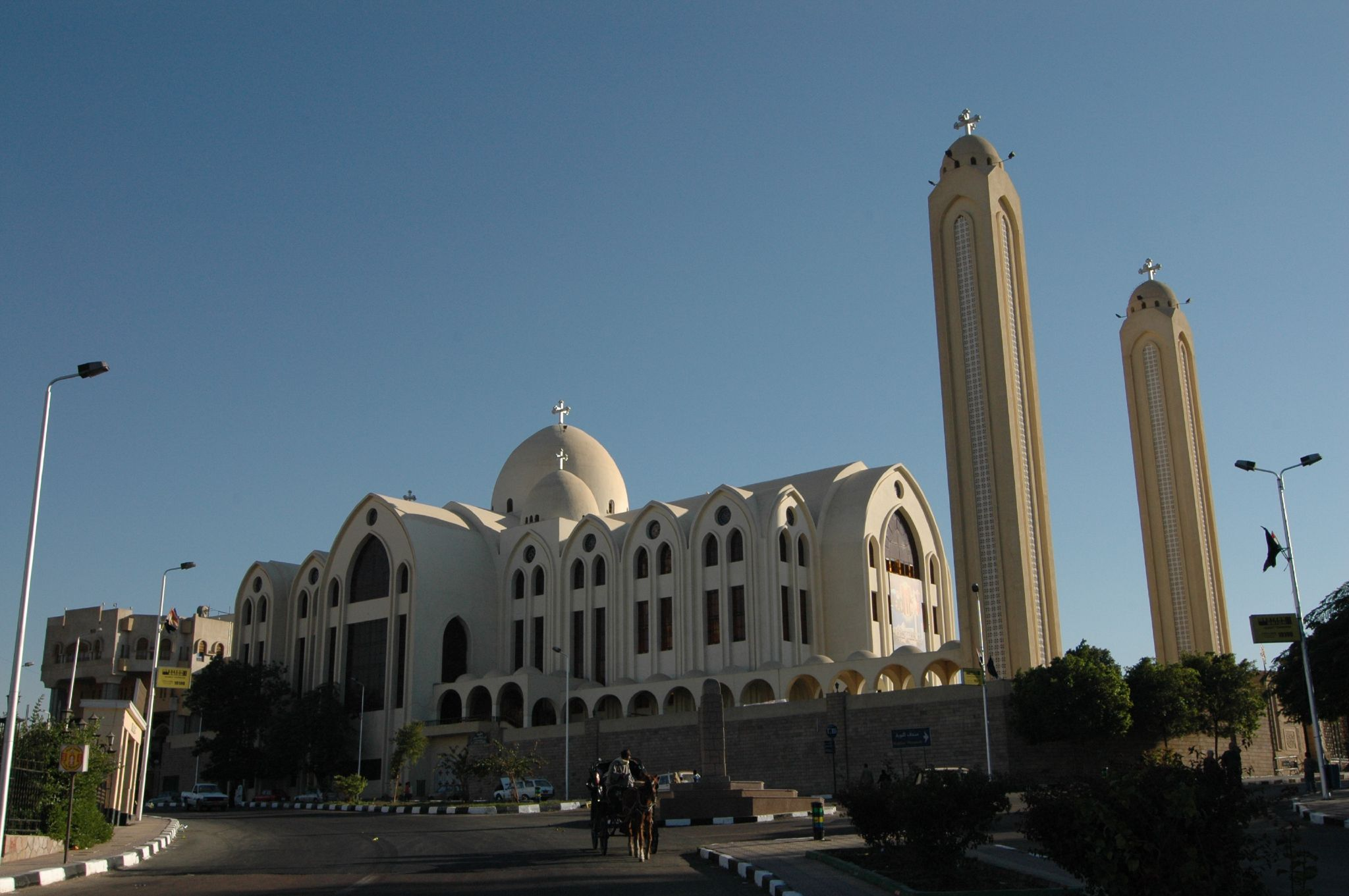
"أسوان"
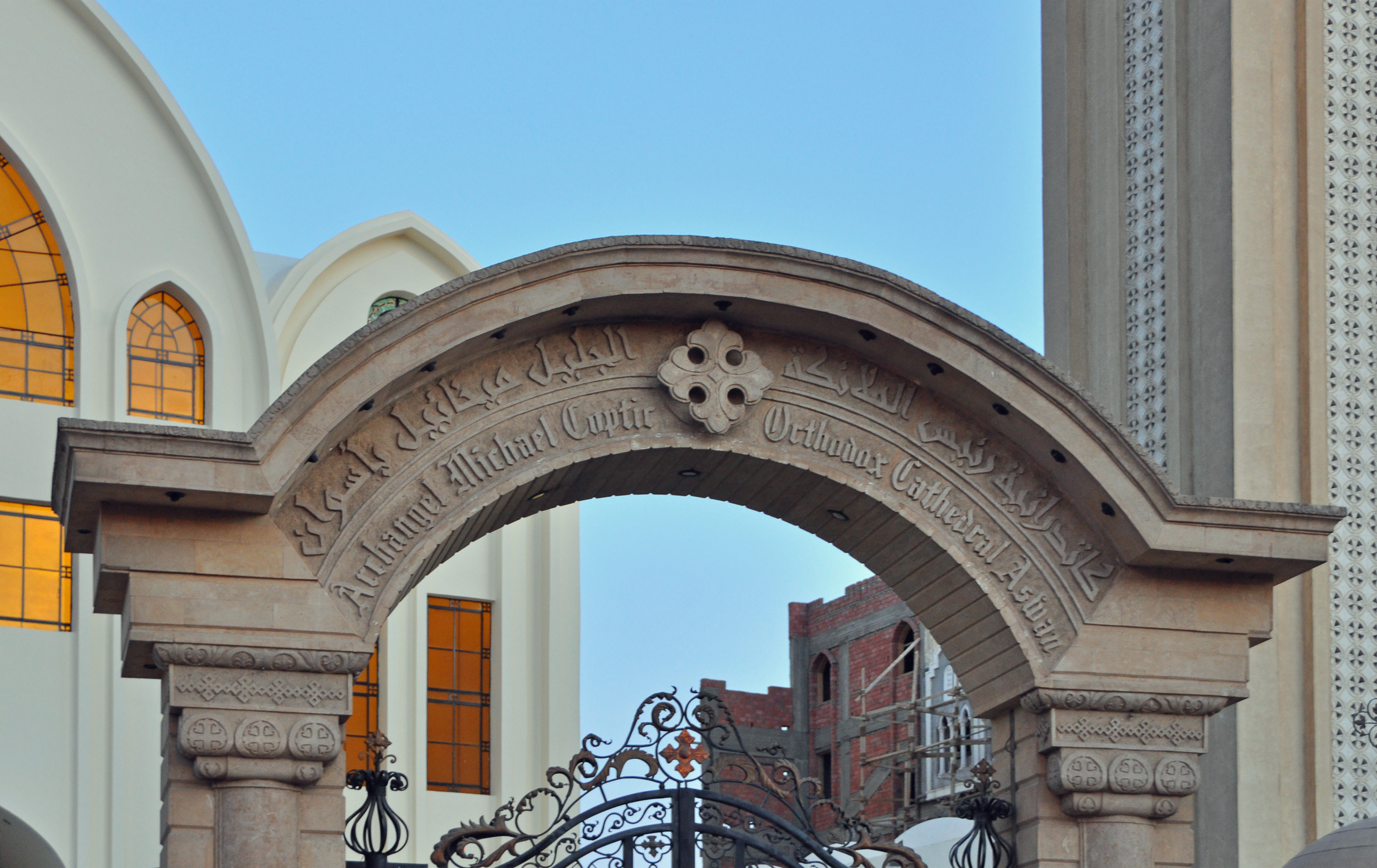
"أسوان"
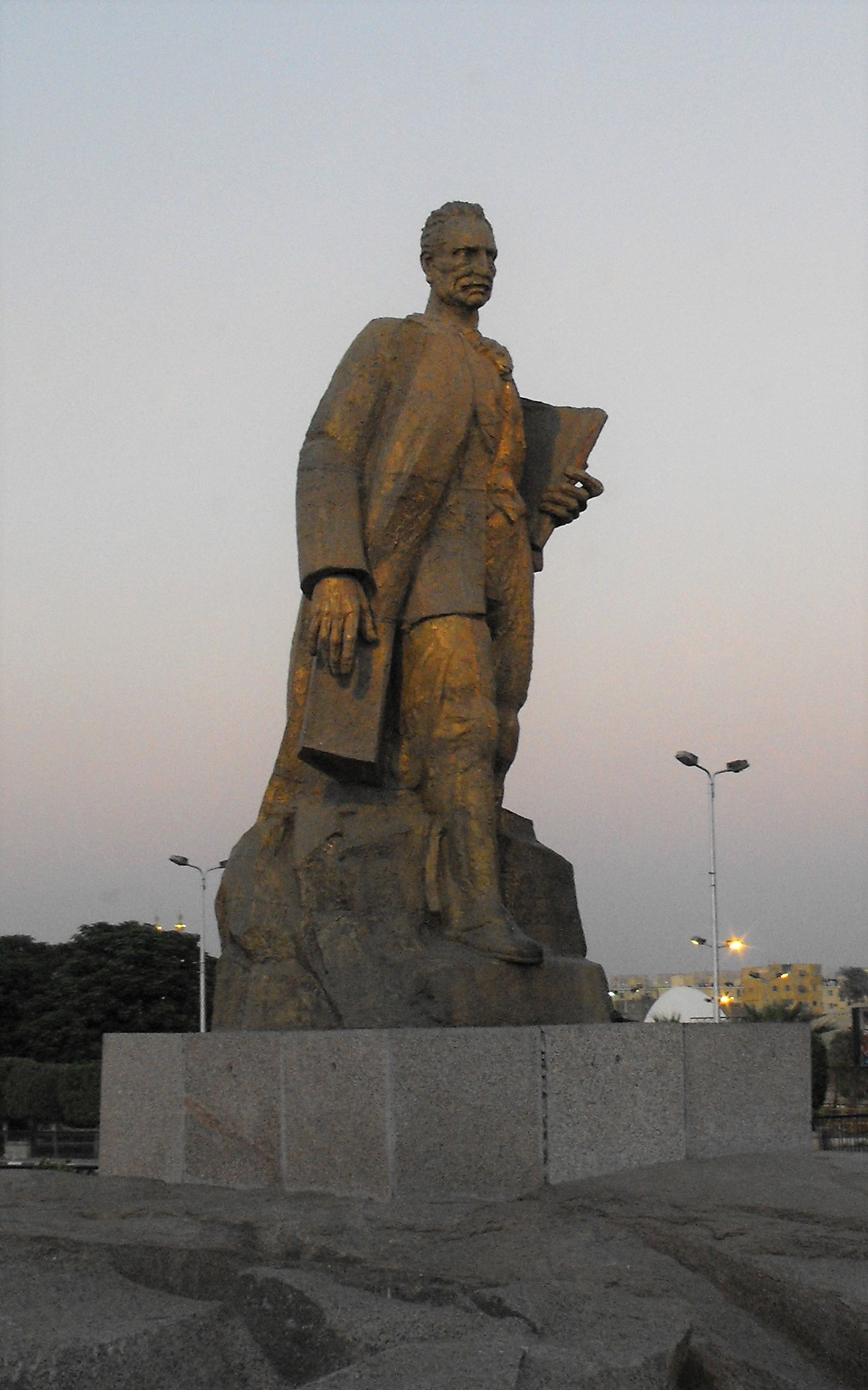
تمثال عباس العقاد
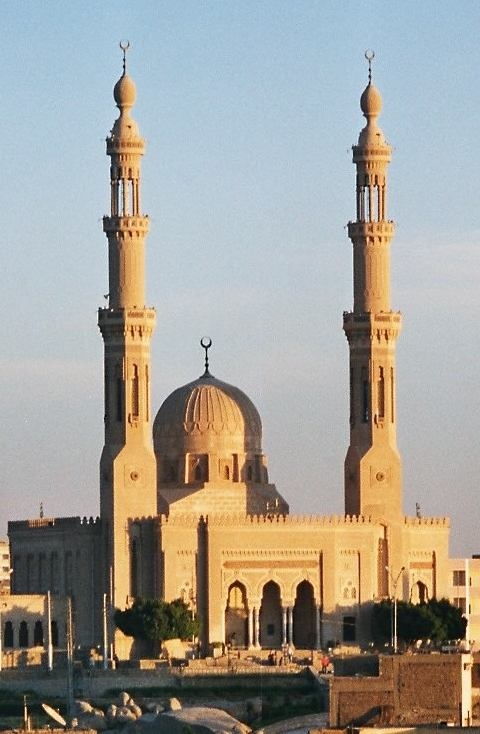
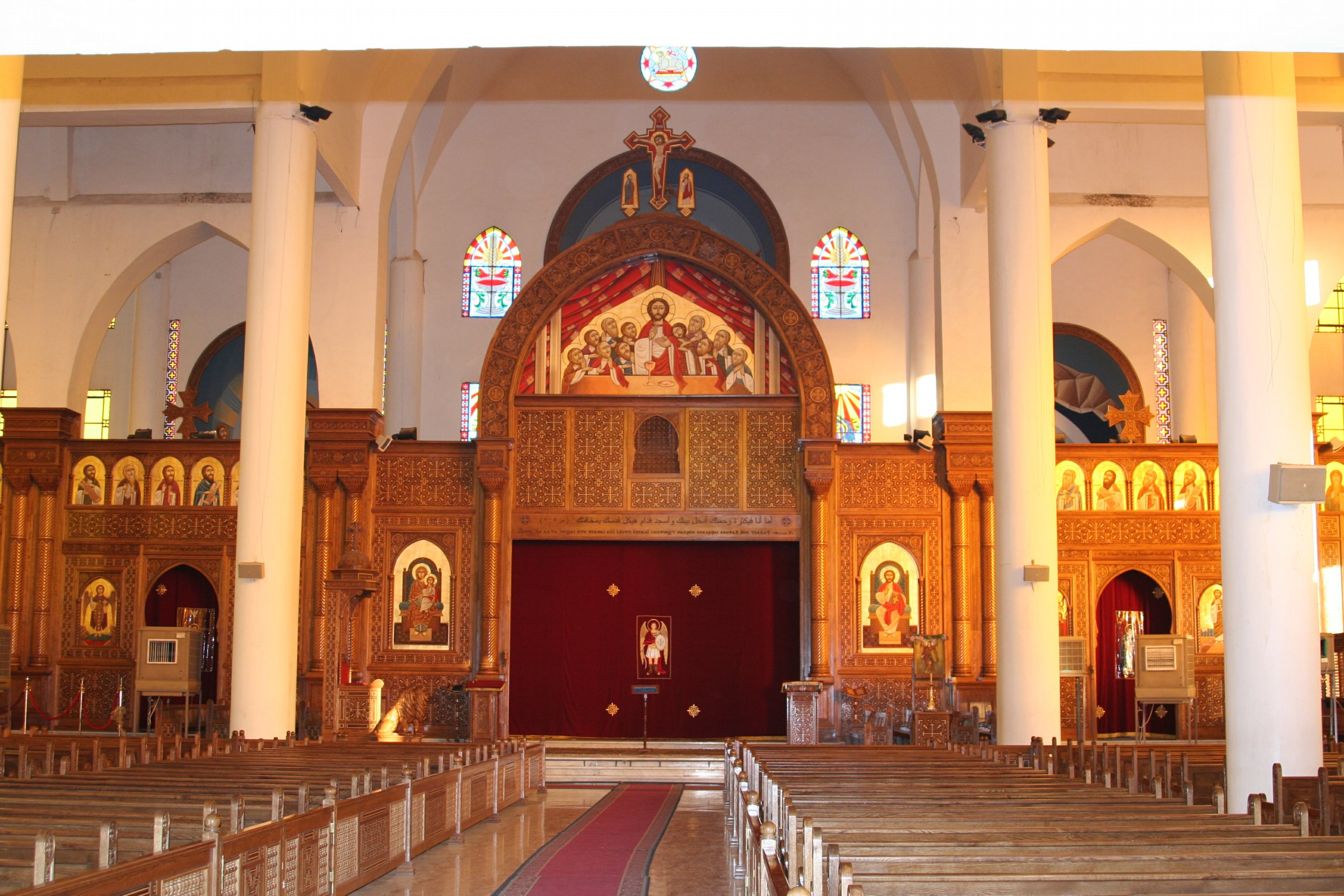
كاتدرائية سان ميشيل
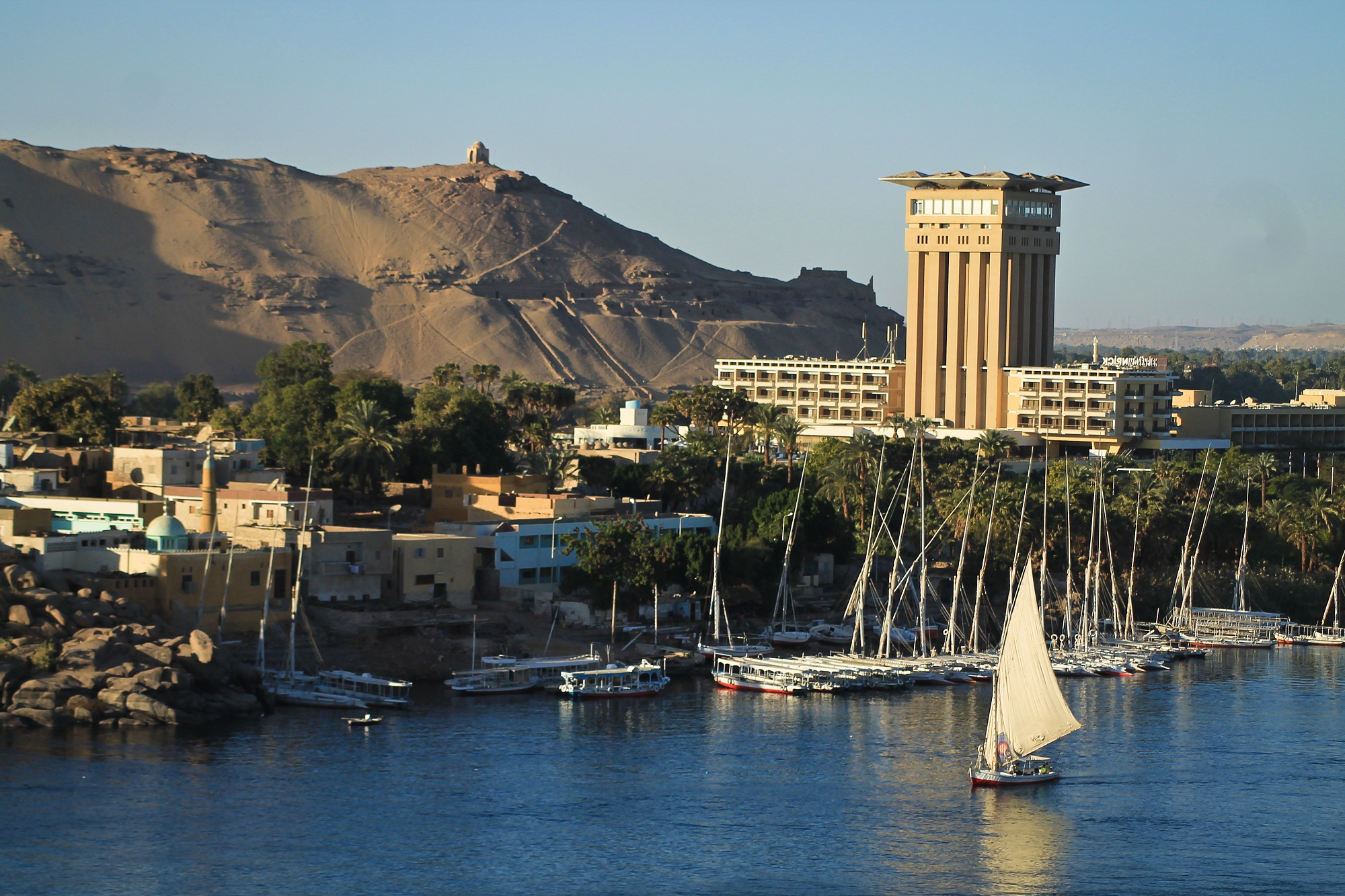
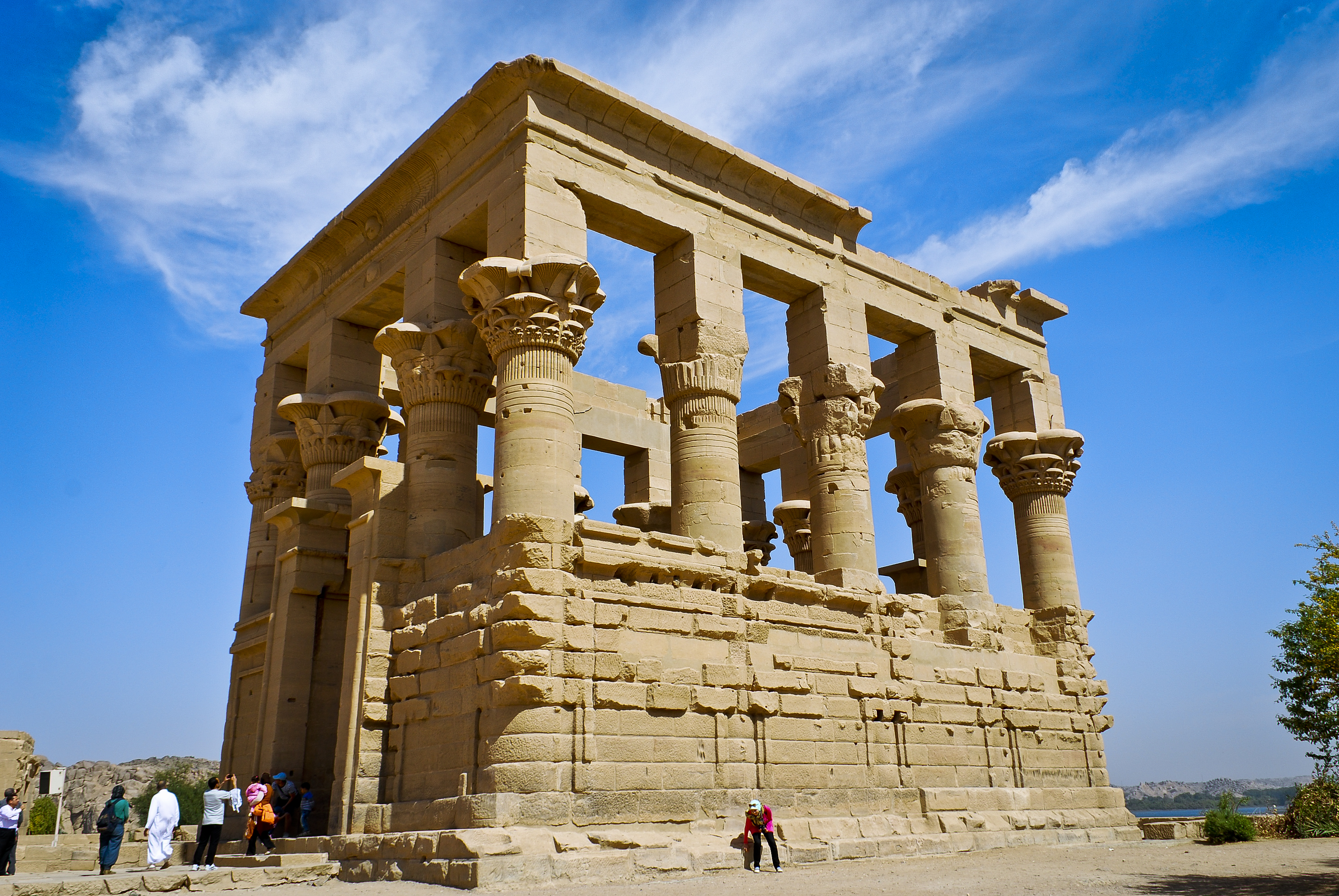
كشك تراجان في جزيرة فيلة
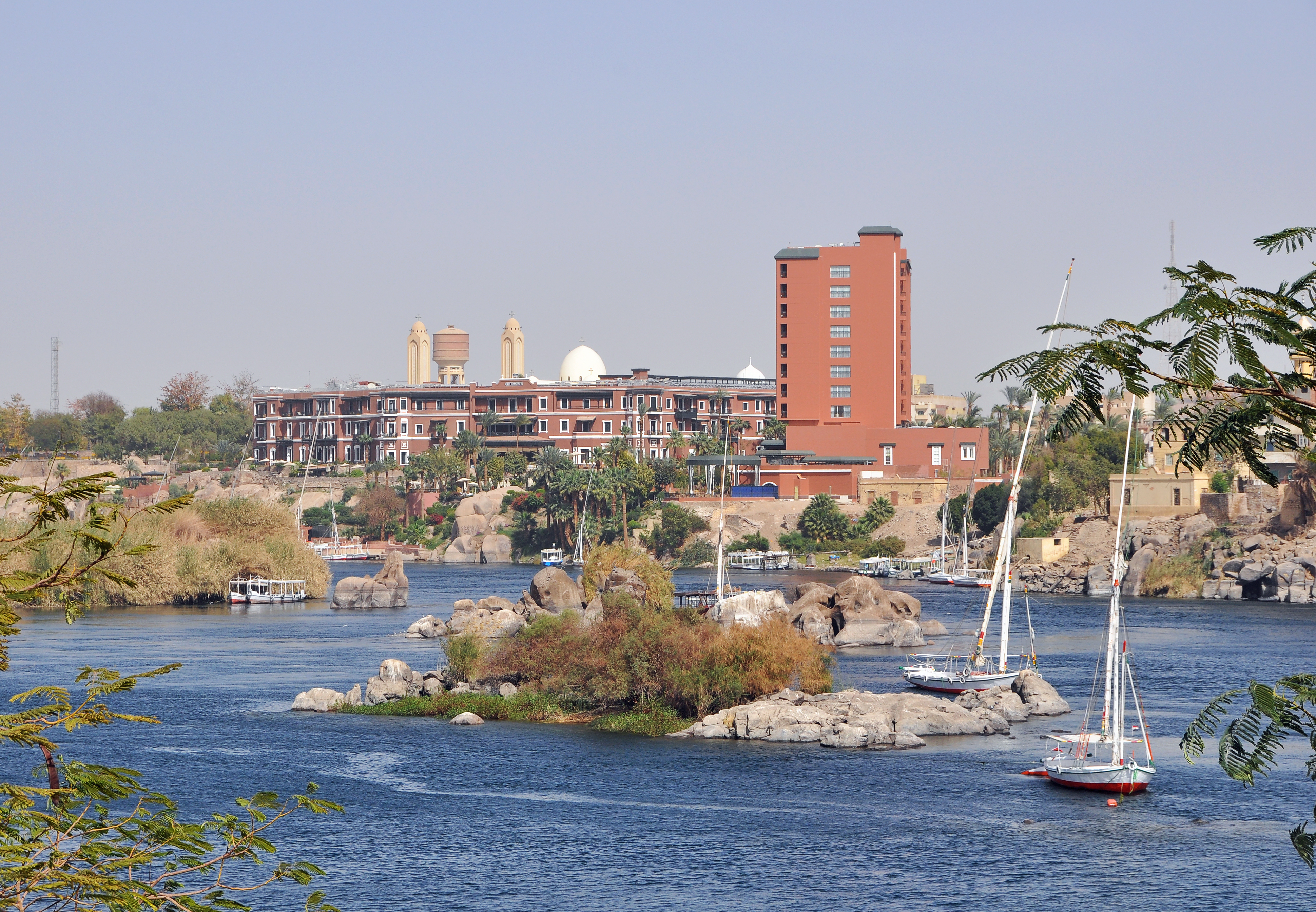
فندق كتراكت والفلايك والجزر النيلية
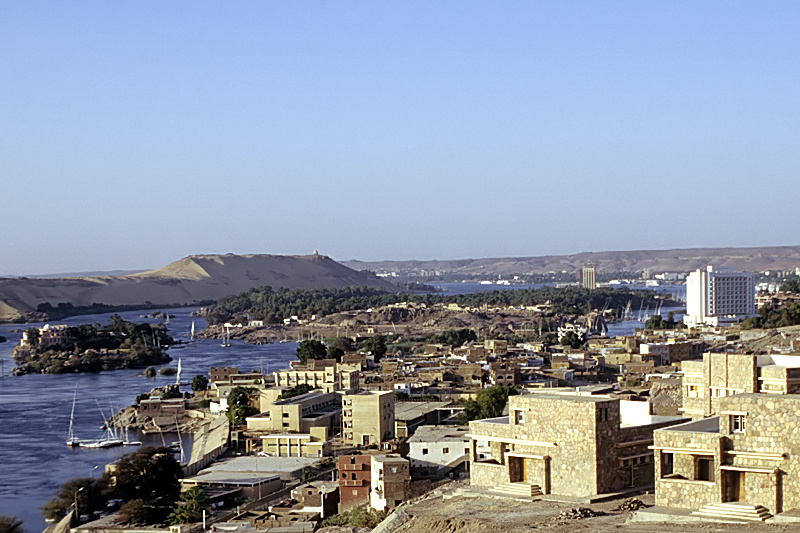
شلالات النيل الأولى
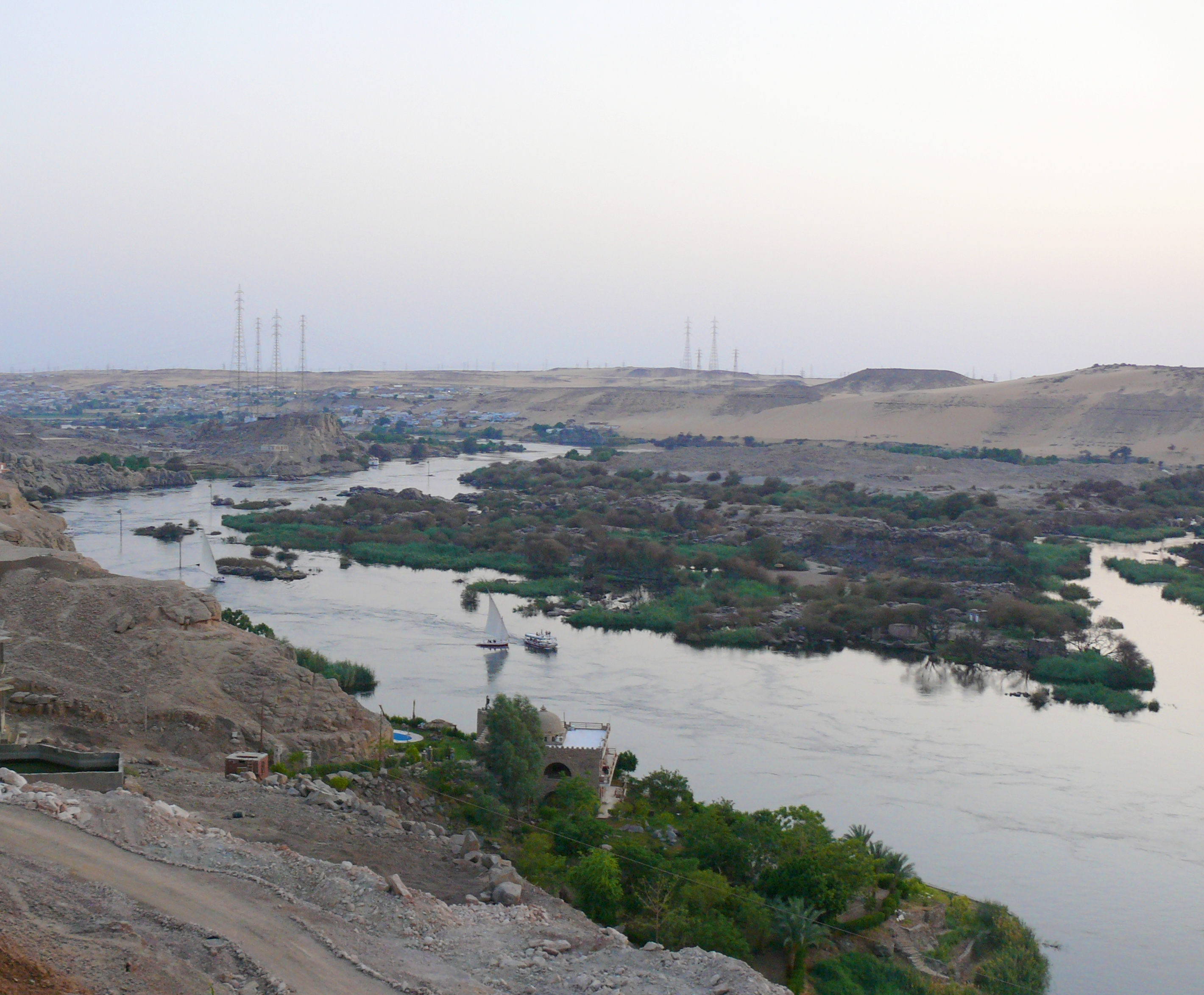
الشلالات ووراءها أعمدة الكهرباء المولدة من السد العالي
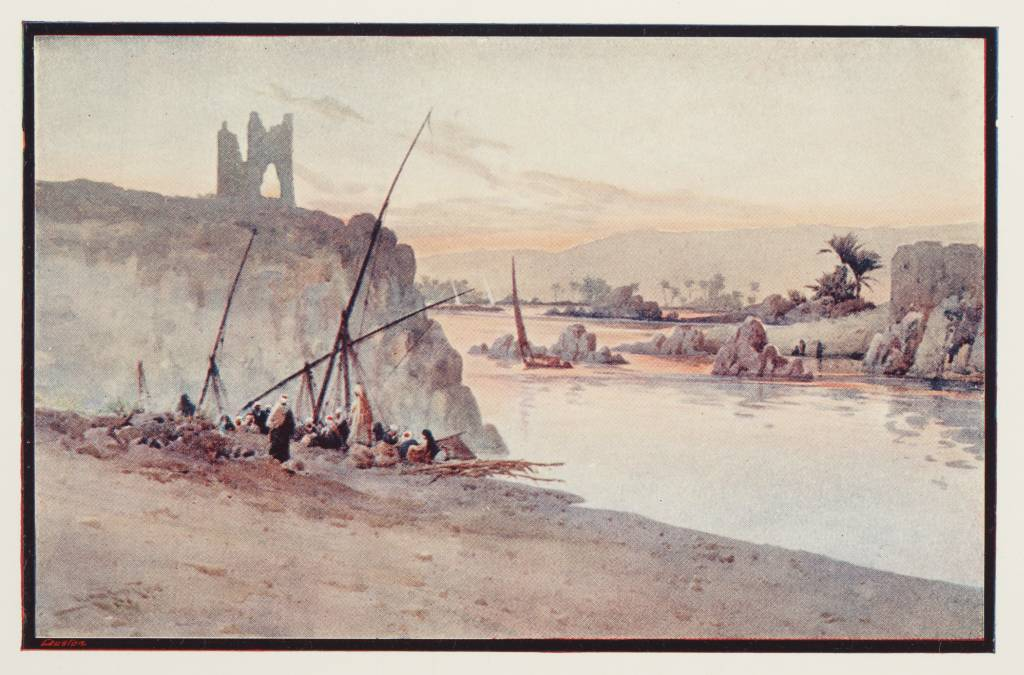
رسم لأسوان قبل الشلالات سنة 1909
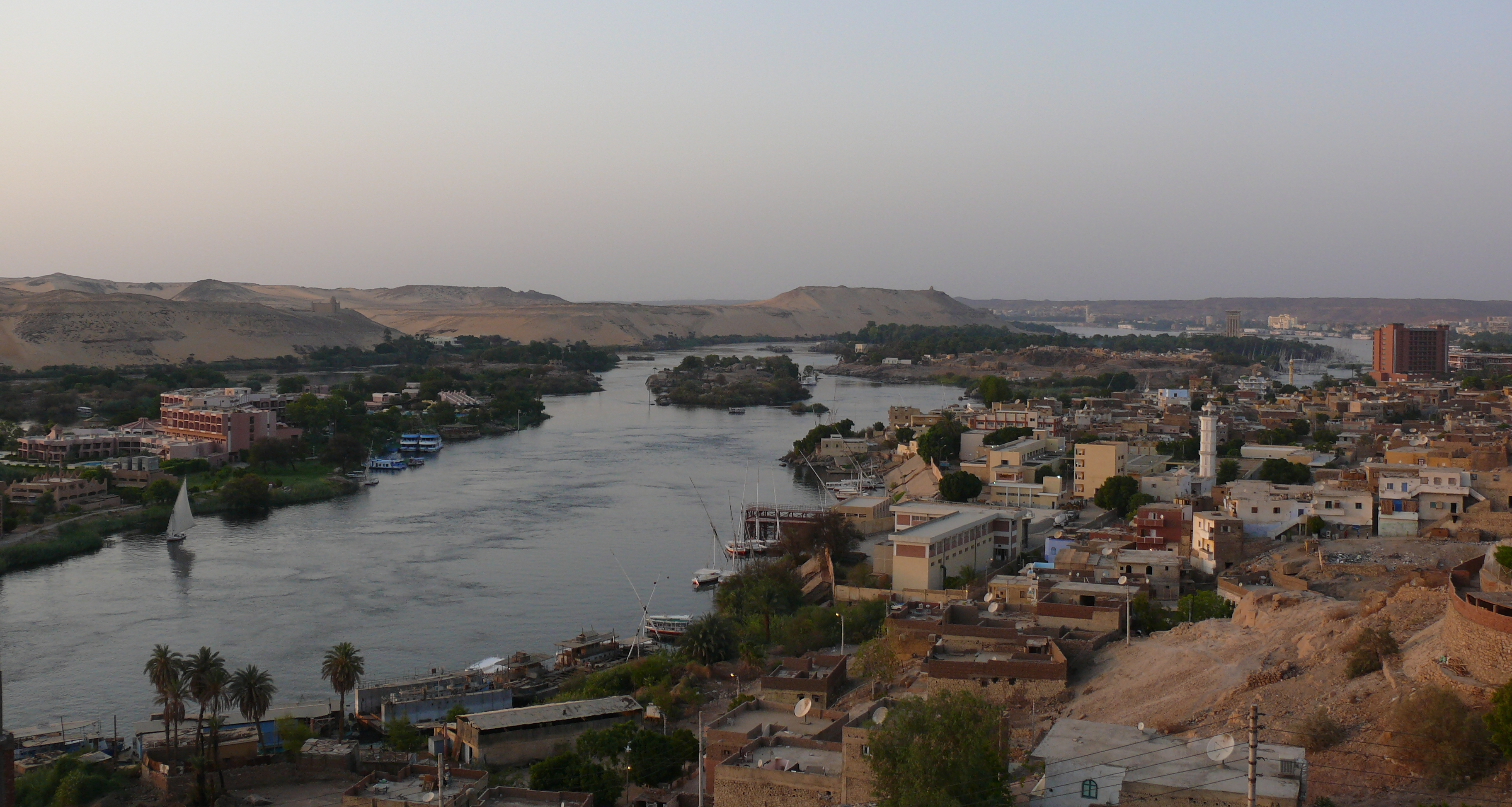
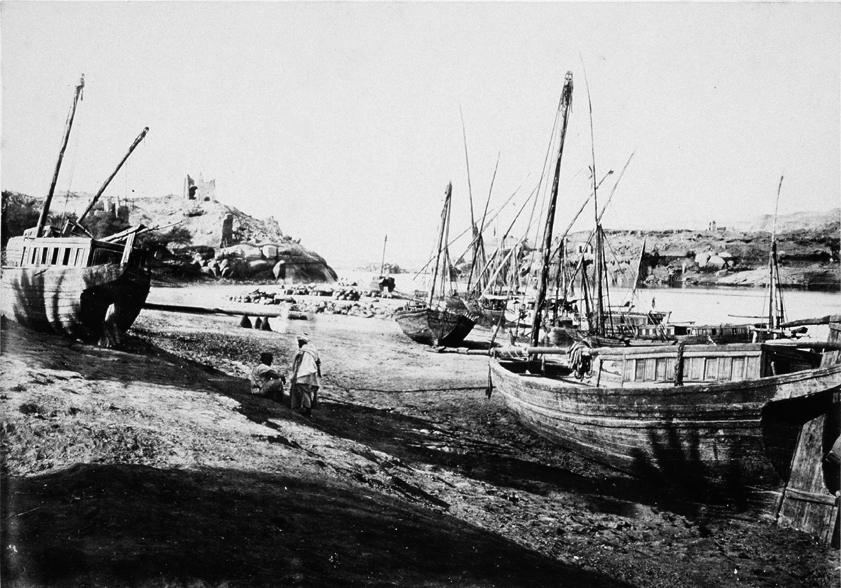
أسوان في 1857
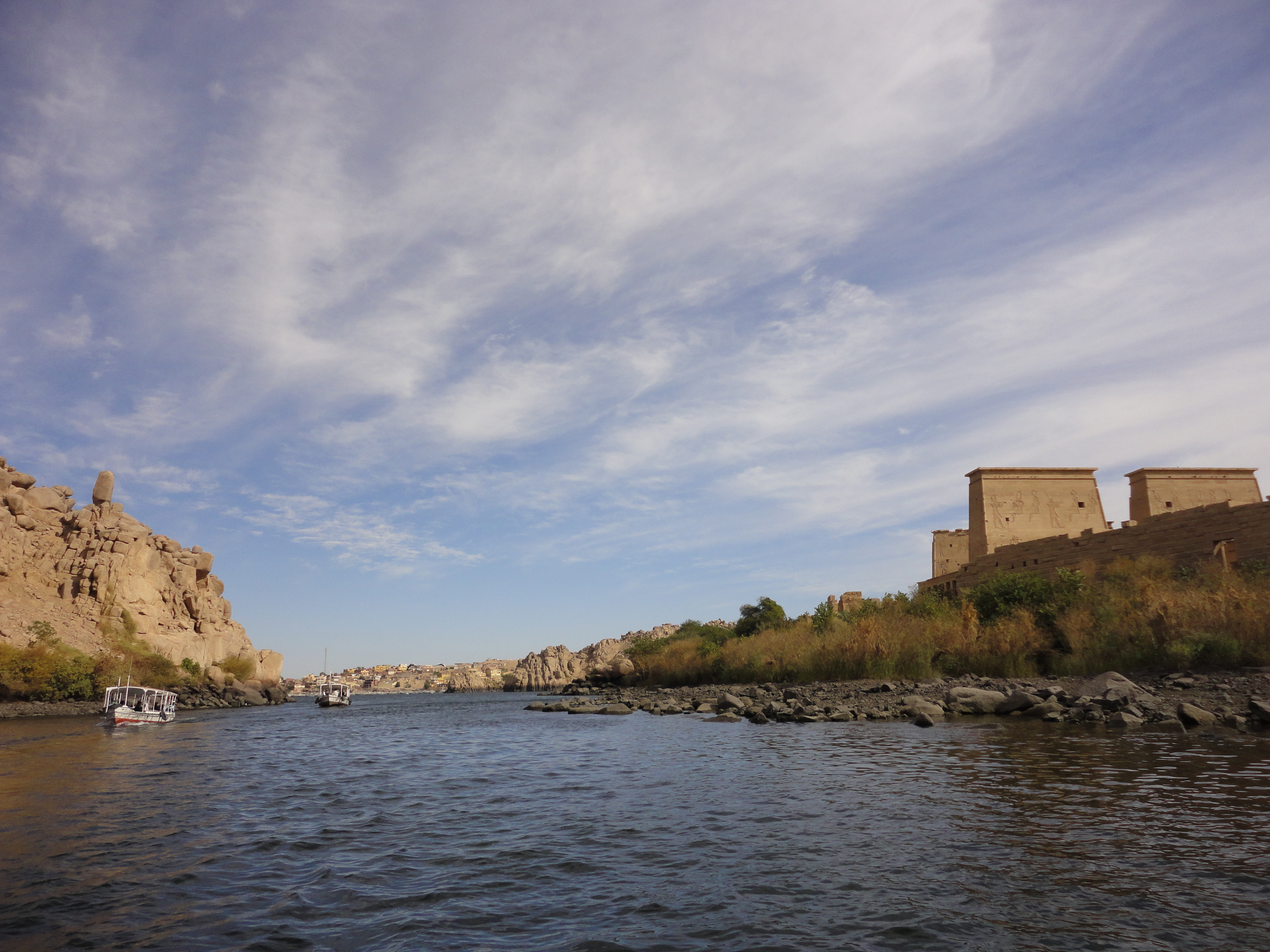
جزيرة فيلة
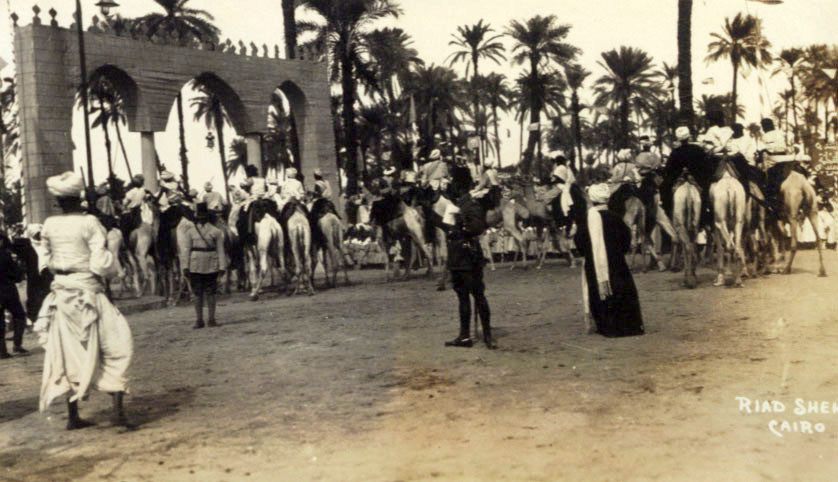
رقصة شعبية بالجمال استقبالا للملك فاروق
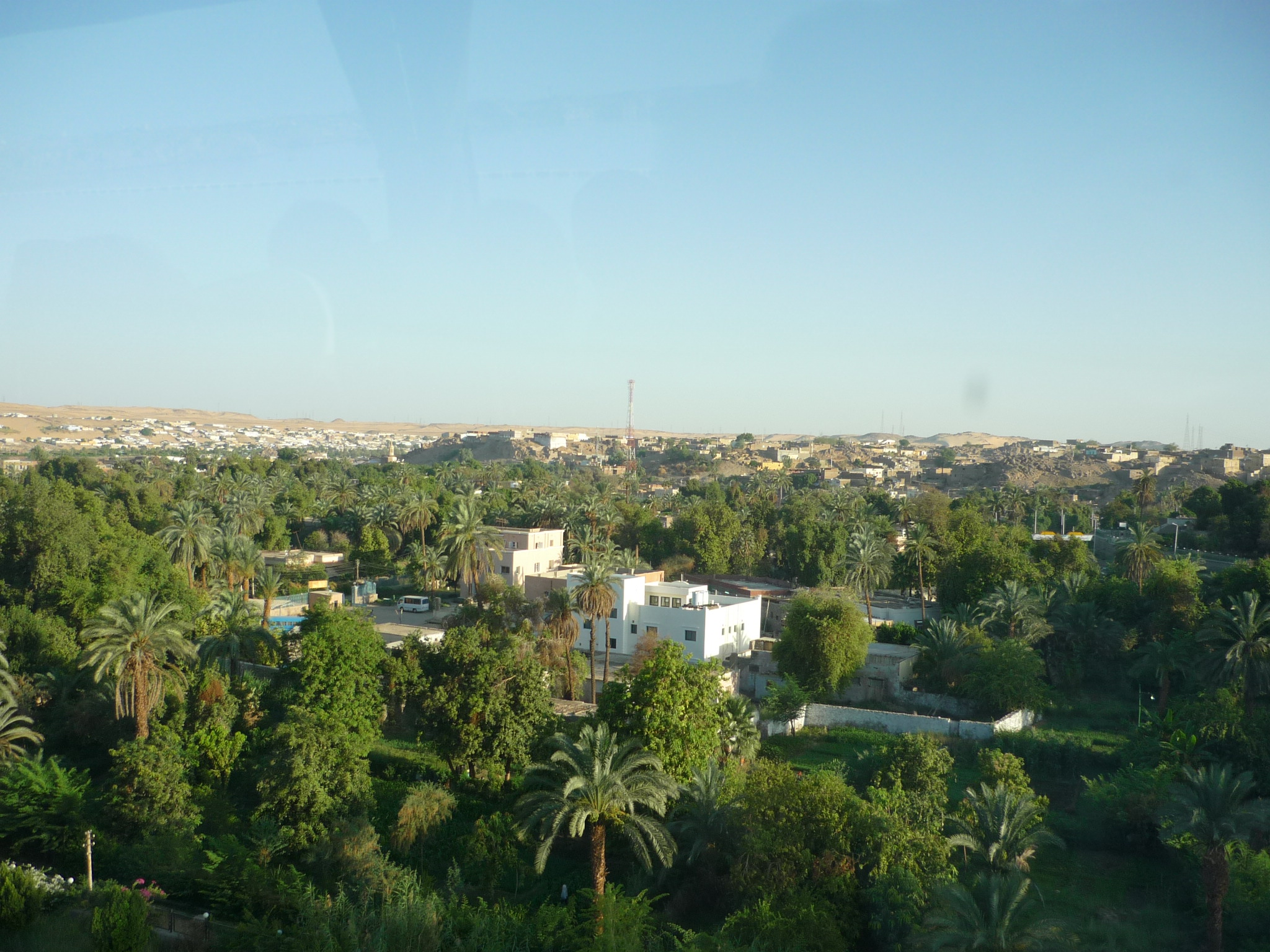
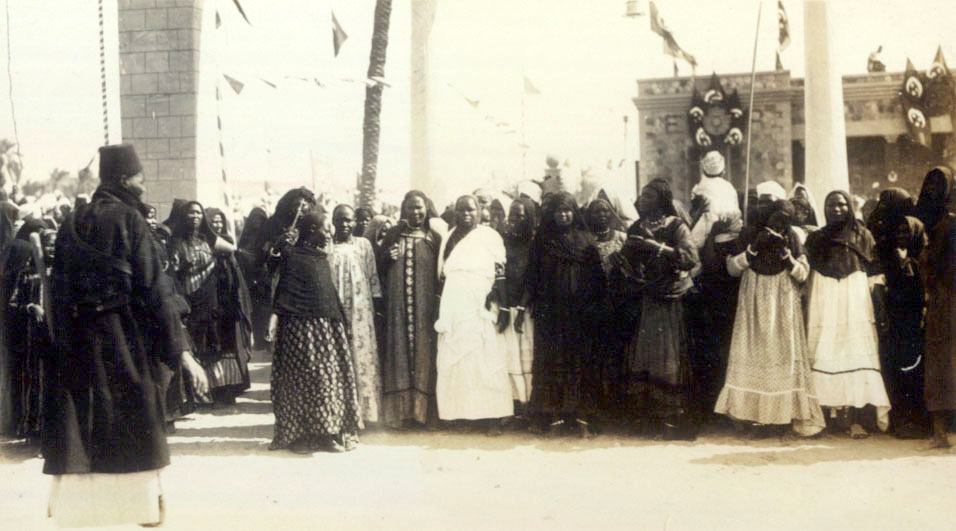
أسوانيات يستقبلن الملك فاروق
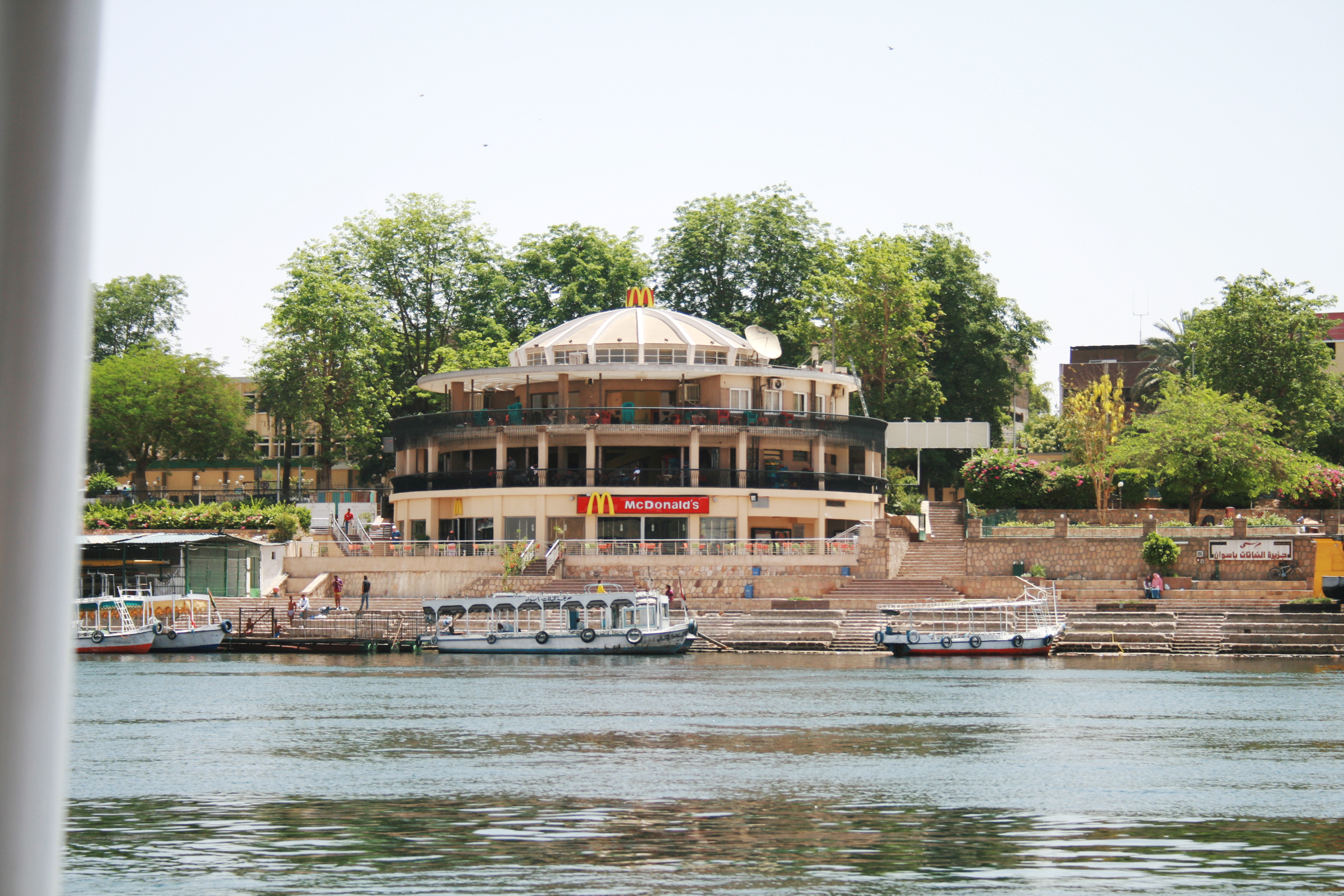
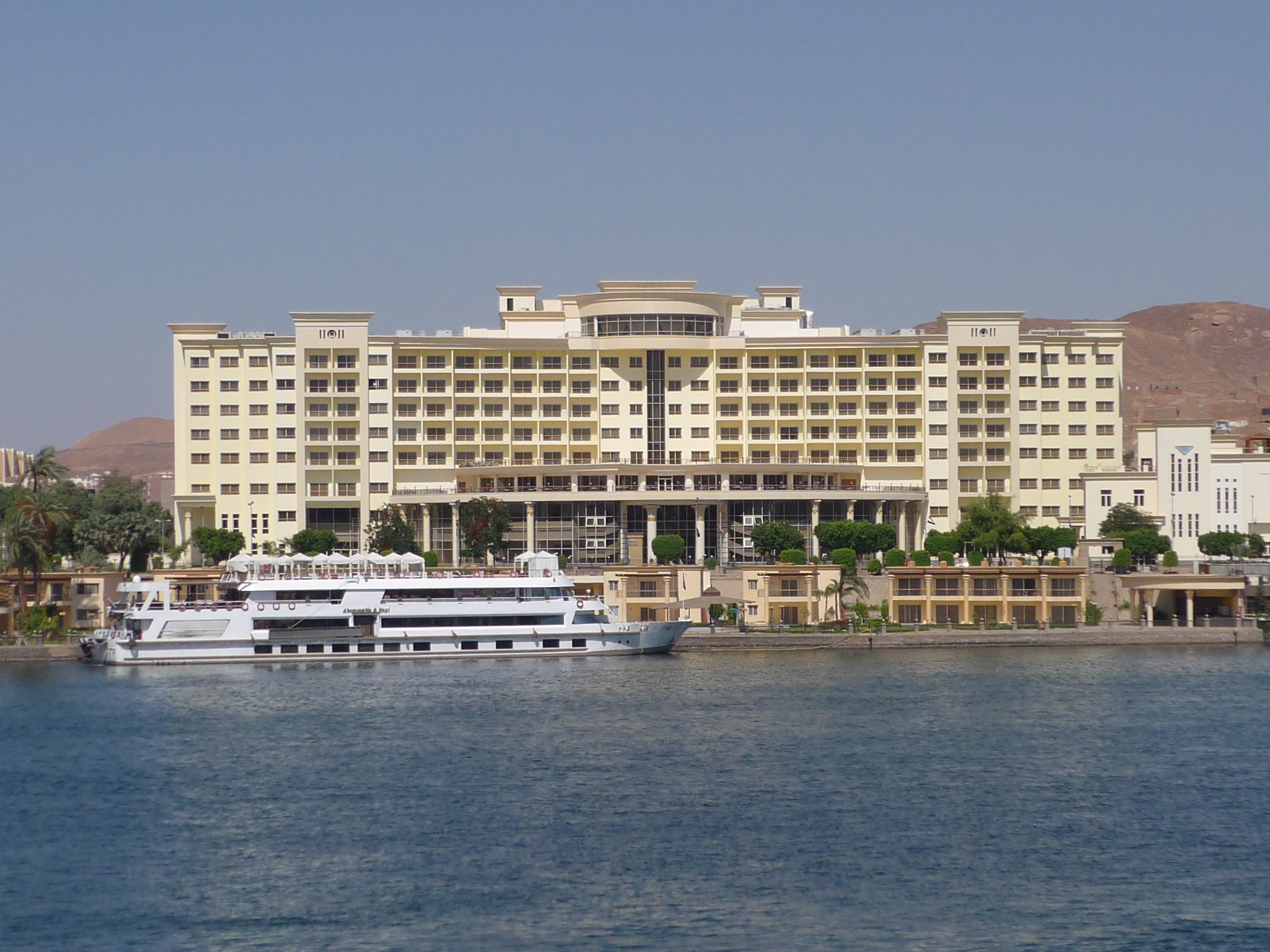
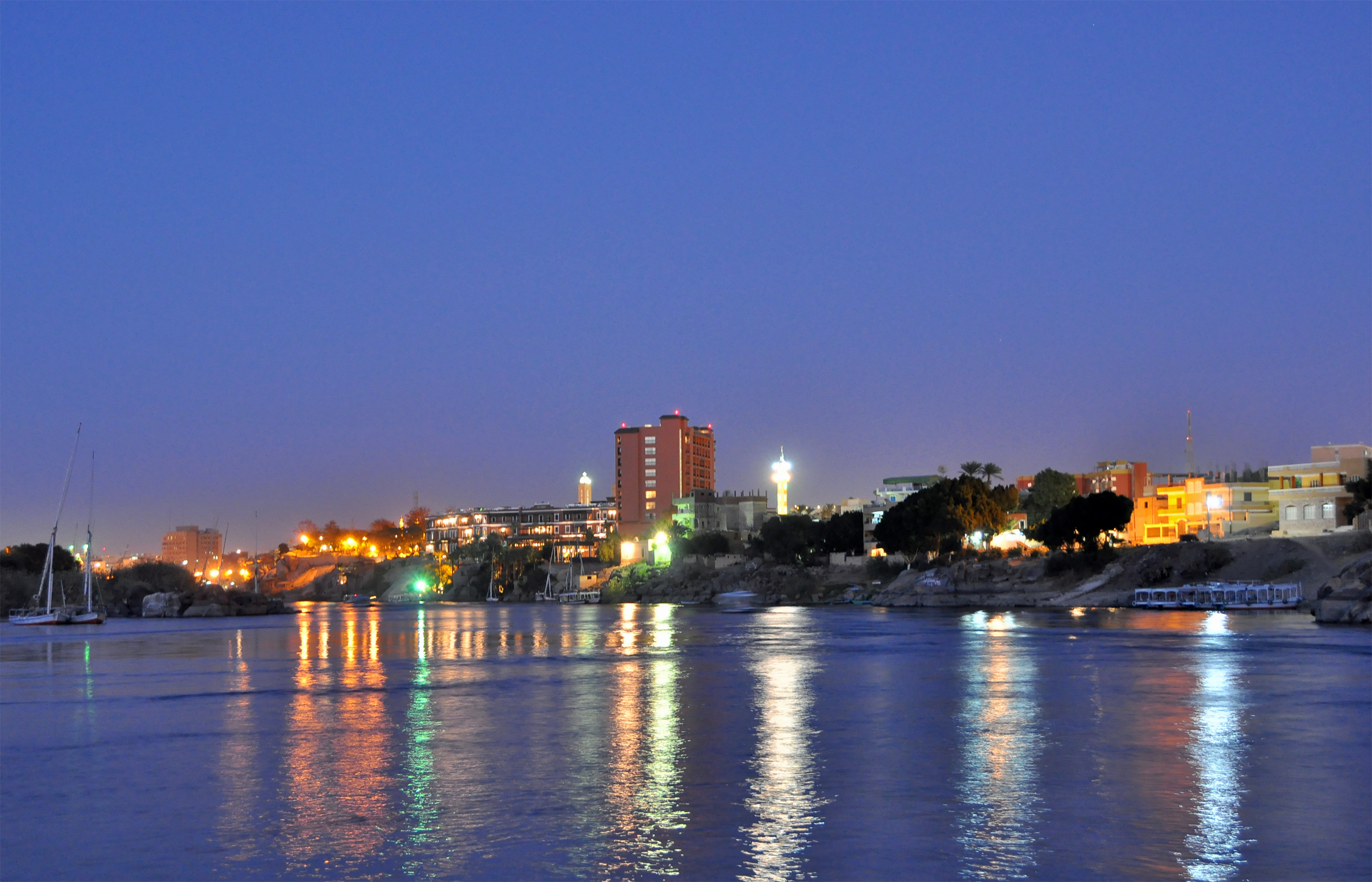
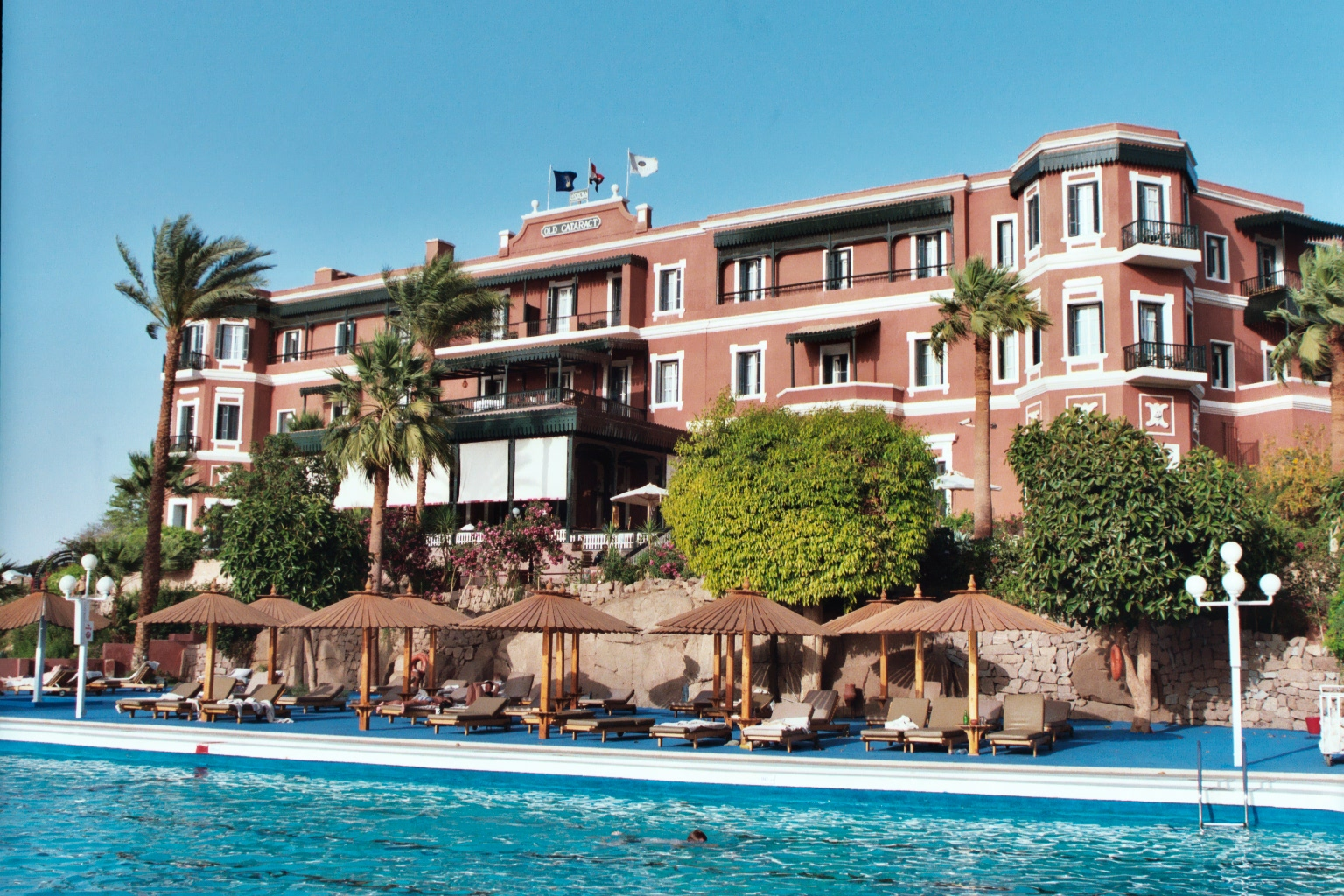
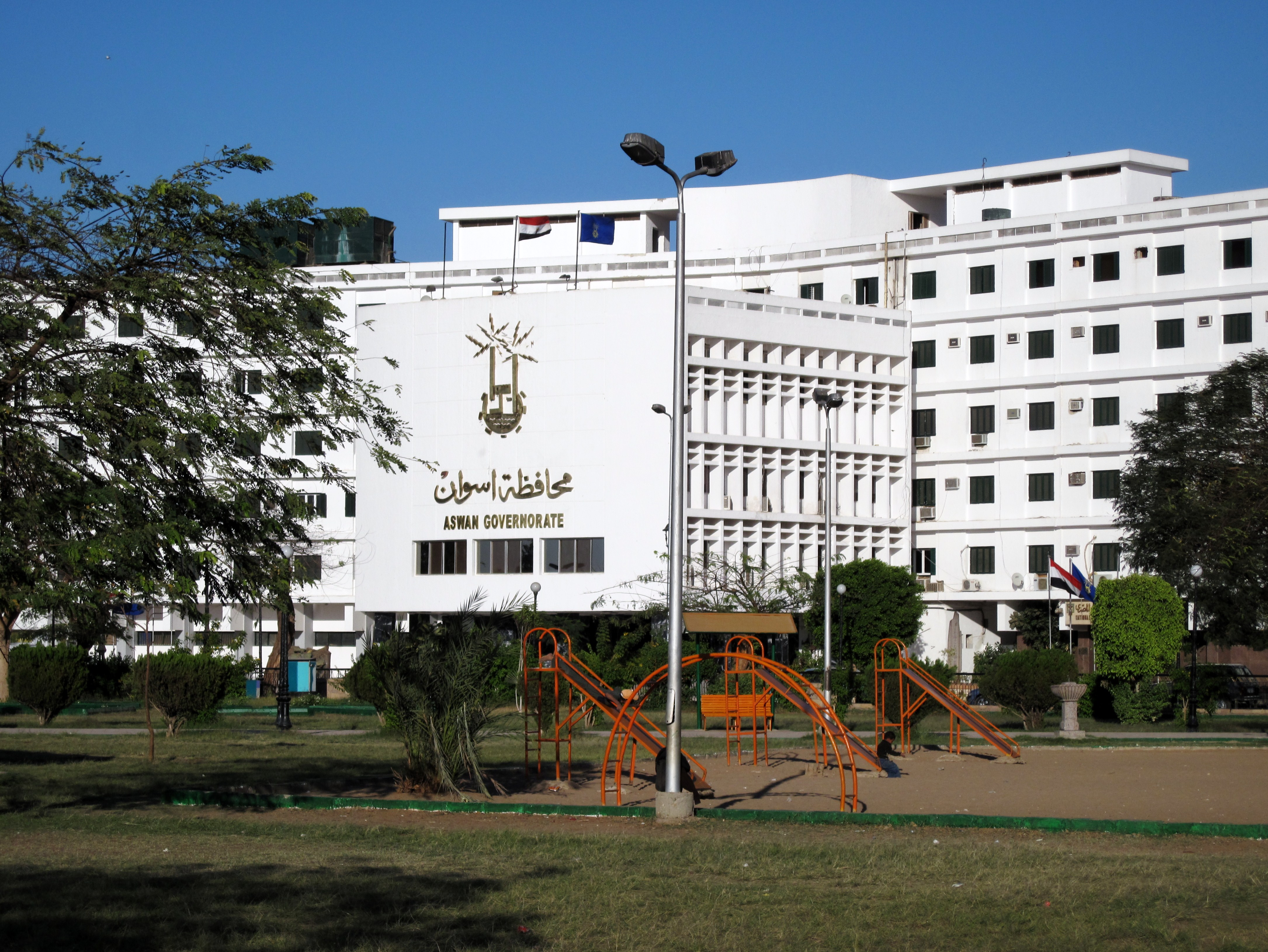
مبنى المحافظة